# 토속건축

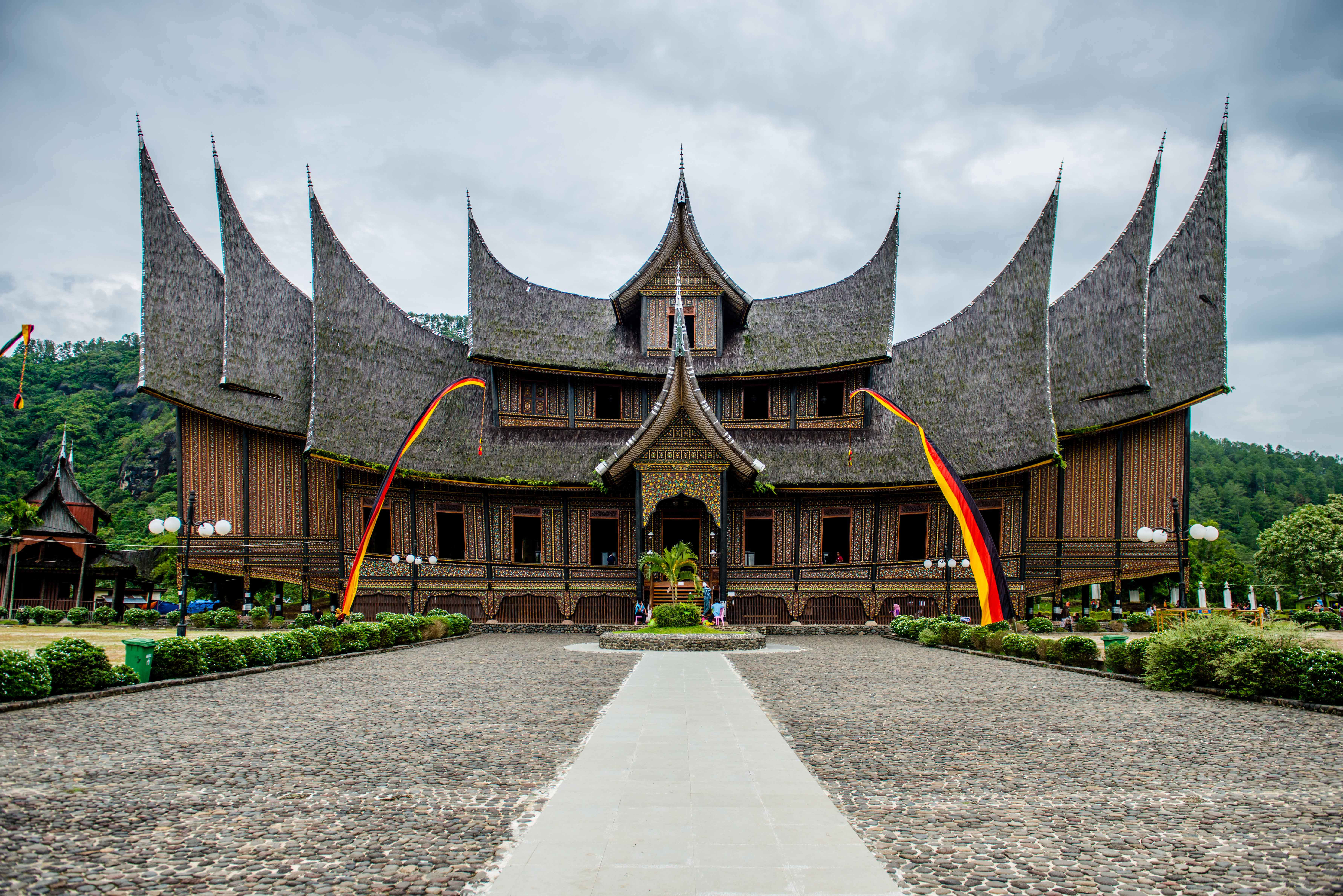
서수마트라주, 인도네시아의 미낭카바우 건축, 물소 뿔 모양에서 영감을 받았다.

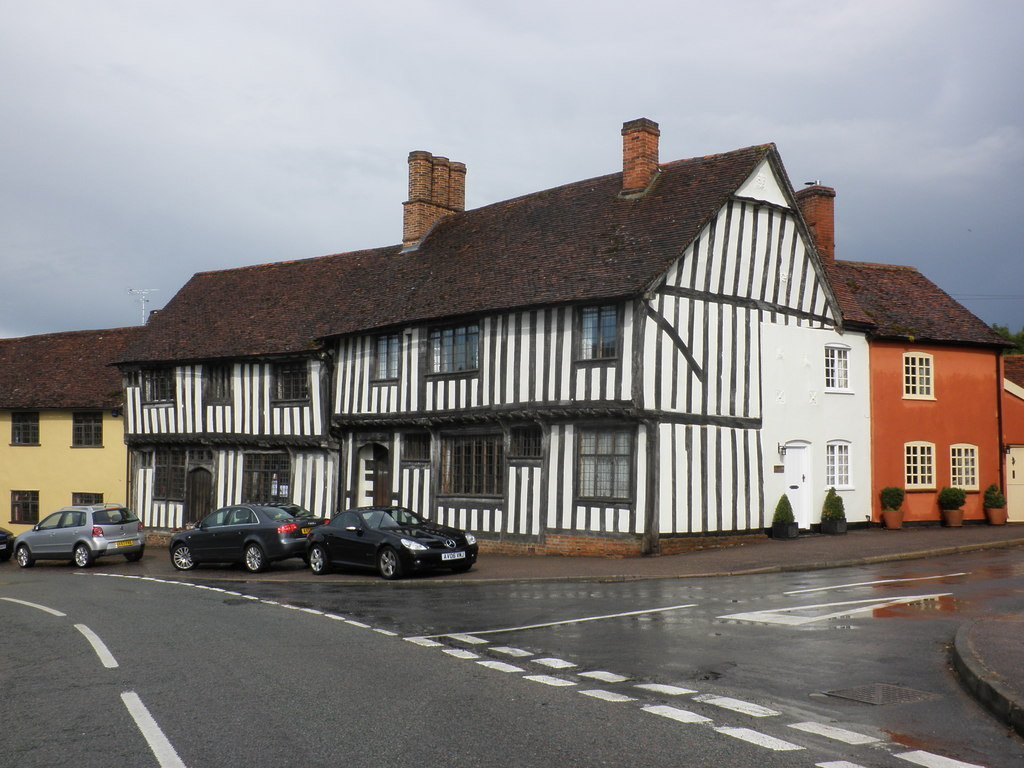
잉글랜드의 토속건축, 16세기 반목조 구조와 후기 건물, 서퍽주의 레이븐햄 마을

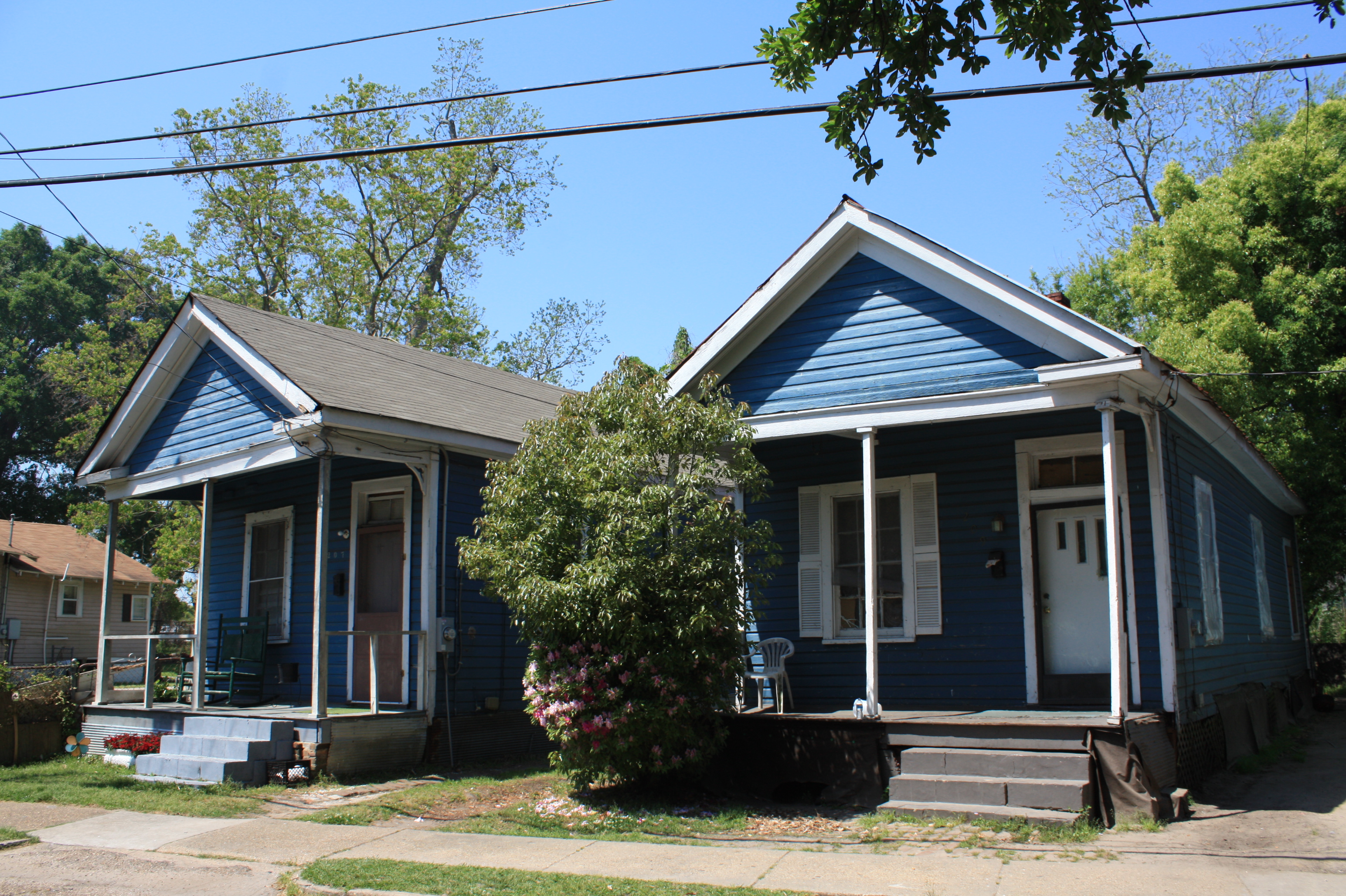
앨라배마주 모빌의 캠프그라운드 역사 지구에 있는 1920년대 단일 샷건 하우스 두 채

토속건축(土俗建築, 영어: Vernacular architecture, 민속건축)은 학문적 전통이나 전문적인 지도 없이 행해지는 건축을 말한다. 특정 건축 운동이나 양식이 아니라 광범위한 범주로서, 역사적이고 현존하는 그리고 고전적이거나 현대적인 것을 포함하여 전 세계의 다양한 유형의 건축물을 망라한다. 아모스 라포포트는 1995년에 토속건축이 전 세계 건축 환경의 95%를 차지한다고 추정했다. 이는 매년 건축가에 의해 설계되고 공학자에 의해 건설되는 신축 건물의 작은 비율과 비교한 것이다.
토속건축은 일반적으로 즉각적이고 지역적인 필요를 충족시키고, 해당 지역에서 구할 수 있는 자재에 의해 제약을 받으며, 지역 전통과 문화적 관행을 반영한다. 토속건축에 대한 연구는 정식 교육을 받은 건축가를 조사하는 것이 아니라, 작업에 대한 아무런 기여를 거의 받지 못한 지역 건축업자의 설계 기술과 전통을 연구한다. 최근에는 지속 가능한 디자인에 대한 폭넓은 관심의 일환으로, 현대적인 설계 및 건설에 더욱 에너지 효율을 높이기 위한 노력으로 설계자 및 건축 산업계에서 토속건축을 연구하고 있다.
1986년 기준, 이 분야에서 출판하는 학자들 사이에서도 "토속적인" 것의 정확한 경계는 명확하지 않았다.
이 정의 문제는 겉보기에는 단순해 보이지만, 토속건축 및 경관 연구의 옹호자들에게 가장 심각한 문제 중 하나임이 입증되었다. 명확하고 설득력 있으며 권위 있는 정의는 아직 제시되지 않았다. 토속건축은 많은 사람들이 직관적으로 이해하지만, 정의할 수 있는 사람은 거의 없는 현상이다. 따라서 이 주제에 관한 문헌은 비정의라고 할 수 있는 것들로 가득 차 있다. 토속건축은 고급 스타일 건물이 아니며, 전문가가 설계하지 않은 구조물이다. 기념비적이지 않고, 세련되지 않으며, 단순한 건물이다. 저명한 역사학자 니콜라우스 페브스너(Nikolaus Pevsner)에 따르면, 건축이 아니다. 보다 긍정적인 접근 방식을 취하는 사람들은 평범하고, 일상적이며, 흔한과 같은 형용사에 의존한다. 이러한 용어들이 때로는 토속적인 것에 적용되는 다른 경멸적인 표현만큼 경멸적이지는 않지만, 정확하지도 않다. 예를 들어, 맨해튼의 고층 빌딩은 고급 스타일 건축 작품이지만, 맨해튼에서는 흔하다. 논리적으로 뉴욕시 토속건축물이 아닌가?
토속건축은 전통적인 디자인 역사에서 간과되는 경향이 있다. 이는 양식적 설명이 아니며, 훨씬 더 특정 양식도 아니다. 따라서 쉽게 이해할 수 있는 패턴, 특징, 재료 또는 요소로 요약할 수 없다. 전통적인 건축 방법과 지역 건축업자의 사용으로 인해, 토속건축물은 건축적 유물만큼이나 토착적, 원주민적, 조상적, 농촌적, 민족적 또는 지역적인 문화적 표현으로 간주된다.

## 문구의 진화

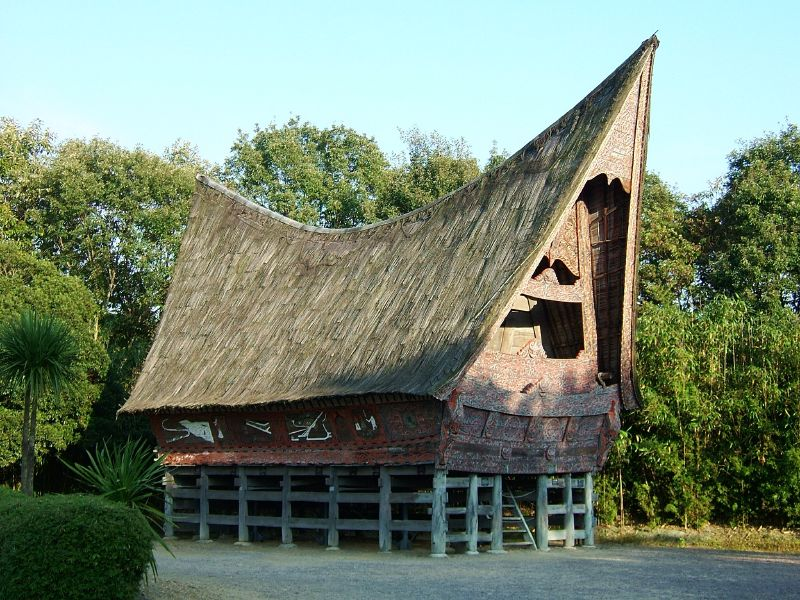
인도네시아의 전통적인 바타크족 가옥, 고대 오스트로네시아족 건축 양식

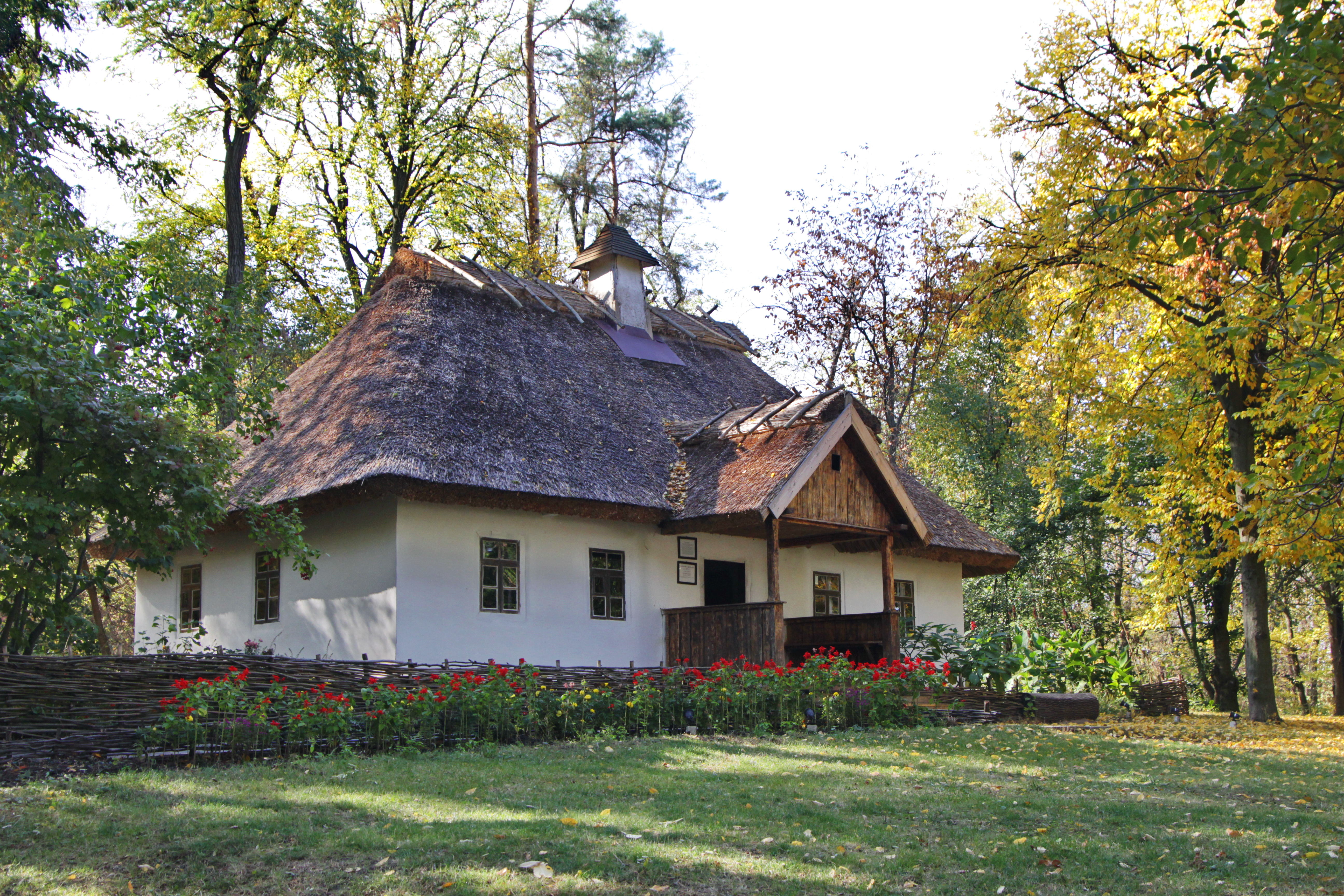
우크라이나 전통 가옥

용어 vernacular는 '토착 노예' 또는 '집에서 태어난 노예'를 뜻하는 verna에서 유래하여 '국내의, 토착의, 원주민의'를 의미한다. 이 단어는 아마도 더 오래된 에트루리아어에서 파생되었을 것이다.
이 용어는 언어학에서 빌려온 것으로, 베르나쿨라는 특정 시간, 장소 또는 그룹에 특유한 언어 사용을 의미한다.
이 문구는 적어도 1857년으로 거슬러 올라가는데, 그때 조지 길버트 스콧 경이 그의 저서 "Remarks on Secular & Domestic Architecture, Present & Future"의 첫 번째 장의 초점으로 사용했으며, 같은 해 10월 레스터의 건축 학회에서 발표된 논문에서도 사용되었다. 잉글랜드에서 고딕 복고 운동의 옹호자로서 스콧은 이 용어를 부정적인 의미로 사용하여 그가 도입하고자 했던 고딕과 대비되는 당시 잉글랜드의 "주된 건축"을 지칭했다. 이 "토속적인" 범주에 스콧은 세인트폴 대성당, 그리니치 병원, 캐슬 하워드를 포함시켰지만, 그들의 상대적인 고귀함을 인정했다.
이 용어는 건축가 버나드 루도프스키가 설계한 뉴욕 현대미술관의 1964년 전시와 이후 출간된 책을 통해 긍정적인 의미로 대중화되었다. 두 작품 모두 건축가 없는 건축이라고 불렸다. 전 세계의 토속건축물을 드라마틱한 흑백 사진으로 담은 이 전시는 엄청난 인기를 끌었다. 루도프스키는 이 개념을 대중과 주류 건축계의 눈길을 사로잡았으며, 정의도 느슨하게 유지했다. 그는 전시가 "비정통적인 건축의 낯선 세계를 소개함으로써 건축 예술에 대한 우리의 좁은 개념을 깨뜨리려는 시도"라고 썼다. "이것은 너무 알려지지 않아서 이름조차 없다. 통칭할 이름이 없어서 상황에 따라 토속적, 익명적, 자발적, 토착적, 농촌적이라고 부를 것이다." 이 책은 폴란드 소금 동굴에서부터 거대한 시리아 물레방아, 모로코 사막 요새에 이르기까지 토속건축물에 내재된 정당성과 "힘들게 얻은 지식"을 상기시키는 것이었고, 당시에는 성상 파괴적인 것으로 여겨졌다.
"상업 토속건축"이라는 용어는 1960년대 후반 로버트 벤투리와 데니스 스콧 브라운의 저서 "라스베이거스에서 배우기"가 출간되면서 대중화되었는데, 이는 20세기 미국 교외 트랙 및 상업 건축을 지칭한다.
토속건축이 디자인에 대한 훈련을 받은 사람들에 의해 설계될 수도 있지만, 로널드 브런스킬은 1971년에 토속건축을 다음과 같이 정의했다.
...설계에 대한 훈련을 전혀 받지 않은 아마추어가 설계한 건물; 그 개인은 자신의 지역에서 쌓아온 일련의 관습에 따라 지도되었으며, 유행에 크게 신경 쓰지 않았을 것이다. 건물의 기능이 지배적인 요소였을 것이며, 심미적 고려는 약간의 정도로 존재하더라도 상당히 최소한이었다. 지역 재료는 당연히 사용되었을 것이며, 다른 재료는 매우 예외적으로 선택되고 수입되었을 것이다.
1997년 폴 올리버가 편집한 세계 토속건축 백과사전에서 올리버는 토속건축이 환경 적응 문제에 대한 통찰력을 제공한다는 점을 감안할 때, 장기적으로 "문화적 및 경제적 측면에서 지속 가능성을 보장"하기 위해 미래에 필요할 것이라고 주장했다. 이 백과사전은 토속건축 분야를 다음과 같이 정의했다.
사람들의 주거지와 기타 모든 건물을 포함한다. 환경적 맥락과 사용 가능한 자원에 관련하여, 전통적인 기술을 활용하여 관습적으로 소유자 또는 공동체에 의해 건축된다. 모든 형태의 토속건축은 특정 요구를 충족시키기 위해 건축되며, 그것을 생산하는 문화의 가치, 경제 및 삶의 방식을 수용한다.
2007년에 앨런 노블은 '전통 건축: 구조 형태와 문화 기능에 대한 세계적 조사'에서 관련 용어에 대한 긴 논의를 썼다. 노블은 "민속 건축"은 "건축 예술에 전문적으로 훈련받지 않은 사람들"에 의해 건축된다고 결론지었다. "토속건축"은 "평범한 사람들의 것"이지만, 지역의 전통적인 디자인과 재료를 사용하여 훈련받은 전문가에 의해 건축될 수 있다. "전통 건축"은 사람에서 사람으로, 세대에서 세대로, 특히 구두로 전승되는 건축이지만, 일반 사람뿐만 아니라 사회의 모든 계층에서 가능하다. "원시 건축"은 노블이 사용을 권장하지 않는 용어이다. '대중 건축'이라는 용어는 동유럽에서 더 많이 사용되며 민속 건축 또는 토속건축과 동의어이다.

## 토속과 건축가
전문 건축가가 설계한 건축물은 일반적으로 토속적인 것으로 간주되지 않는다. 사실, 의식적으로 건물을 설계하는 과정 자체가 토속적이지 않다고 주장할 수도 있다. 폴 올리버는 그의 저서 드웰링스(Dwellings)에서 "전문 건축가나 상업 건축업자가 대중적 사용을 위해 설계한 '대중 건축'은 토속건축의 범주에 들지 않는다"고 말한다.:15 올리버는 또한 토속건축에 대한 다음의 간단한 정의를 제공한다. "사람들의 건축, 사람들에 의한 건축, 그러나 사람들을 위한 건축은 아니다.":14
프랭크 로이드 라이트는 토속건축을 "실제 필요에 따라 성장하는 민속 건축, 토착적인 느낌으로 맞춰가는 사람들이 환경에 맞춰가는 것"이라고 묘사했다.:9 이는 지능적인 생각이 부족한 원시적인 형태의 디자인임을 시사하지만, 그는 또한 유럽 전역의 모든 고도로 자의식적인 학술적인 아름다움 시도보다 "우리가 연구할 가치가 더 크다"고 말했다.

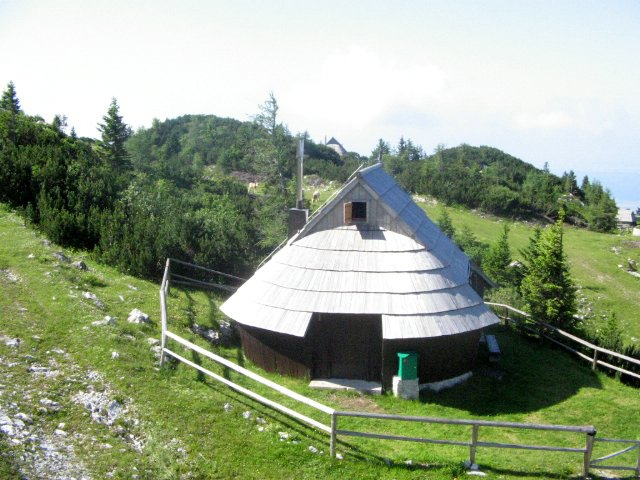
슬로베니아의 빅 파스처 고원에 있는 2차 세계 대전 이후 주거, 건축가 블라스토 코파치가 설계했으며 이 산악 지역의 토속건축을 기반으로 한다.

최소한 아트 앤 크래프트 운동 이후로 많은 현대 건축가들은 토속건축물을 연구하고 그 디자인에 토속적인 측면을 포함하여 영감을 얻었다고 주장했다. 1946년에 이집트 건축가 하산 파티는 룩소르 근처의 뉴 구르나 타운 설계를 맡았다. 전통적인 누비아족 주거지와 기술을 연구한 그는 누비아 주거지의 전통적인 흙벽돌 아치를 자신의 디자인에 통합했다. 이 실험은 다양한 사회적, 경제적 이유로 실패했다.:11
스리랑카 건축가 제프리 바와는 남아시아 지역 근대주의의 선구자로 여겨진다. 그와 함께 건축 설계에 토속을 사용하는 현대 지지자로는 유명한 인도 건축가 찰스 코레아, 국제적으로 알려진 방글라데시 건축가 무자룰 이슬람과 바시룰 하크, 이 지역의 토속건축 연구를 위해 아마다바드에 바스투-실파 재단을 설립한 또 다른 인도 건축가 발크리슈나 도시, 환경적이고 사회경제적으로 지속 가능한 설계 및 계획 혁신을 위한 영감으로 인도 농촌 건축을 사용한 실라 스리 프라카시가 있다. 네덜란드 건축가 알도 반 에이크도 토속건축의 지지자였으며, 새뮤얼 모크비, 크리스토퍼 알렉산더, 파올로 솔레리도 마찬가지였다.
올리버는 다음과 같이 주장한다.
아직 주거지나 토속건축의 더 큰 범위를 연구하는 명확하게 정의된 전문 분야는 없다. 그러한 분야가 등장한다면, 아마도 건축과 인류학의 일부 요소를 역사와 지리학의 측면과 결합한 분야일 것이다.
건축가들은 지속 가능한 디자인의 모델로서 토속건축에 대한 새로운 관심을 보이고 있다. 현대적인 보완 건축은 주로 토속건축에 의해 영향을 받는다.

## 토속에 미치는 영향

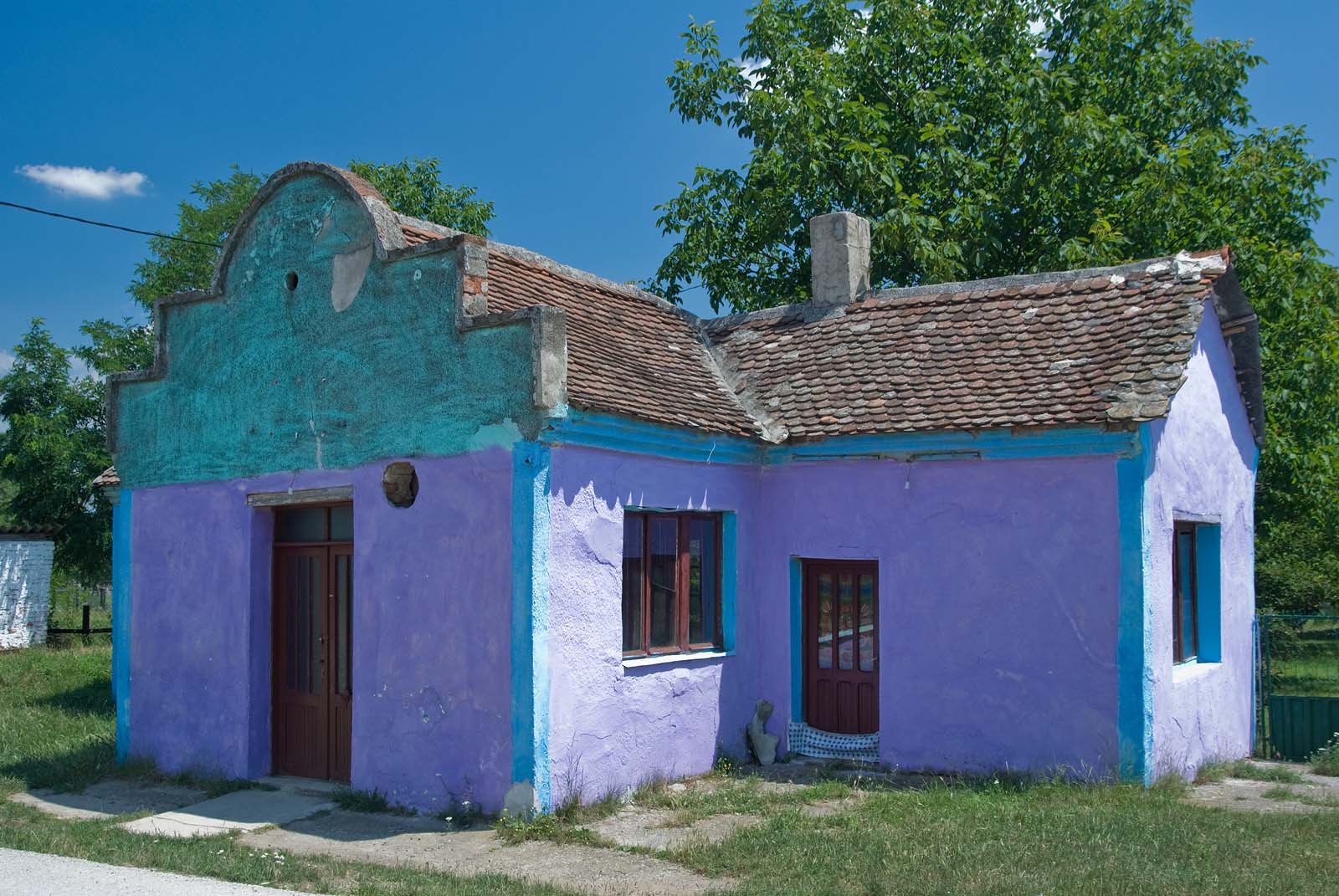
세르비아 브르굴레의 가옥

토속건축은 인간 행동과 환경의 다양한 측면에 크게 영향을 받으며, 거의 모든 다른 맥락에 따라 다른 건축 형태를 만들어낸다. 심지어 이웃 마을조차 겉보기에는 같아 보일지라도 주거의 건설과 사용에 대해 미묘하게 다른 접근 방식을 가질 수 있다. 이러한 차이에도 불구하고 모든 건물은 동일한 물리 법칙을 따르므로 구조 형태에서 상당한 유사성을 보인다.

### 기후
토속건축에 가장 중요한 영향 중 하나는 건물이 건설되는 지역의 거대 기후이다. 추운 기후의 건물은 항상 높은 열 질량 또는 상당한 양의 단열재를 가지고 있다. 일반적으로 열 손실을 방지하기 위해 밀폐되어 있으며 창문과 같은 개구부는 작거나 아예 없을 수도 있다. 반대로 더운 기후의 건물은 더 가벼운 재료로 건설되는 경향이 있으며 건물의 개구부를 통해 상당한 환기를 허용한다.

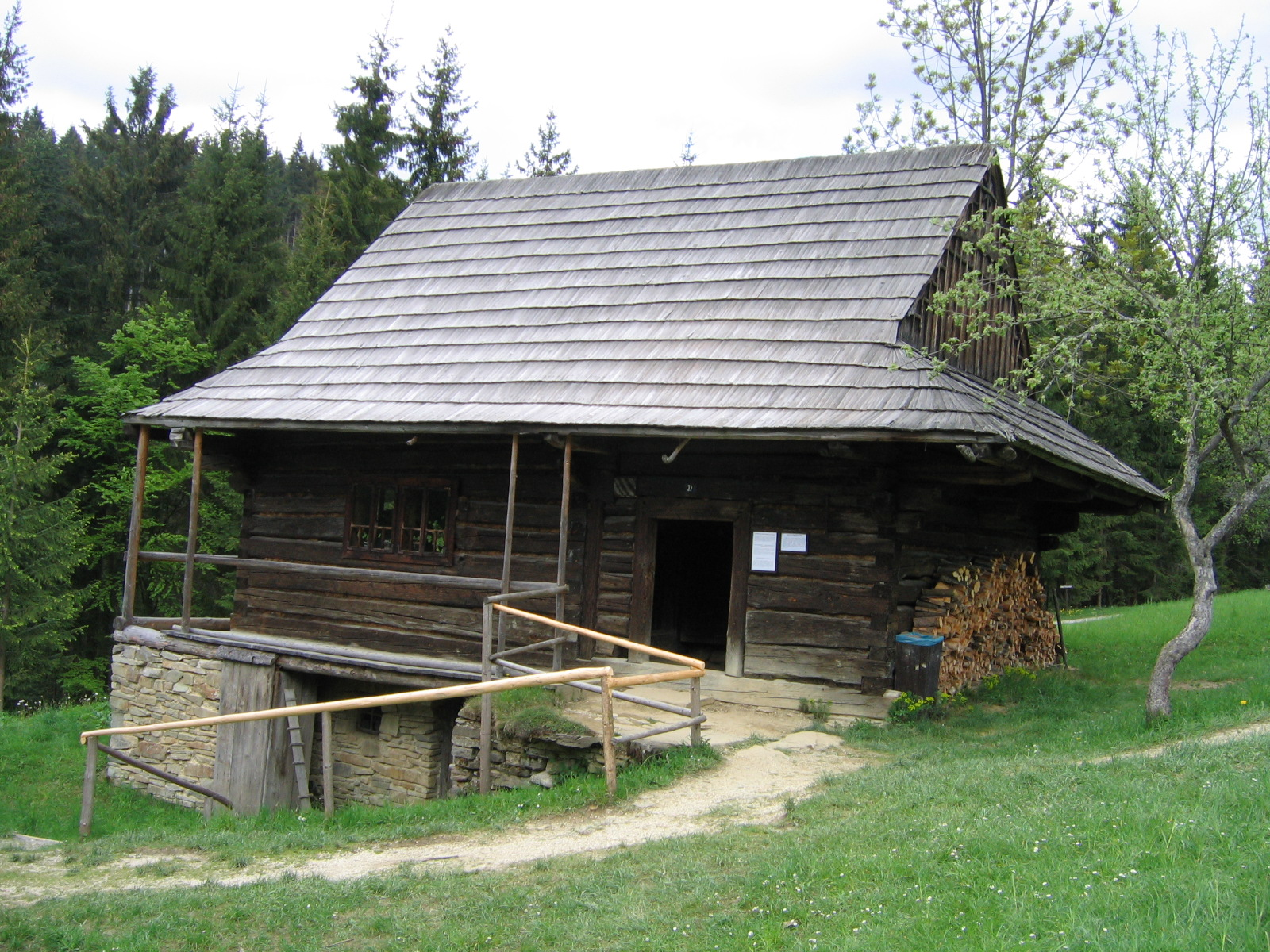
슬로바키아 키수체 지역의 통나무집 - 비교적 추운 산악 기후에서 지역 목재를 사용한 토속건축의 예

대륙성 기후의 건물은 상당한 온도 변화에 대처할 수 있어야 하며 계절에 따라 거주자가 변경할 수도 있다. 덥고 건조하거나 반건조 지역에서는 토속건축물이 환기 및 온도 조절을 위한 여러 가지 독특한 요소를 포함한다. 중동 전역에서 이러한 요소는 물 시설이 있는 안뜰 정원, 스크린 벽, 반사광, 마슈라비야 (목재 격자 세공이 있는 독특한 돌출 창) 및 باد기р(윈드캐처)과 같은 디자인 특징을 포함했다.

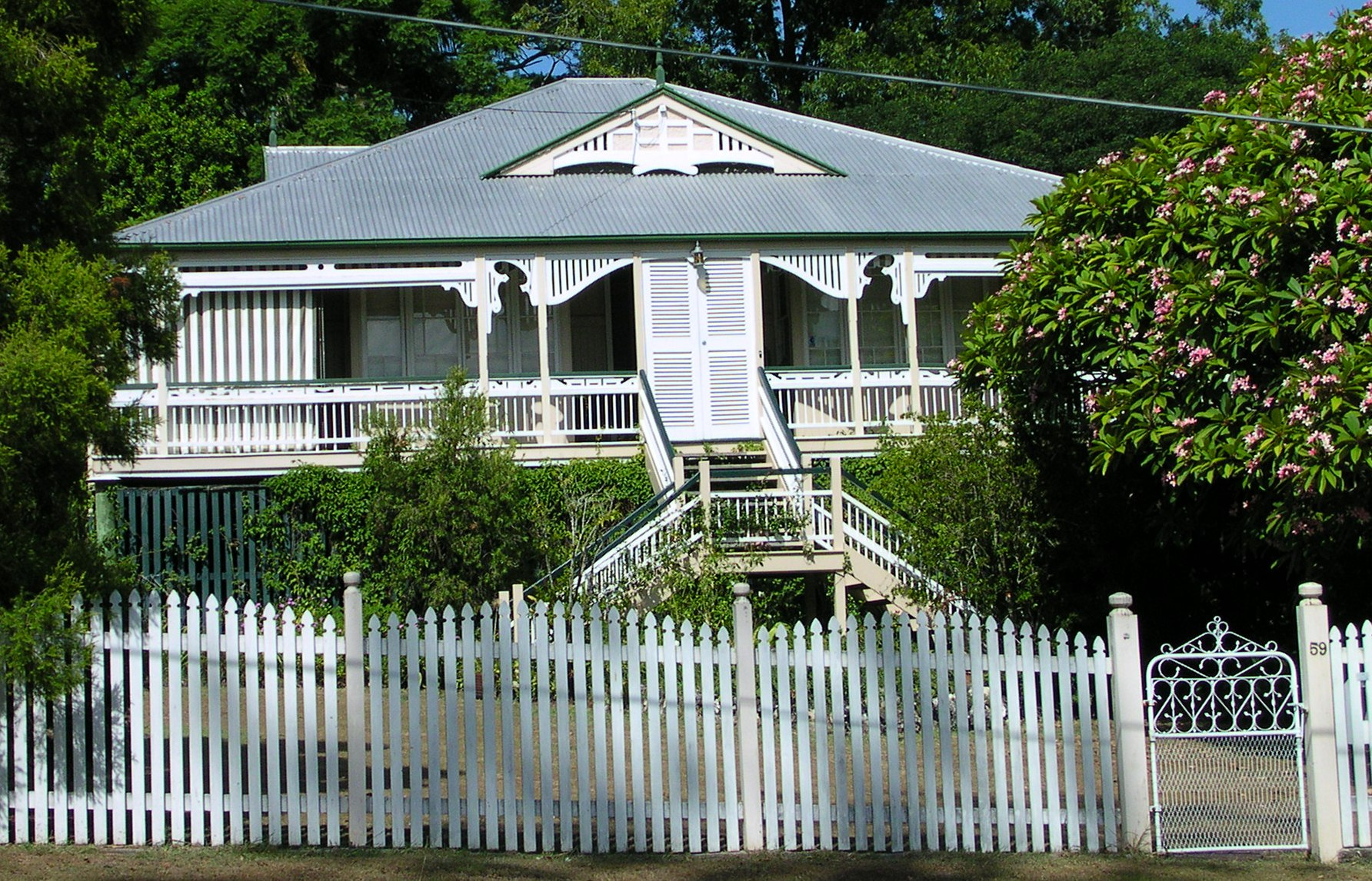
오스트레일리아 퀸즐랜드 하우스

건물은 해당 지역의 강수량에 따라 다른 형태를 취한다. 이는 빈번한 홍수나 우기가 있는 많은 지역에서 호상 가옥으로 이어진다. 예를 들어, 퀸즐랜드 하우스는 호주의 북부 주에서 몬순성 비로 인한 연간 홍수에 대한 해결책으로 19세기 초에 발전한 경사진 양철 지붕이 있는 고가 목조 주택이다. 강수량이 많은 지역에서는 평지붕이 드물다. 마찬가지로 강풍이 심한 지역은 그에 대처할 수 있는 특수 건물이 필요하며, 건물은 우세풍에 최소한의 표면적을 노출하는 경향이 있으며 잠재적인 폭풍 피해를 최소화하기 위해 종종 경관에 낮게 위치한다.
토속건축에 대한 기후적 영향은 상당하며 극도로 복잡할 수 있다. 지중해 토속건축과 중동 대부분의 건축은 종종 분수나 연못이 있는 안뜰을 포함한다. 물안개와 증발로 시원해진 공기는 건물의 형태에 의해 설정된 자연 환기를 통해 건물 내부로 유입된다. 마찬가지로 북아프리카 토속건축은 종종 거주자를 시원하게 유지하기 위해 매우 높은 열 질량과 작은 창문을 가지고 있으며, 많은 경우 화재를 위한 것이 아니라 내부 공간을 통해 공기를 유입시키는 굴뚝도 포함한다. 이러한 전문화는 설계된 것이 아니라, 수세대에 걸친 건축 건설을 통해 시행착오로 습득된 것이며, 종종 왜 작동하는지를 설명하는 과학 이론보다 훨씬 오래전에 존재했다. 토속건축은 또한 지역 시민들의 목적을 위해서도 사용된다.

### 문화
건물 거주자의 생활 방식과 그들이 거주지를 사용하는 방식은 건물 형태에 큰 영향을 미친다. 가족 단위의 크기, 공간을 공유하는 사람, 음식을 준비하고 먹는 방법, 사람들이 상호 작용하는 방법, 그리고 다른 많은 문화적 고려 사항은 주거의 배치와 크기에 영향을 미친다.
예를 들어, 여러 동아프리카 민족 공동체의 가족 단위는 표시된 경계로 둘러싸인 가족 단지에서 살며, 그 안에는 가족 구성원들을 수용하기 위해 분리된 단일 방 주거지가 건설된다. 일부다처제 공동체에서는 다른 아내를 위한 별도의 주거지가 있을 수 있으며, 가족의 여성들과 공간을 공유하기에는 너무 나이가 많은 아들을 위한 주거지가 또 있을 수도 있다. 가족 내 사회적 상호 작용은 가족 구성원이 사는 구조물 간의 분리에 의해 규정되며, 사생활은 그 분리에 의해 제공된다. 반대로 서유럽에서는 이러한 분리가 건물을 분리된 방으로 나누어 하나의 주거지 내에서 이루어진다.
문화는 토속건축물의 외관에도 큰 영향을 미친다. 거주자들은 종종 지역 관습과 신념에 따라 건물을 장식한다.

#### 유목민 거주지

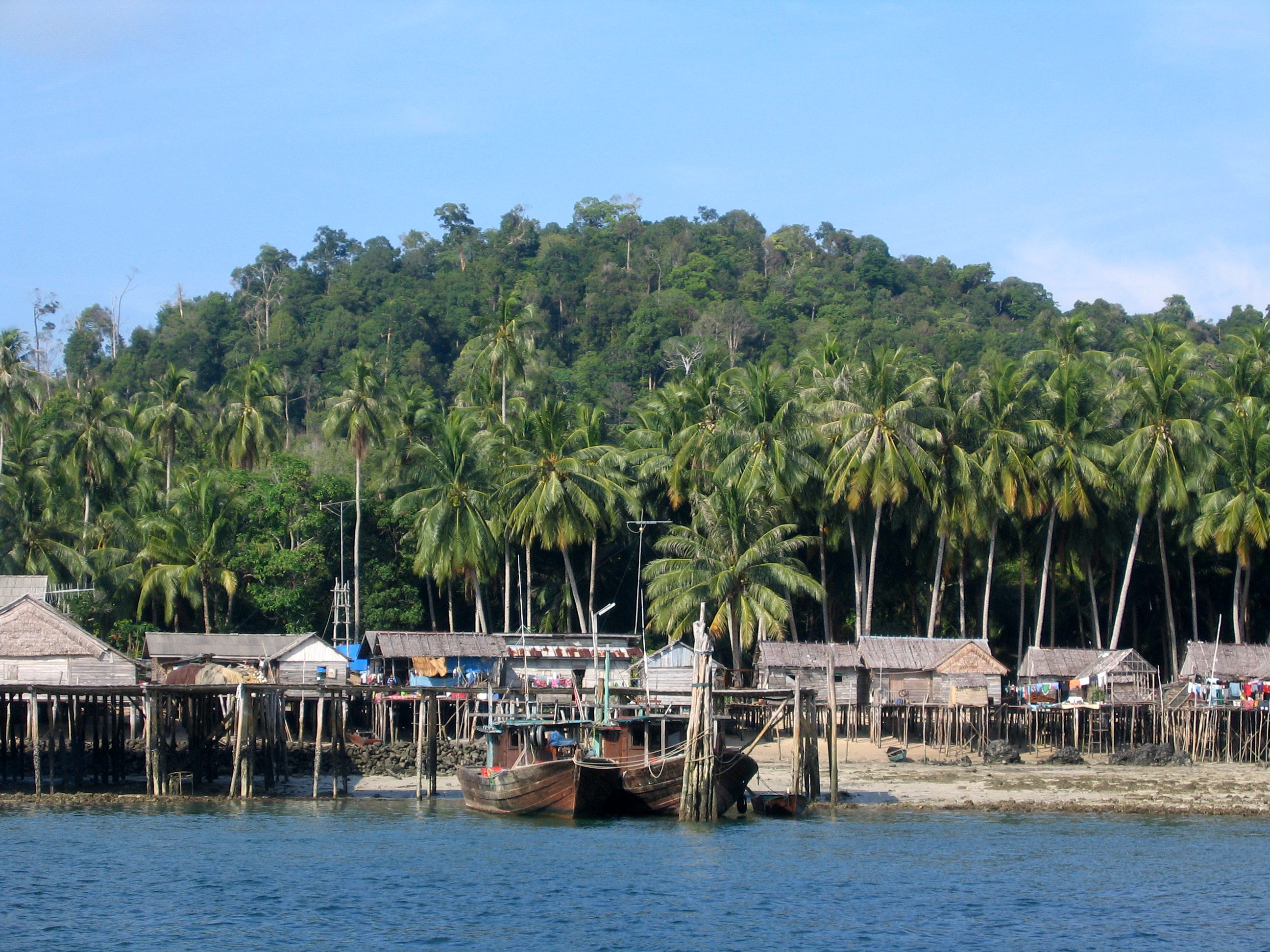
인도네시아 링가 제도에 있는 쳄파의 호상 가옥

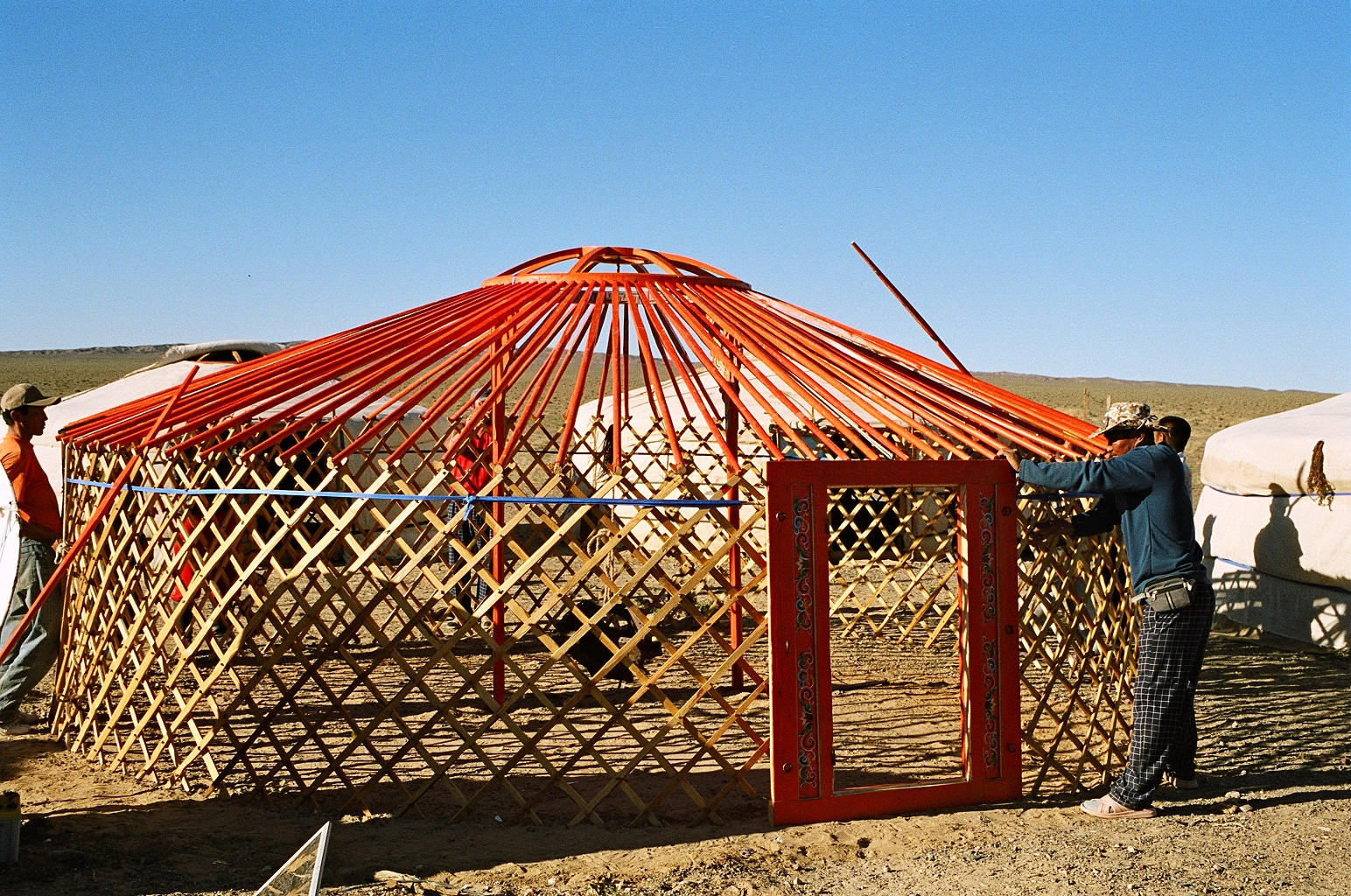
몽골의 원형 거주지인 유르트, 건설 중

세상에는 유목 생활의 일부 측면을 포함하는 많은 문화가 있으며, 그들은 모두 거주지 필요에 대한 토속적인 해결책을 개발했다. 이들은 모두 단순한 오두막과 같은 간단한 건설의 실용적인 측면과 필요하다면 텐트와 같은 운송을 포함하여 기후와 거주민의 풍습에 대한 적절한 반응을 포함한다.
이누이트족은 이글루(겨울용)와 투피크(여름용)를 포함하여 다른 계절과 지리적 위치에 적합한 여러 형태의 거주지를 가지고 있다. 이누이트족이 경험하는 기후와 유사한 기후에 사는 북유럽의 사미족은 그들의 문화에 적합한 다른 거주지를 개발했다.:25 여기에는 라브부와 고아티가 포함된다. 문화적 영향 때문에 유사한 상황에서 다른 해결책을 개발하는 것은 토속건축의 전형적인 특징이다.
많은 유목민들은 지역 환경에서 흔히 볼 수 있는 재료를 사용하여 임시 거주지를 건설한다. 예를 들어 사라왁의 푸난족은 야자 잎을 사용하고, 이투리 피그미족은 어린 나무와 몽공고 잎을 사용하여 돔형 오두막을 건설한다. 다른 문화는 재료를 재활용하여 이동하면서 운반한다. 이의 예로는 게르(유르트)를 가지고 다니는 몽골 부족이나 이란의 카슈가이인의 검은 사막 텐트가 있다.:29 각 경우에 주목할 만한 것은 재료의 가용성과 운송 동물의 가용성 또는 다른 형태의 운송이 거주지의 최종 형태에 미치는 상당한 영향이다.
모든 거주지는 지역 기후에 맞게 개조된다. 예를 들어, 몽골 게르(유르트)는 더운 대륙성 여름에는 시원하고 몽골 겨울의 영하의 기온에는 따뜻할 만큼 다용도이며, 중앙에는 닫을 수 있는 환기 구멍과 스토브용 굴뚝이 포함되어 있다. 게르는 일반적으로 자주 이동하지 않으며, 따라서 튼튼하고 안전하며 나무 앞문과 여러 겹의 덮개가 포함되어 있다. 반대로 전통적인 베르베르족 텐트는 매일 이동할 수 있으며 훨씬 가볍고 설치 및 해체가 빠르다. 그리고 사용되는 기후 때문에 요소로부터 동일한 수준의 보호를 제공할 필요가 없다.

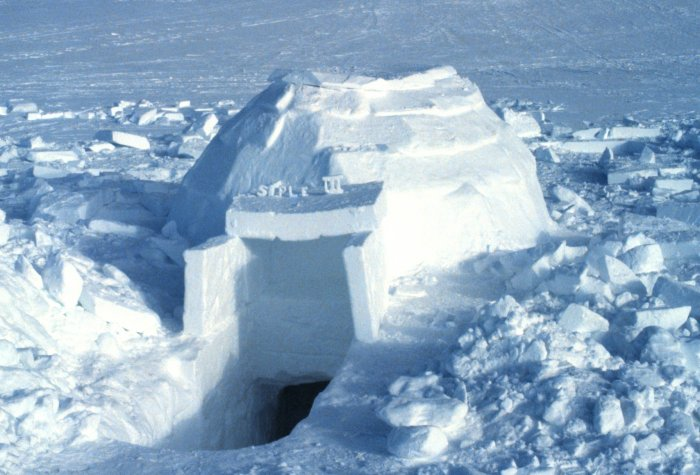
미완성된 이글루, 이누이트의 겨울 거주지
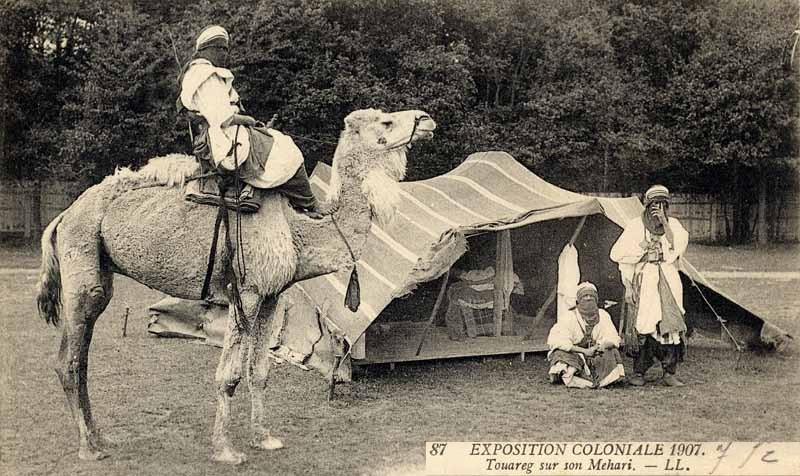
1907년 식민지 박람회 중 투아레그족 텐트
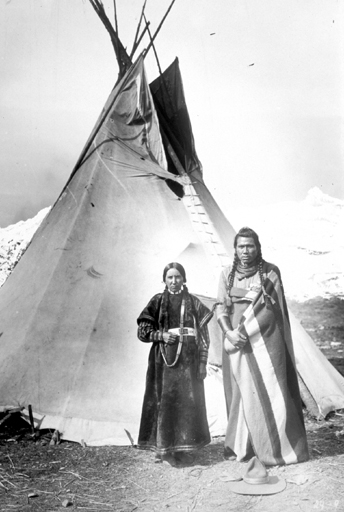
1900년c.의 네즈 퍼스족의 티피
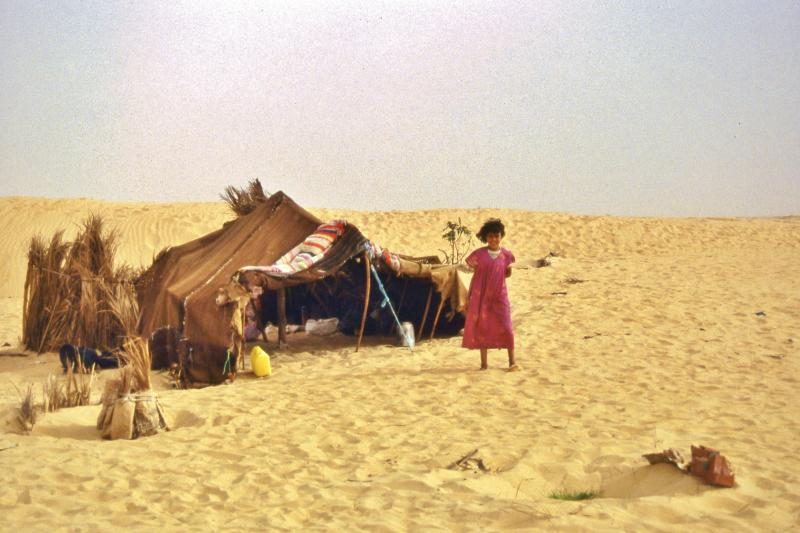
북아프리카 아랍 베두인족 텐트. 유사한 텐트는 중동의 아랍인뿐만 아니라 페르시아 및 티베트 유목민도 사용한다.
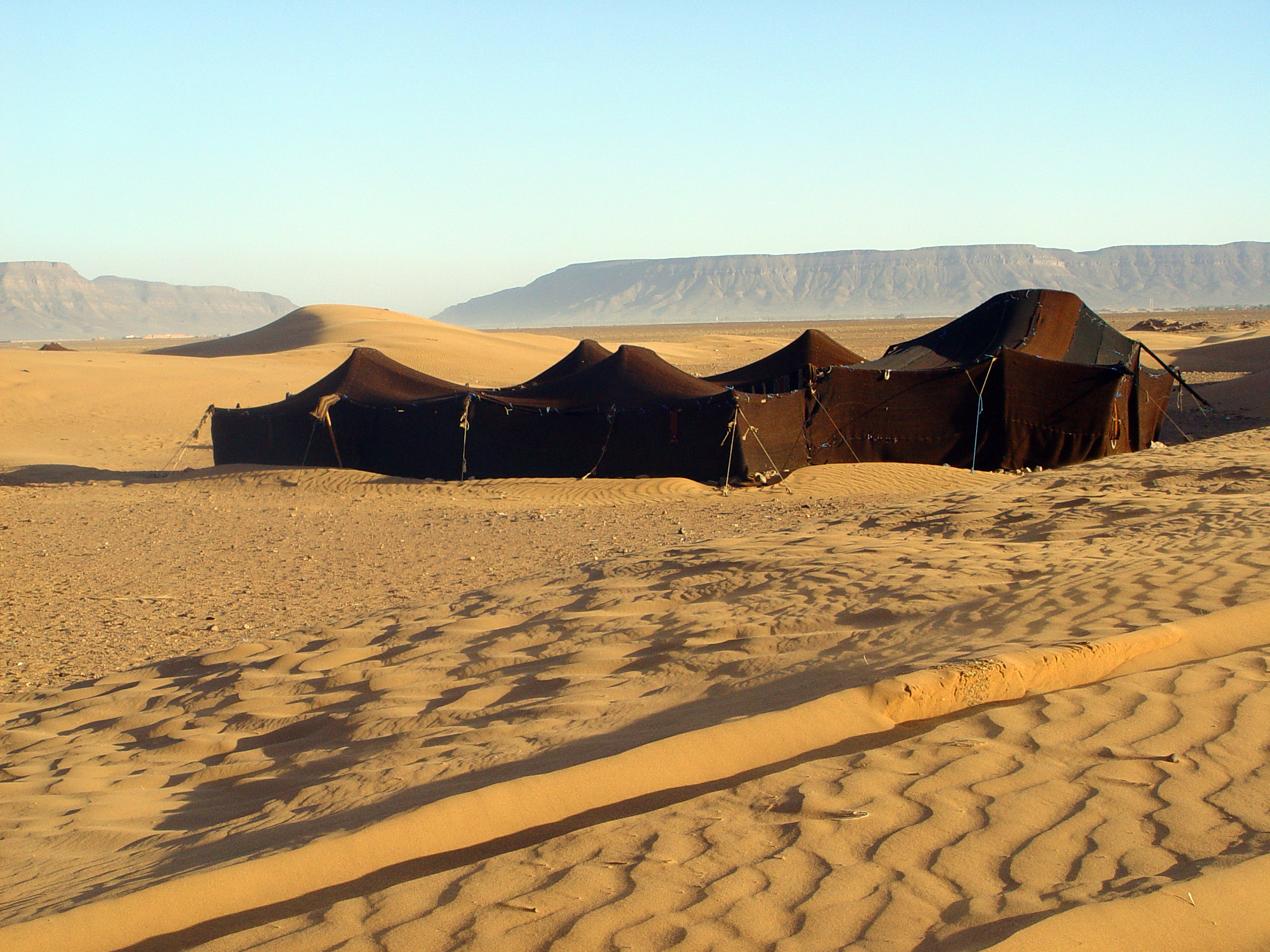
모로코 자고라 근처의 베르베르족 텐트
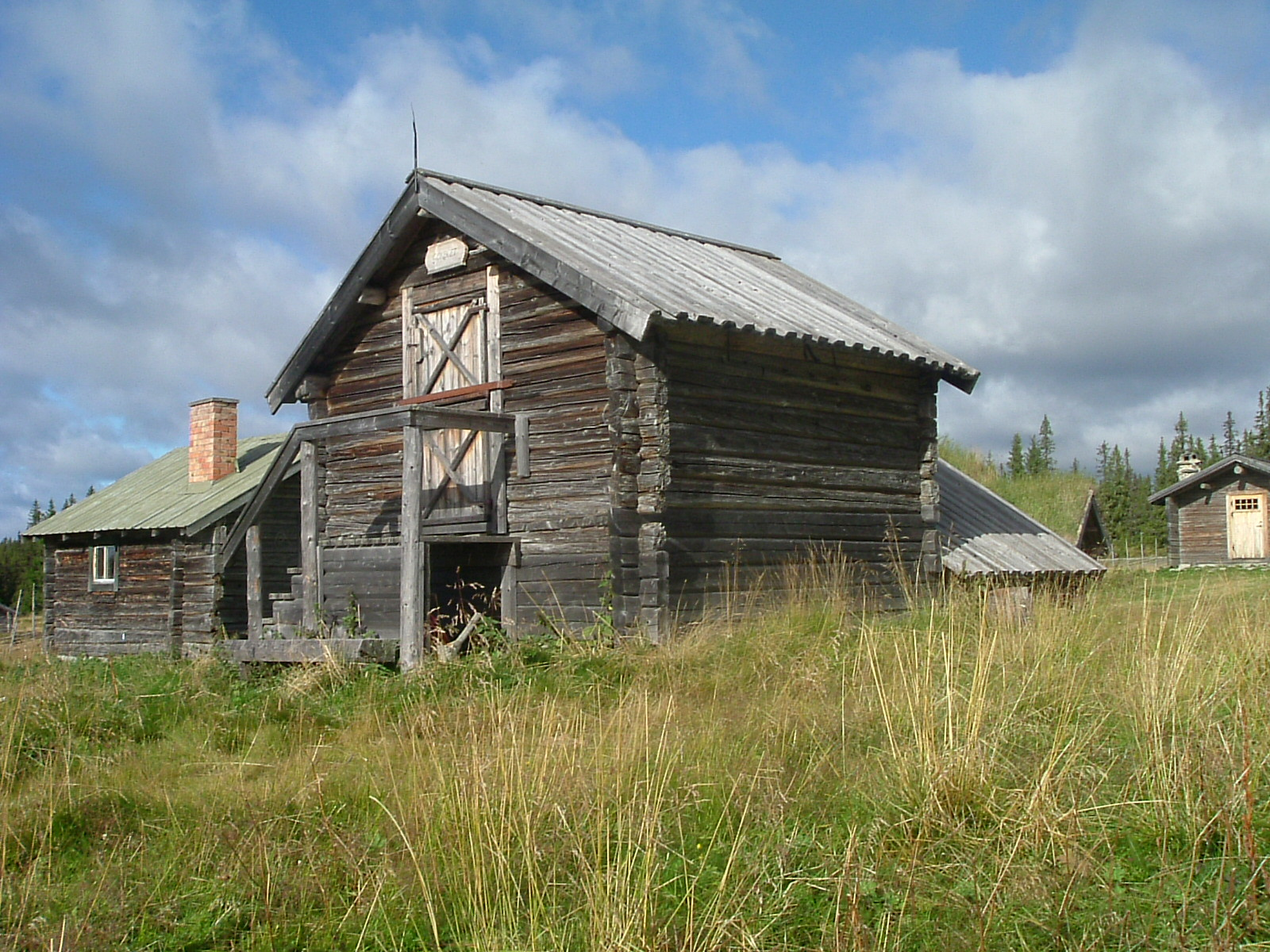
이목 (목축)(가축을 데리고 초지를 찾아 계절에 따라 이동하는 것)에서는 목축업자들이 오두막이나 텐트에서 머문다.
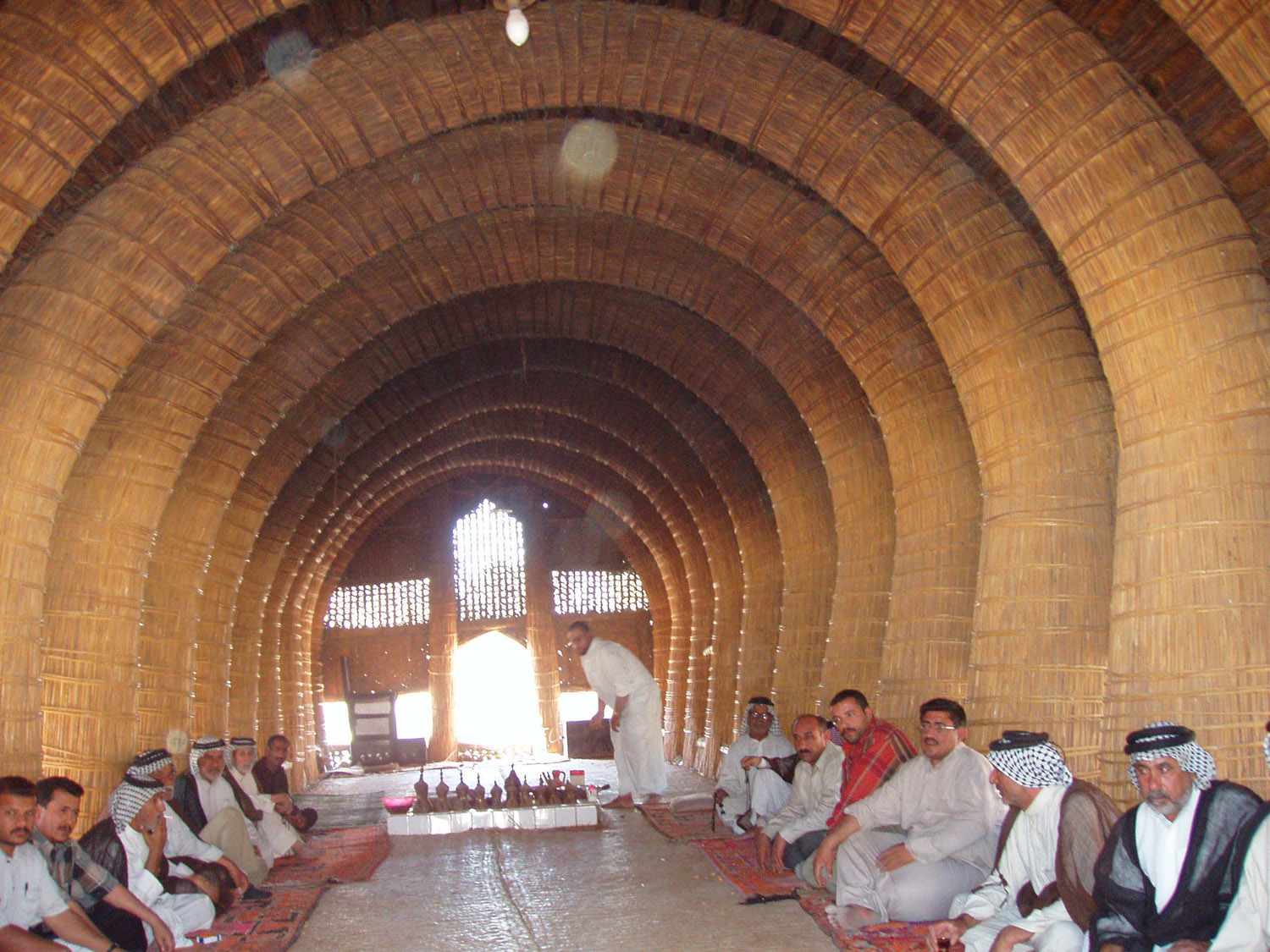
이라크 습지 지역의 이라크인이 사용하는 갈대 주거지인 무디프 내부

#### 영구 거주지

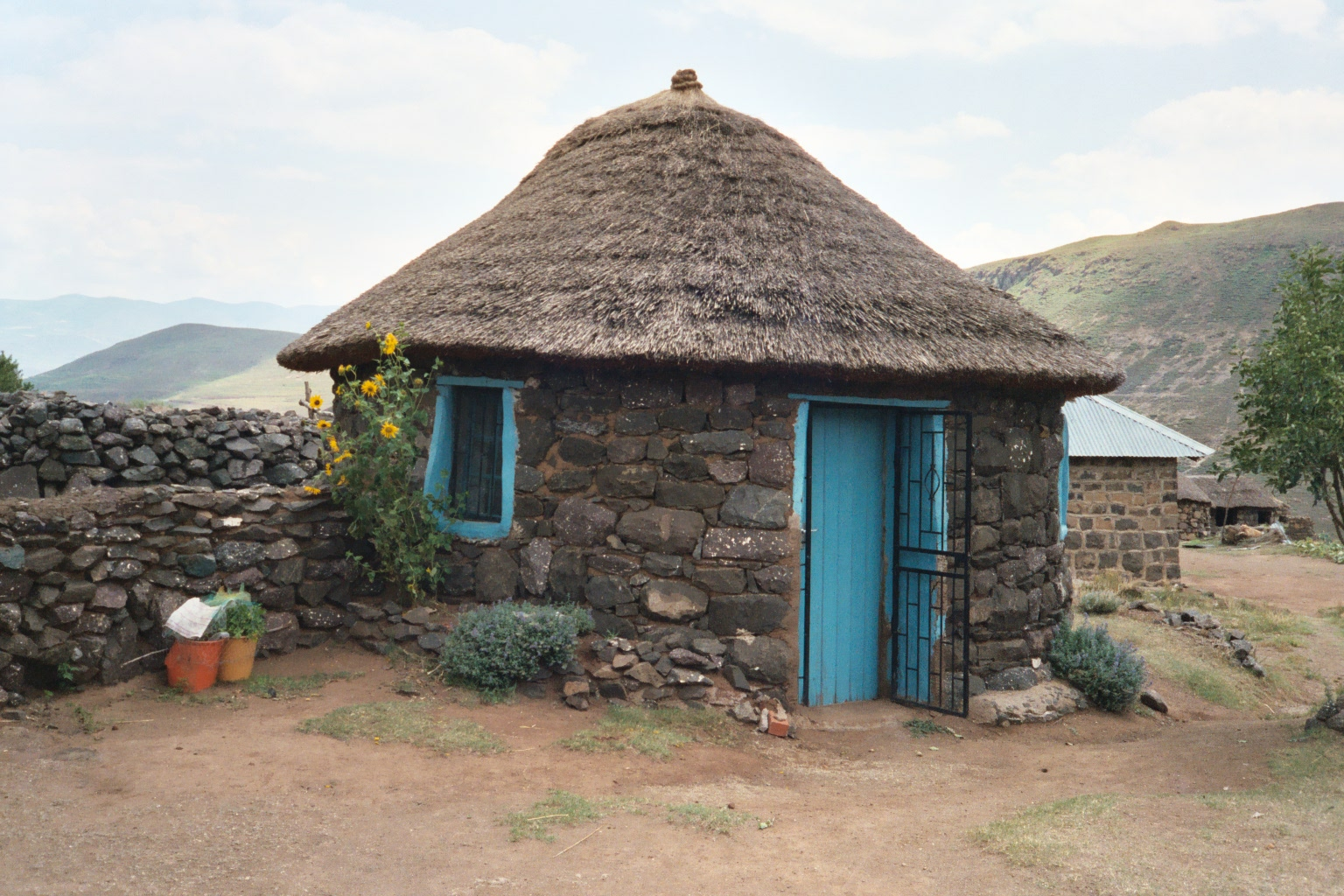
남아프리카 론다벨(또는 반다)

주거에 사용되는 구조 유형과 재료는 영구성에 따라 달라진다. 자주 이동하는 유목 구조물은 가볍고 단순하며, 더 영구적인 구조물은 그렇지 않다. 사람들이 영구적으로 정착하면 주거 건축이 이를 반영하여 변화한다.
사용되는 재료는 더 무거워지고, 더 단단하며, 더 내구성이 강해진다. 건설에 필요한 자본과 노동이 일회성 비용이기 때문에 더 복잡하고 비쌀 수도 있다. 영구 주거지는 종종 요소로부터 더 큰 보호와 피난처를 제공한다. 그러나 빈번한 홍수나 강풍과 같은 심각한 기상 조건에 노출되는 주거의 경우, 건물은 경제적이지 않거나 심지어 불가능한 구조물을 견딜 필요 없이 의도적으로 파손되거나 교체되도록 "설계"될 수 있다. 비교적 얇고 가벼운 구조물의 붕괴는 무거운 구조물보다 심각한 부상을 유발할 가능성이 적다.
시간이 지남에 따라 주거 건축은 매우 특정한 지리적 위치를 반영하게 될 수 있다.

### 환경, 건설 요소 및 재료
지역 환경과 그것이 제공할 수 있는 건축 자재는 토속건축의 많은 측면을 지배한다. 나무가 풍부한 지역은 목조 토속건축을 발전시킬 것이고, 나무가 많지 않은 지역은 진흙이나 돌을 사용할 수 있다. 초기 캘리포니아 레드우드 물탱크를 지지하고 레드우드 외벽으로 둘러싸인 레드우드 급수탑(탱크하우스)은 자급자족적인 풍력 동력 생활용수 시스템의 일부였다. 극동 지역에서는 대나무가 풍부하고 다용도로 사용 가능하기 때문에 대나무를 사용하는 것이 일반적이다. 토속건축은 정의상 거의 지속 가능하며 지역 자원을 고갈시키지 않는다. 만약 지속 가능하지 않다면, 지역 맥락에 적합하지 않으며 토속건축이라고 할 수 없다.
토속건축물에서 자주 발견되는 건설 요소와 재료는 다음과 같다.
- 어도비 – 진흙 벽돌의 일종으로 종종 백토로 덮여 있으며 스페인과 스페인 식민지에서 흔히 사용된다.
- 코브 – 더 큰 강도를 주기 위해 섬유질 재료를 추가하여 하층토로 만든 일종의 석고
- 마슈라비야 (이라크에서는 샤나숄이라고도 함) – 환기를 허용하도록 설계된 목재 격자 세공이 있는 일종의 돌출 창으로, 이라크와 이집트의 상류층 주택에서 흔히 발견된다.
- 진흙 벽돌 – 물과 짚과 같은 식물성 물질을 섞은 양토 또는 모래
- 기초에 자주 사용되는 판축
- 새들백 지붕
- 이엉 – 지붕 재료로 사용되는 마른 초목
- 윈드캐처 – 에어컨 사용 없이 자연 환기를 제공하는 데 사용되는 굴뚝 유형으로, 이란, 이라크 및 기타 중동 지역에서 흔히 발견된다.
- 비체르트(Wychert) – 흰 흙과 점토의 혼합물

## 법적 측면
많은 관할 구역에서 더 엄격한 건축법 및 용도지역 규정을 도입함에 따라 "민속 건축가"는 때때로 지방 당국과 충돌하게 된다.
러시아에서 뉴스에 난 사건은 아르한겔스크의 사업가 니콜라이 P. 수티아긴(Nikolay P. Sutyagin)의 경우였는데, 그는 자신과 가족을 위해 세계에서 가장 높은 단독 목조 주택으로 알려진 건물을 지었지만 화재 위험으로 판정받았다. 13층, 44 m (144 ft) 높이의 구조물은 현지에서는 "수티아긴의 마천루" (Небоскрёб Сутягина)로 알려졌으며, 아르한겔스크 건축 법규를 위반한 것으로 밝혀져 2008년 법원은 2009년 2월 1일까지 건물을 철거하라는 명령을 내렸다. 2008년 12월 26일, 타워는 철거되었고, 나머지는 다음 몇 달 동안 수동으로 해체되었다.

## 갤러리

### 아프리카

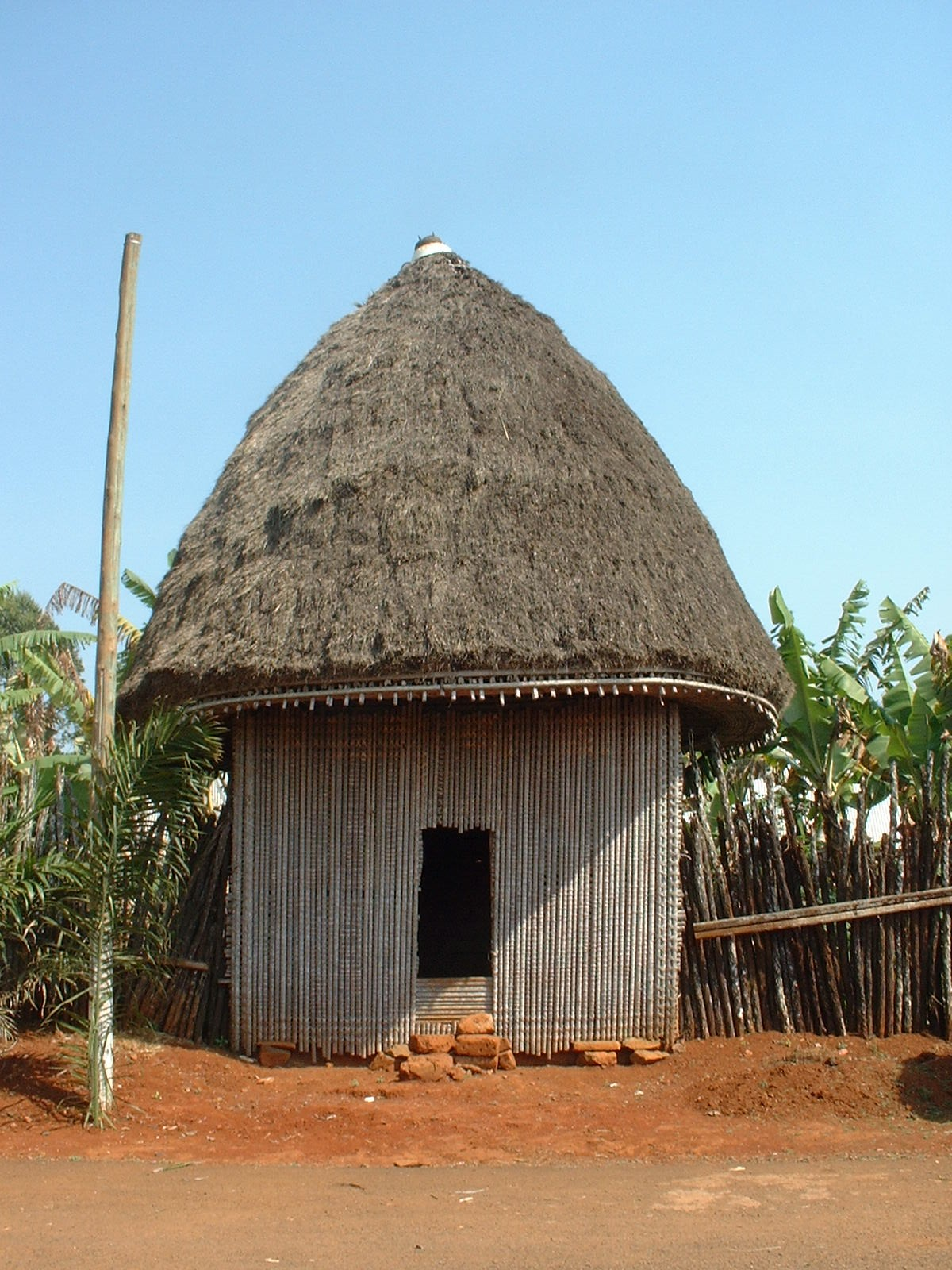
카메룬의 론다벨
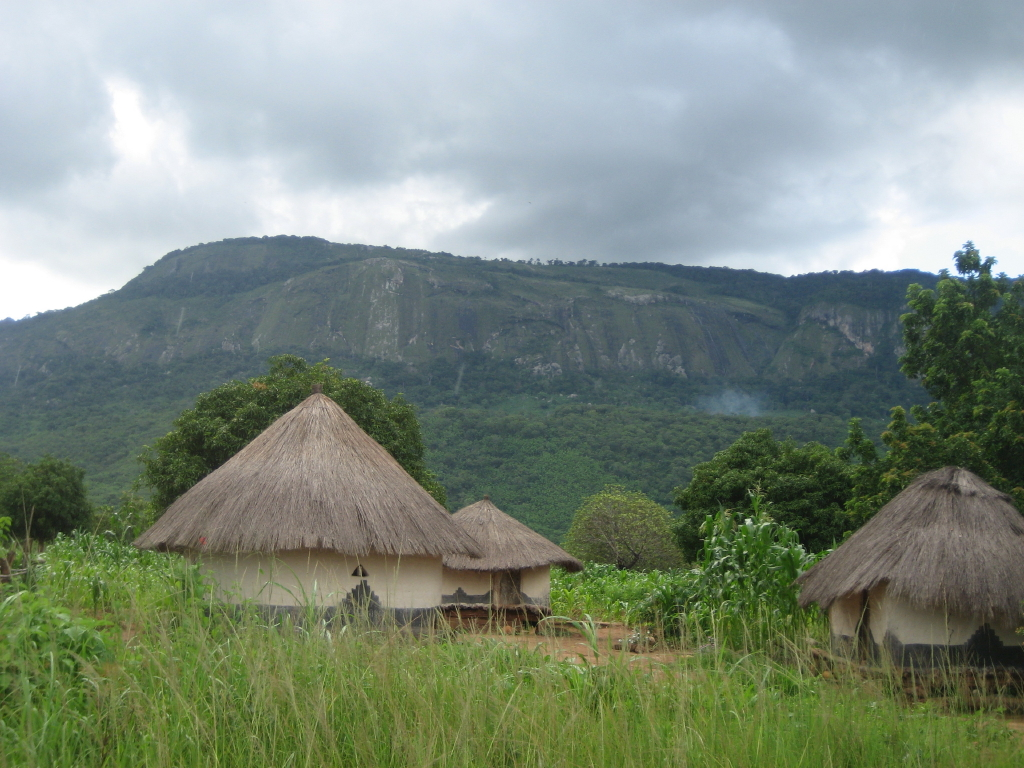
탄자니아의 전통 가옥
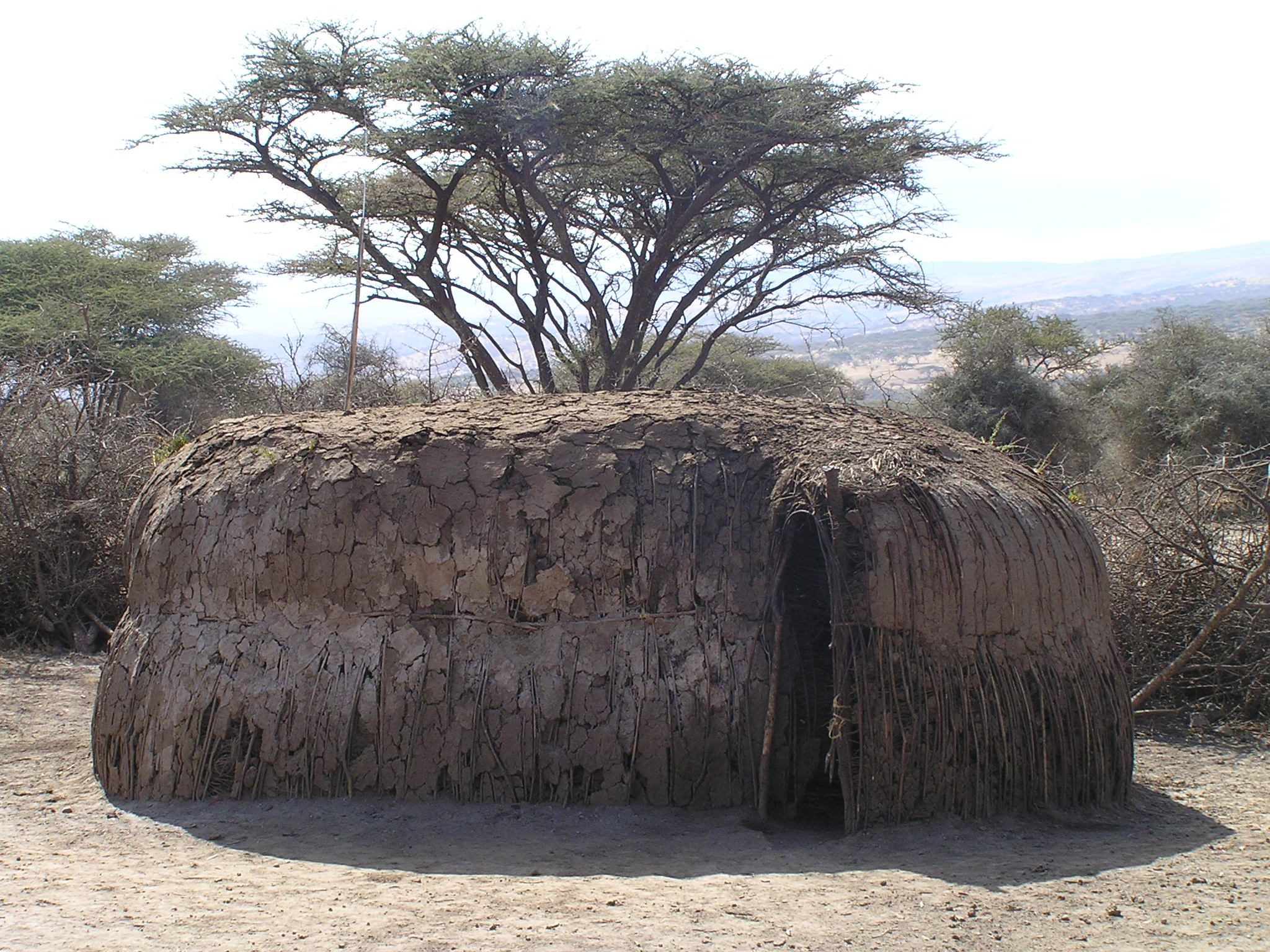
탄자니아의 마사이족 가옥
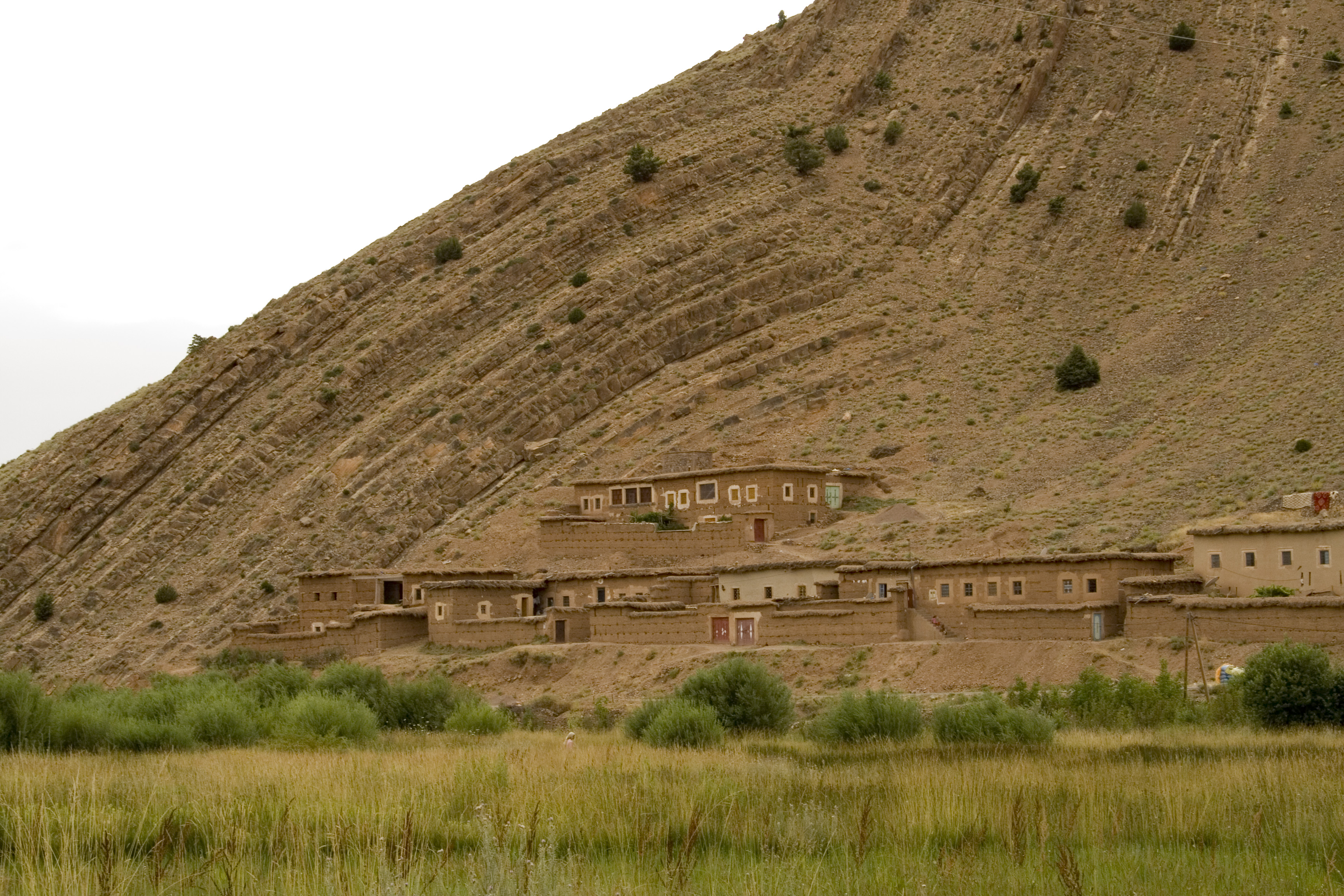
하이라틀라스 에잇 부구에메즈의 양토 가옥
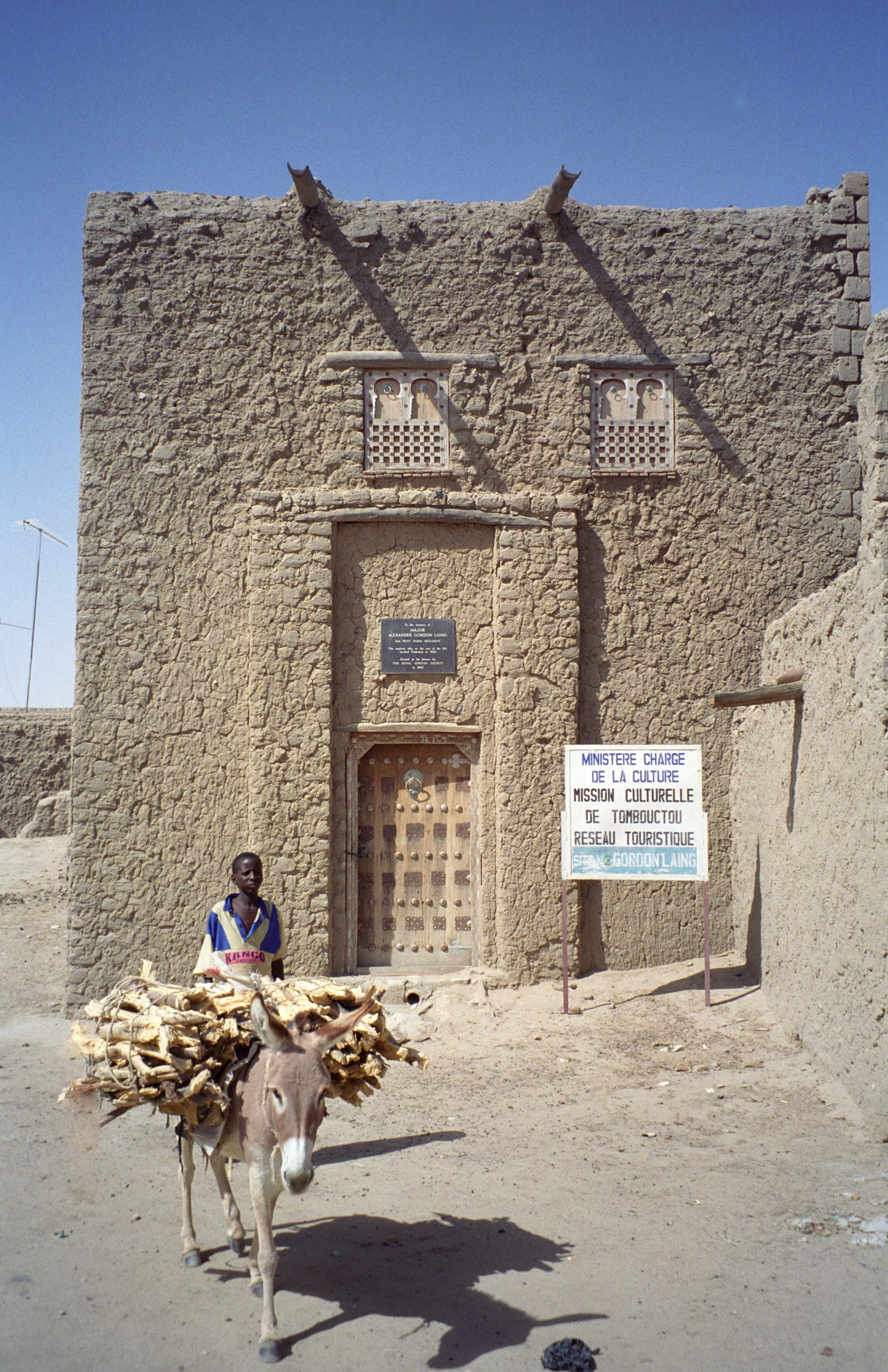
팀북투의 가옥
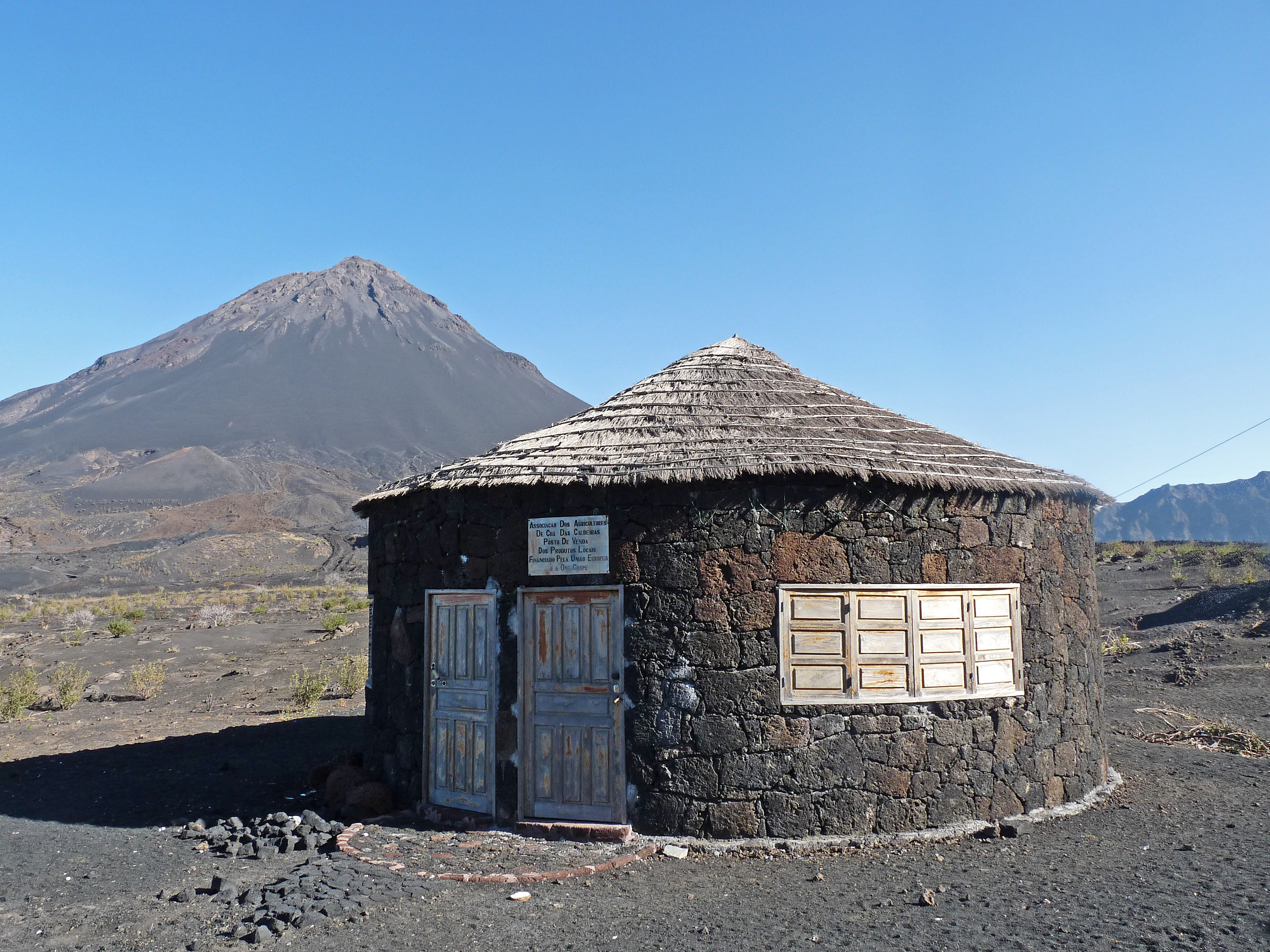
카보베르데의 푼코 가옥

### 아나톨리아

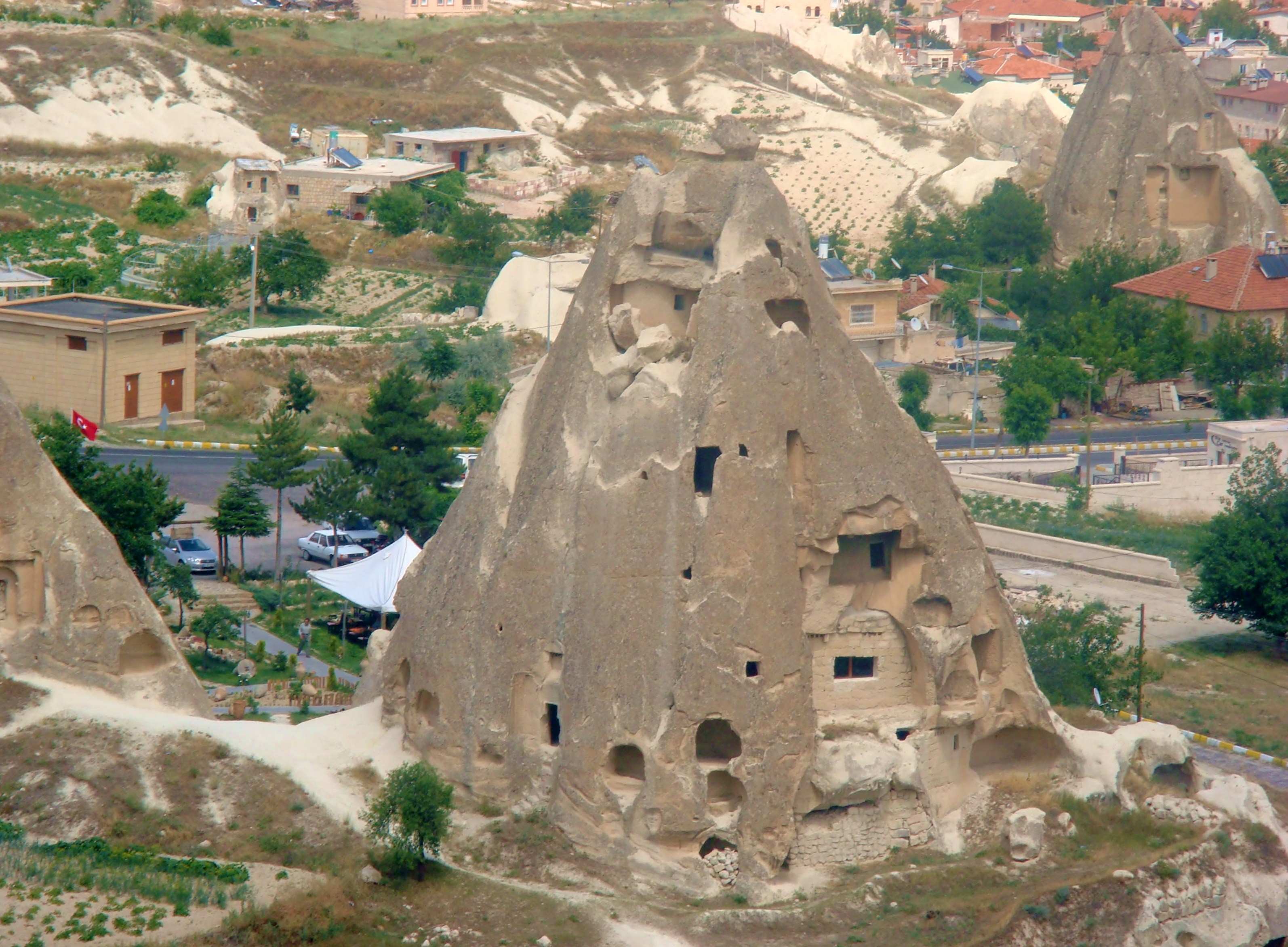
카파도키아의 현무암 응회암, 암석 굴착 건축. 중앙 아나톨리아와 이란 일부 지역에서 발견된다.
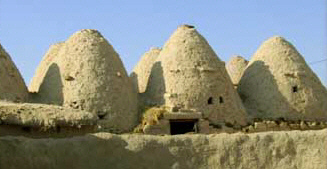
하란에서 발견되는 것처럼 메소포타미아에서 수천 년 동안 건설되어 온 톨로스 유형의 가옥.
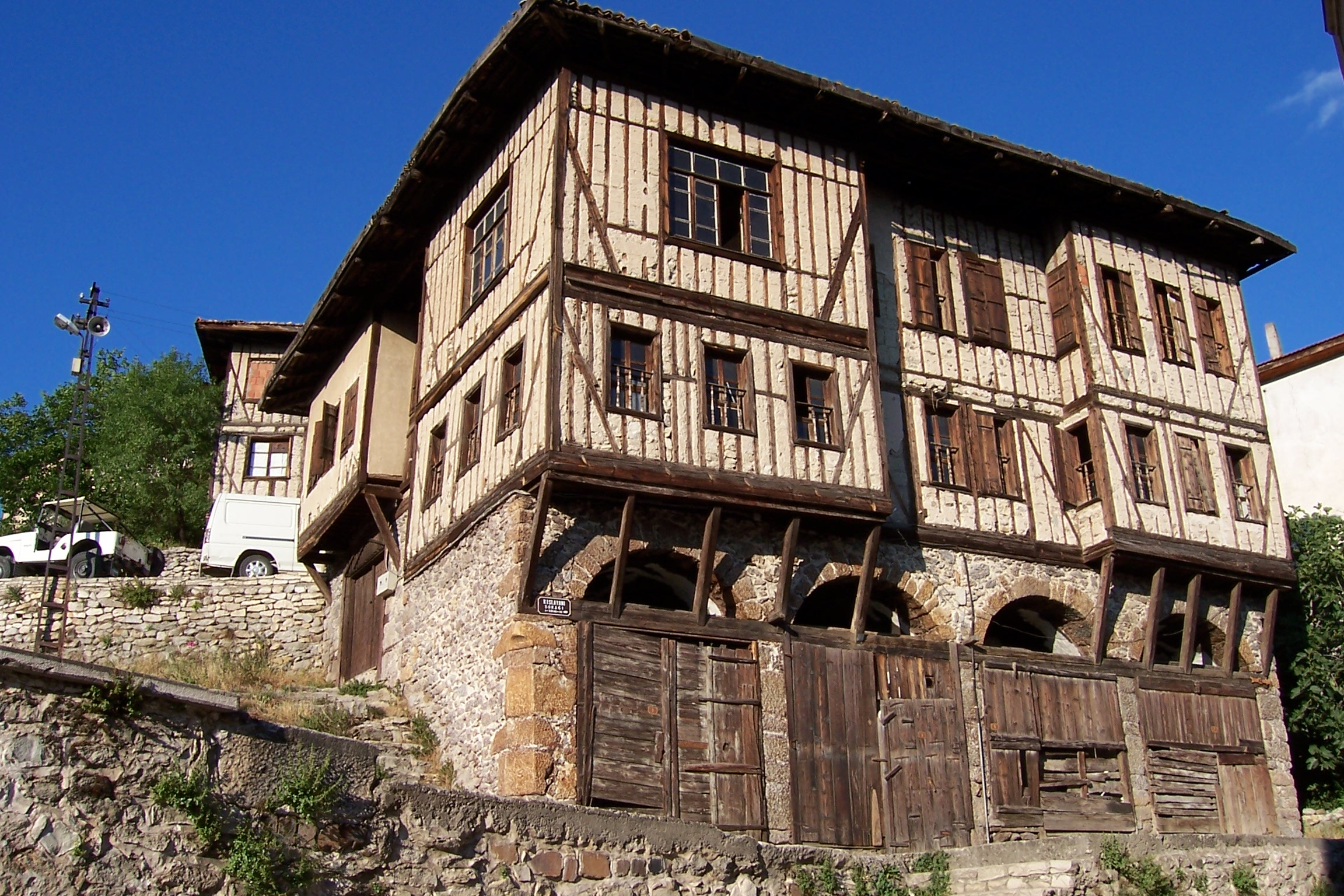
사프란볼루의 목조 가옥. 북부 아나톨리아와 루멜리아 지역에서 발견된다.
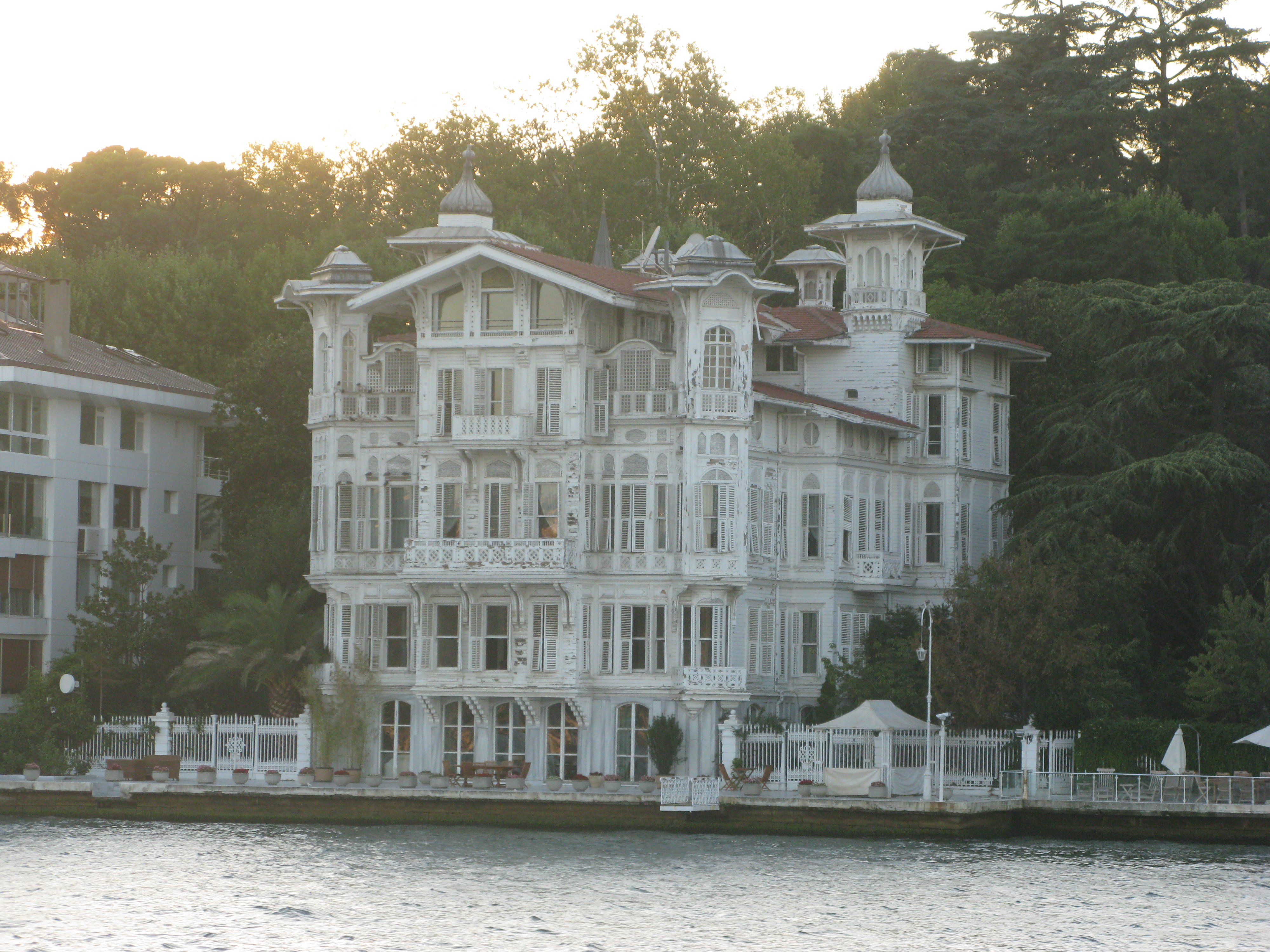
후기 오스만 목조 얄리. 보스포루스 해안과 프렌스섬에서 발견되는 유형.
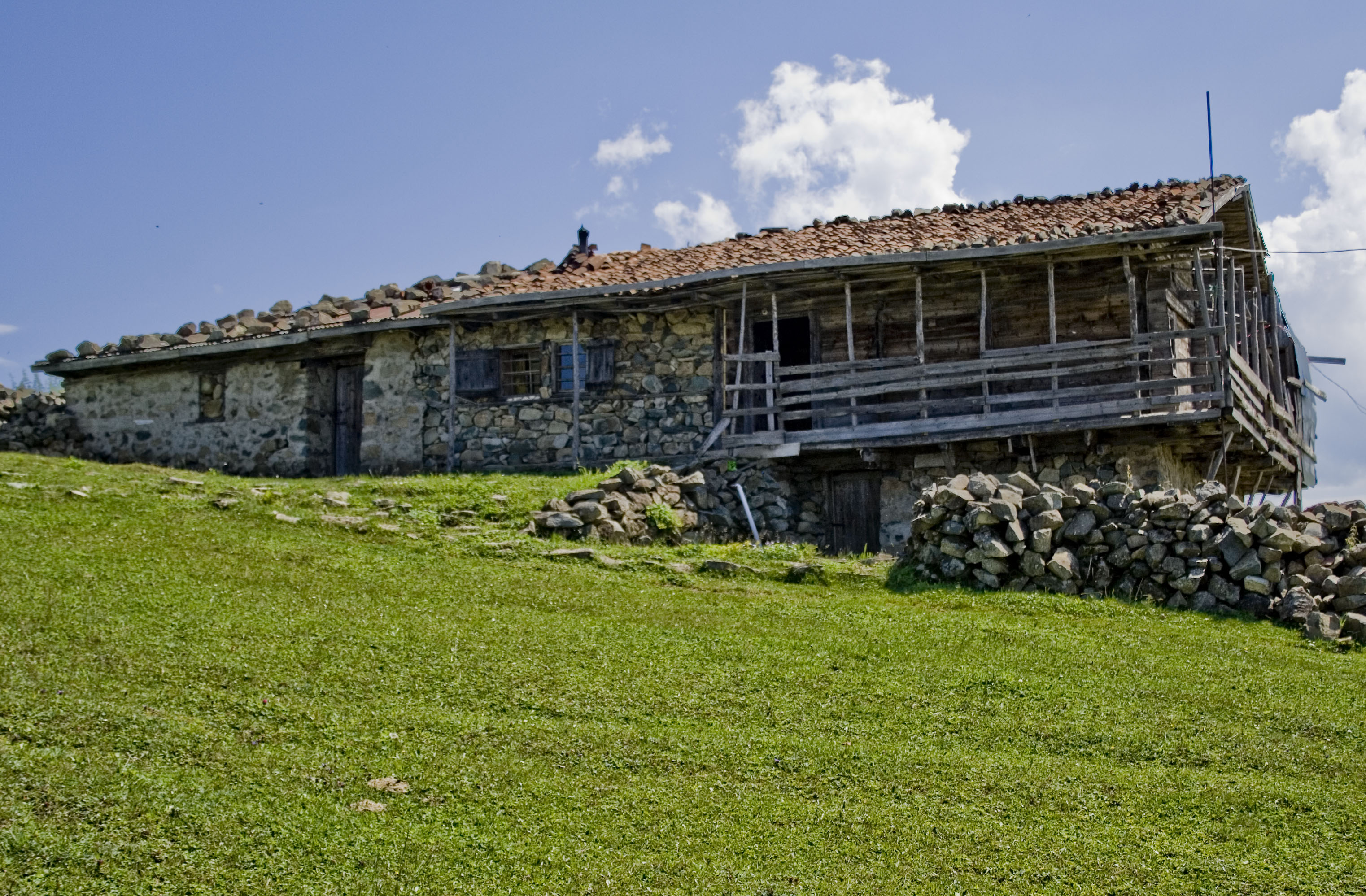
폰투스산맥과 캅카스 일부 지역에서 발견되는 전형적인 알프스 샬레

### 중앙아시아

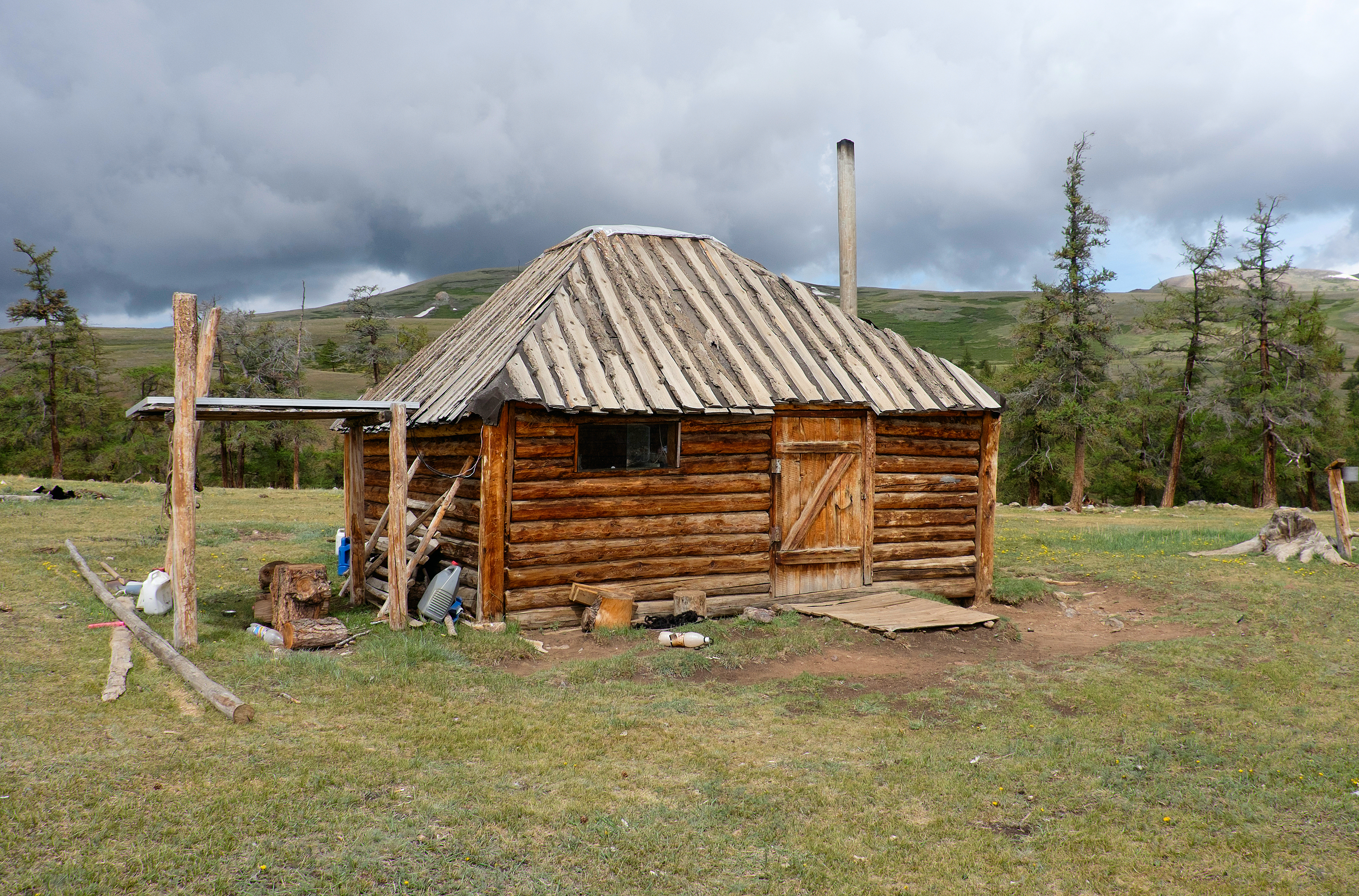
알타이산맥의 아이일 - 목축 가옥
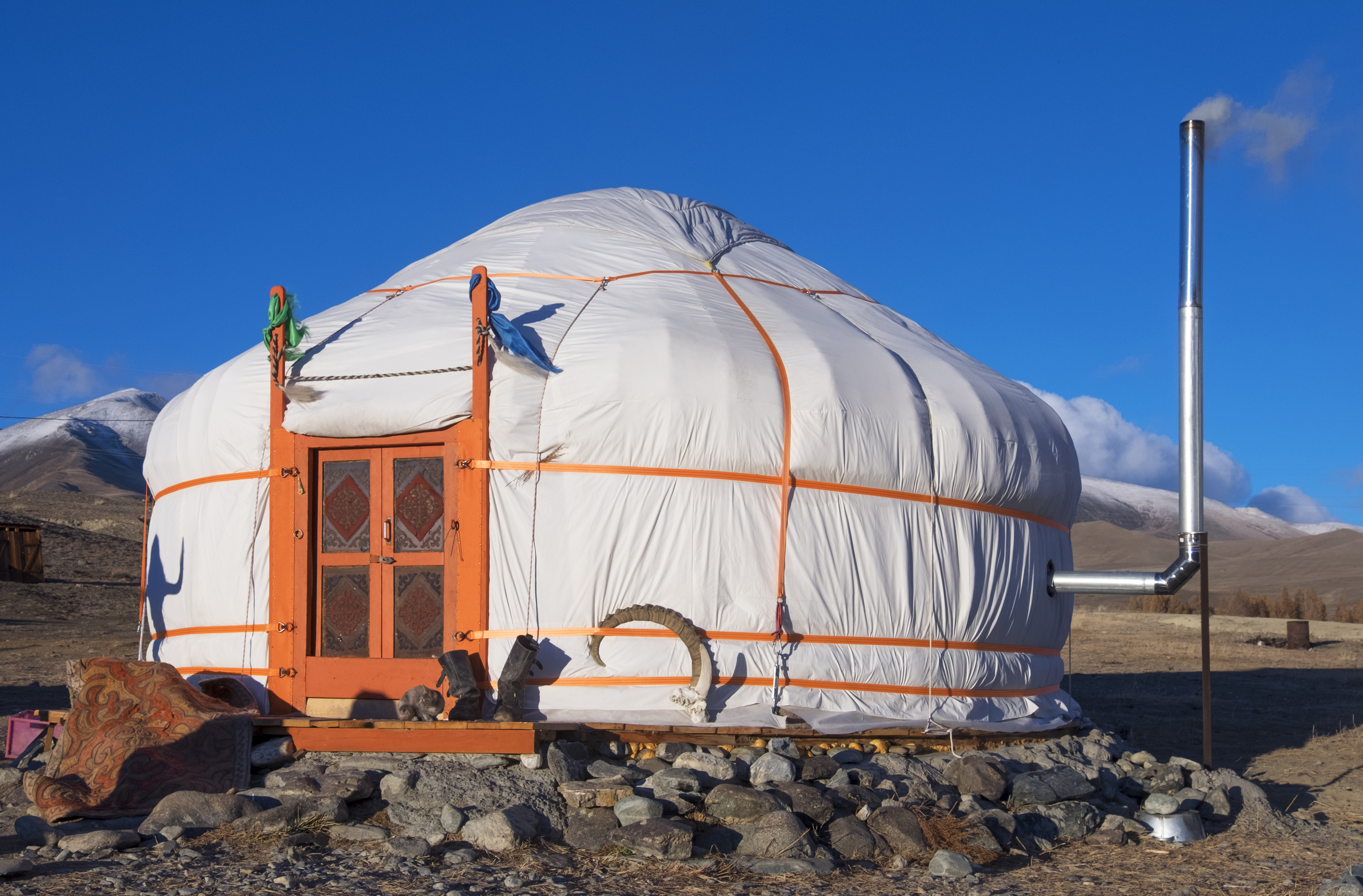
알타이 공화국의 카자흐인 유르트
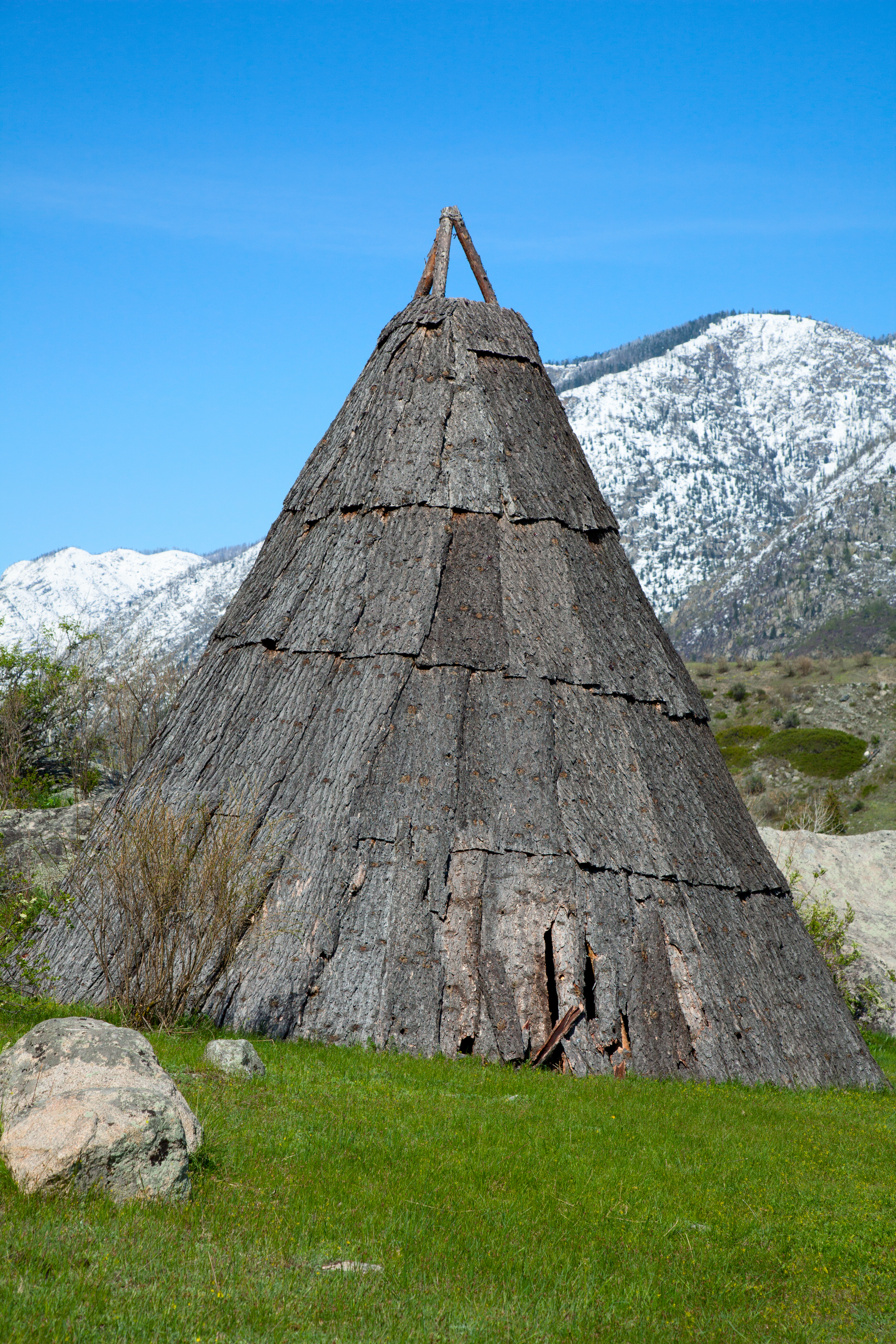
나무껍질로 만든 집 - Aalachic, 알타이산맥
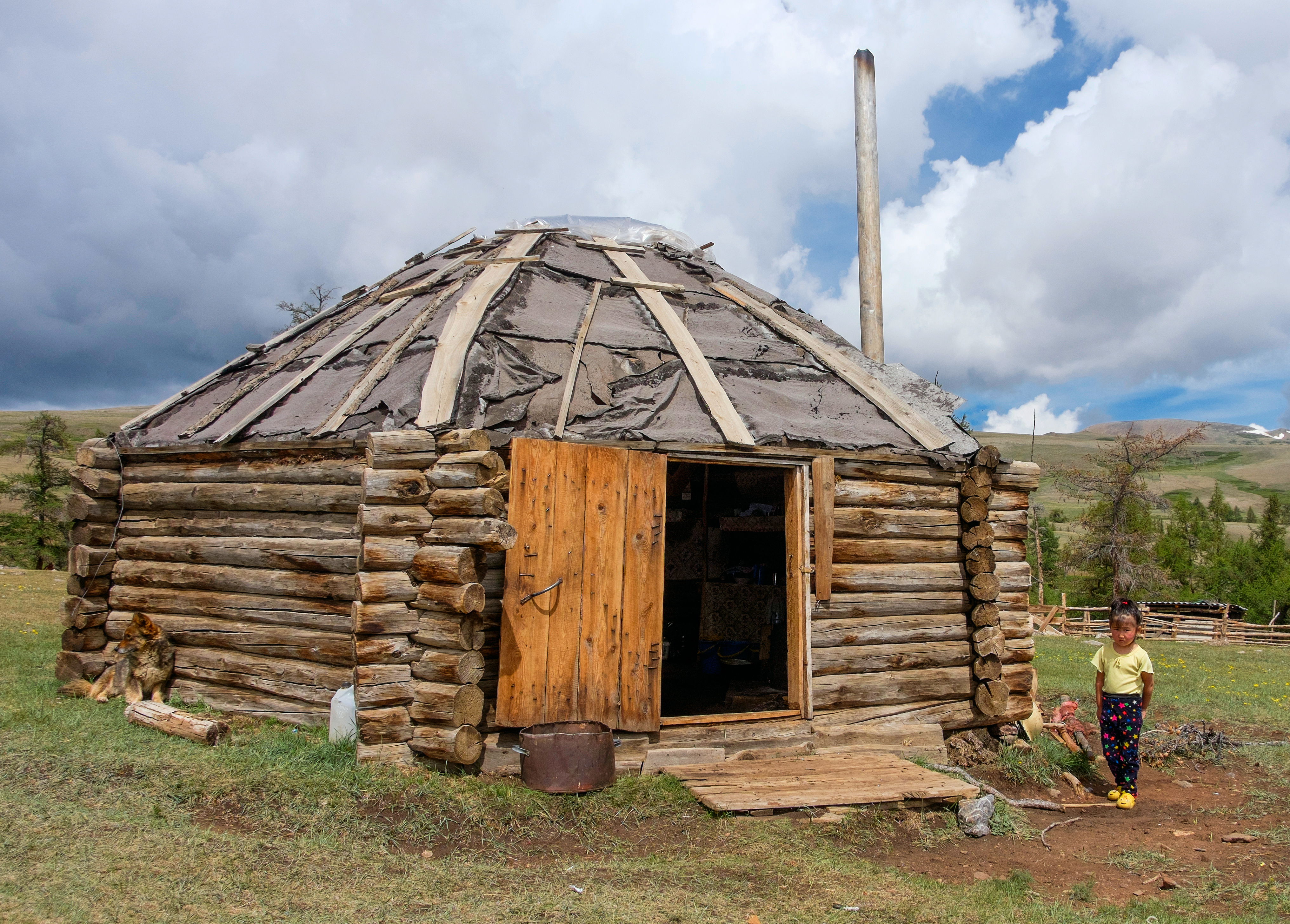
산 속 목자의 집. 코슈 아가치 지역
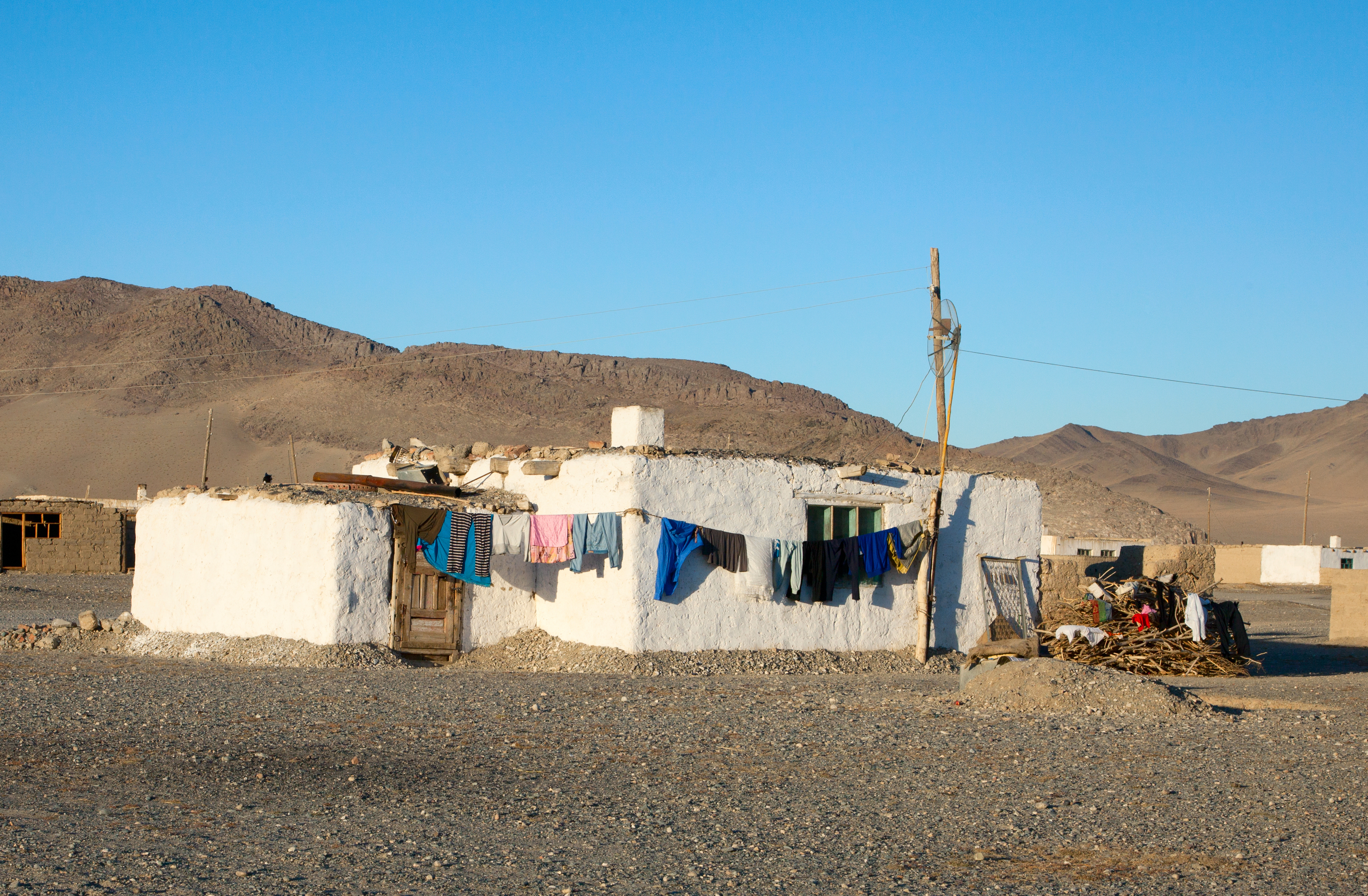
북서부 몽골, 울기 시
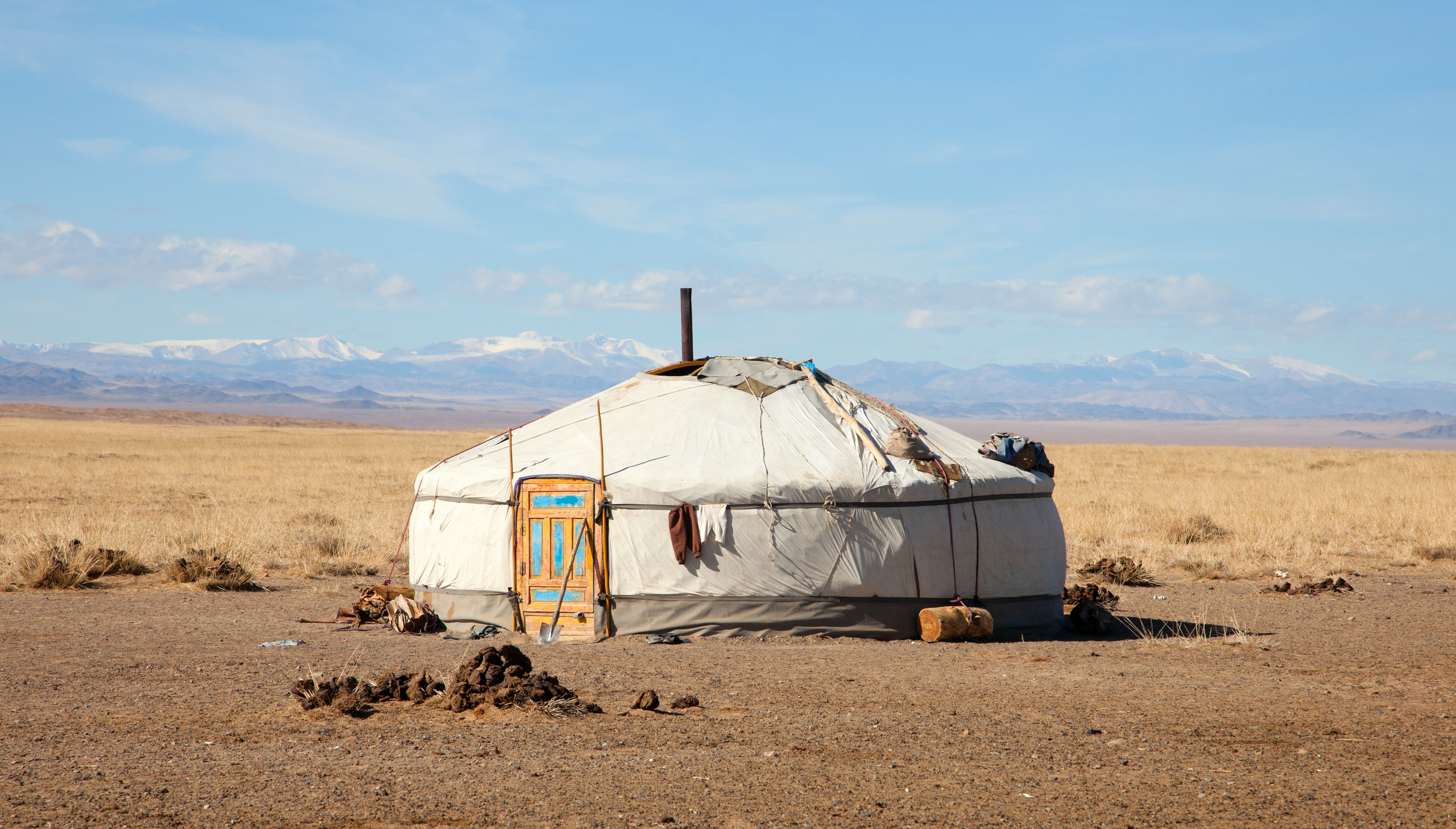
몽골 유랑민 유르트
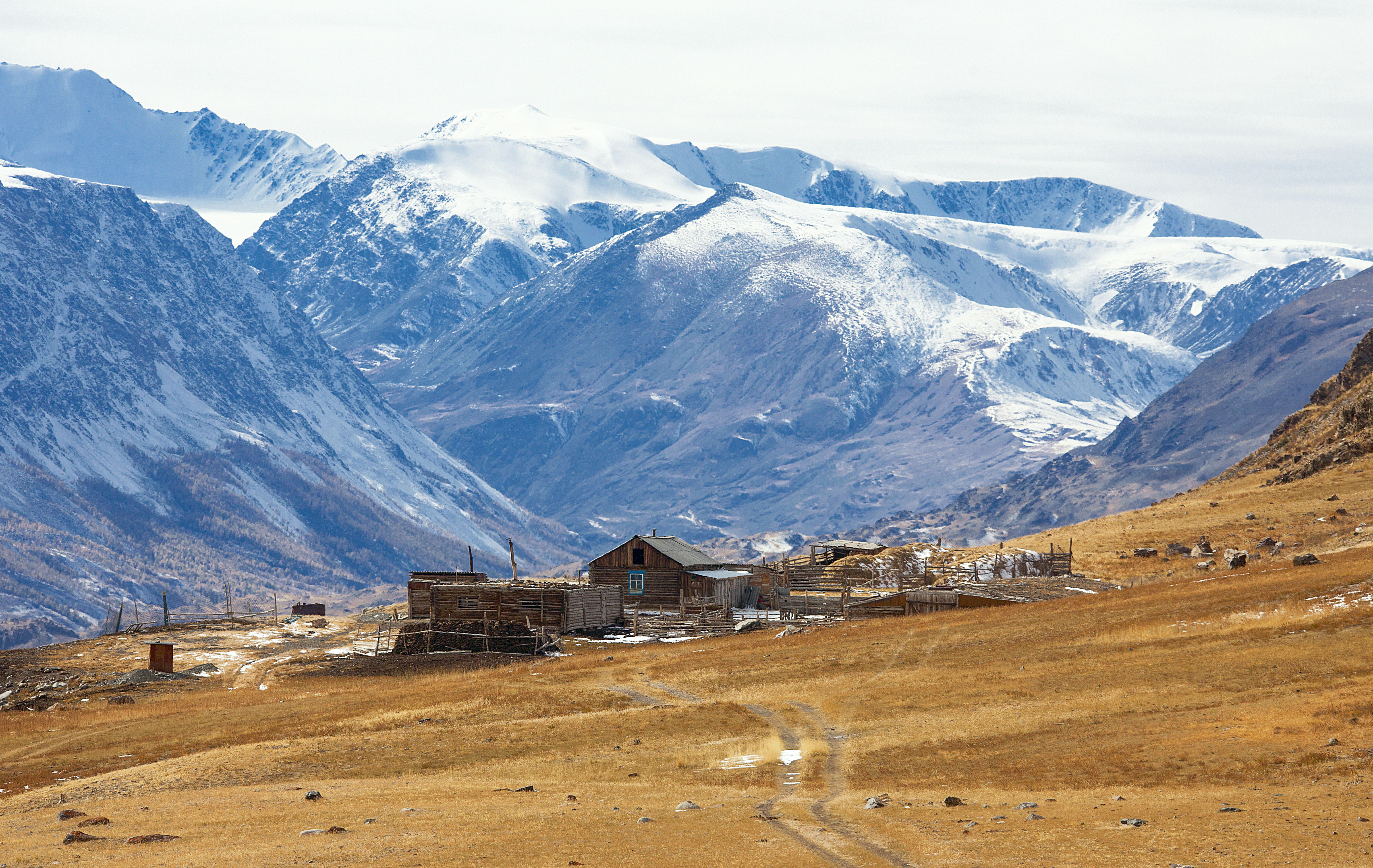
알타이산맥의 동물 농장
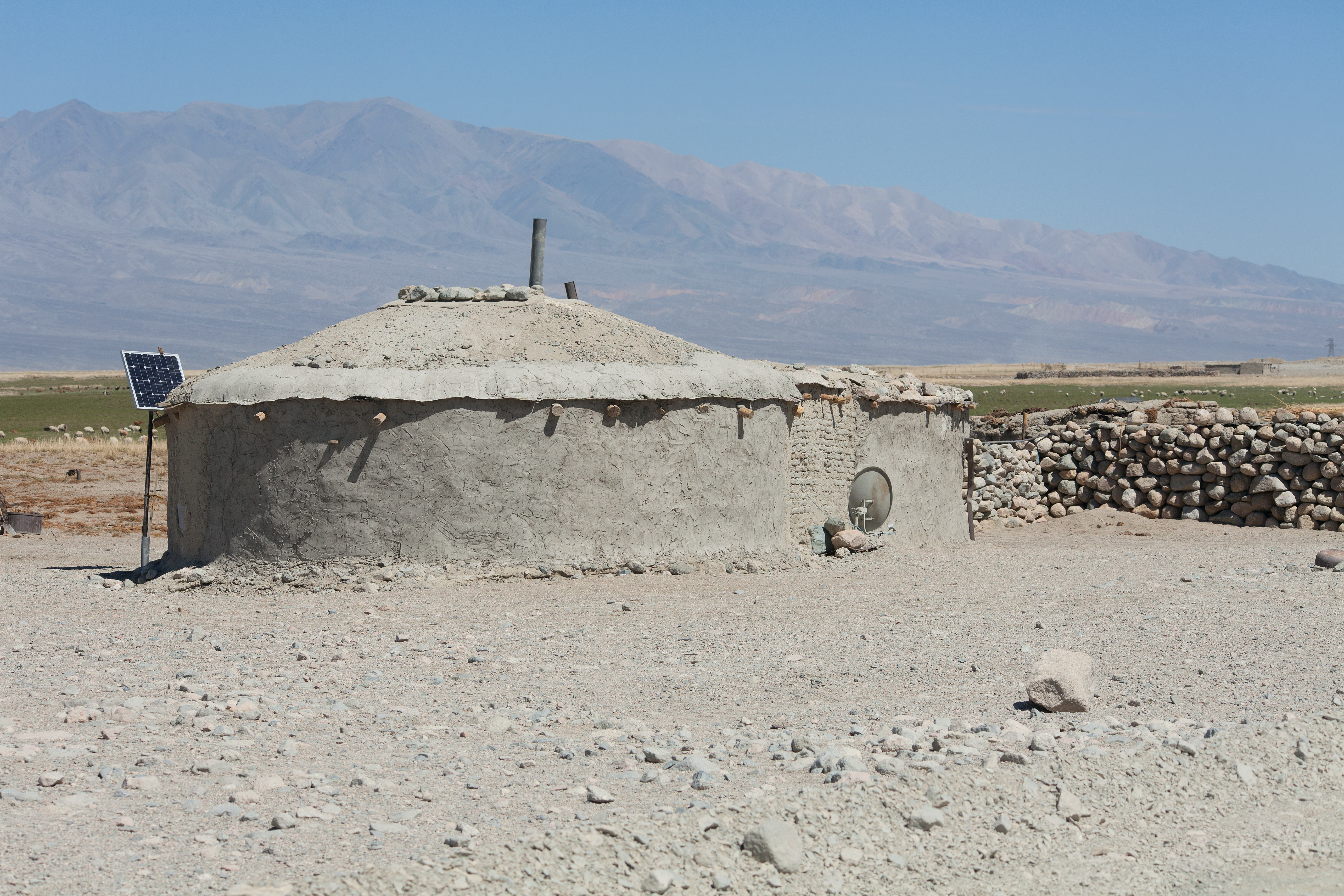
몽골의 돌 유르트
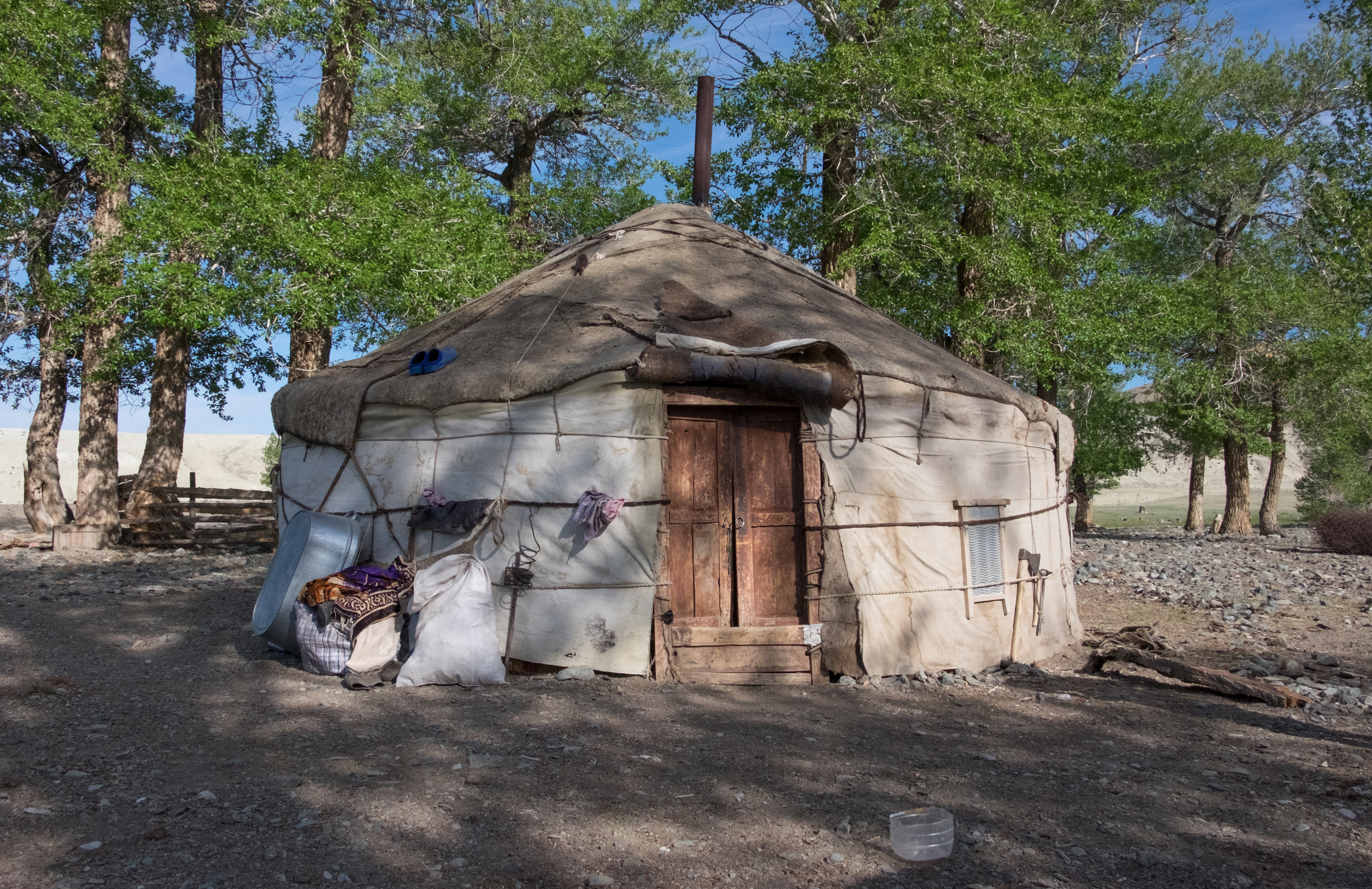
알타이의 텔렝깃 유르트

### 중동

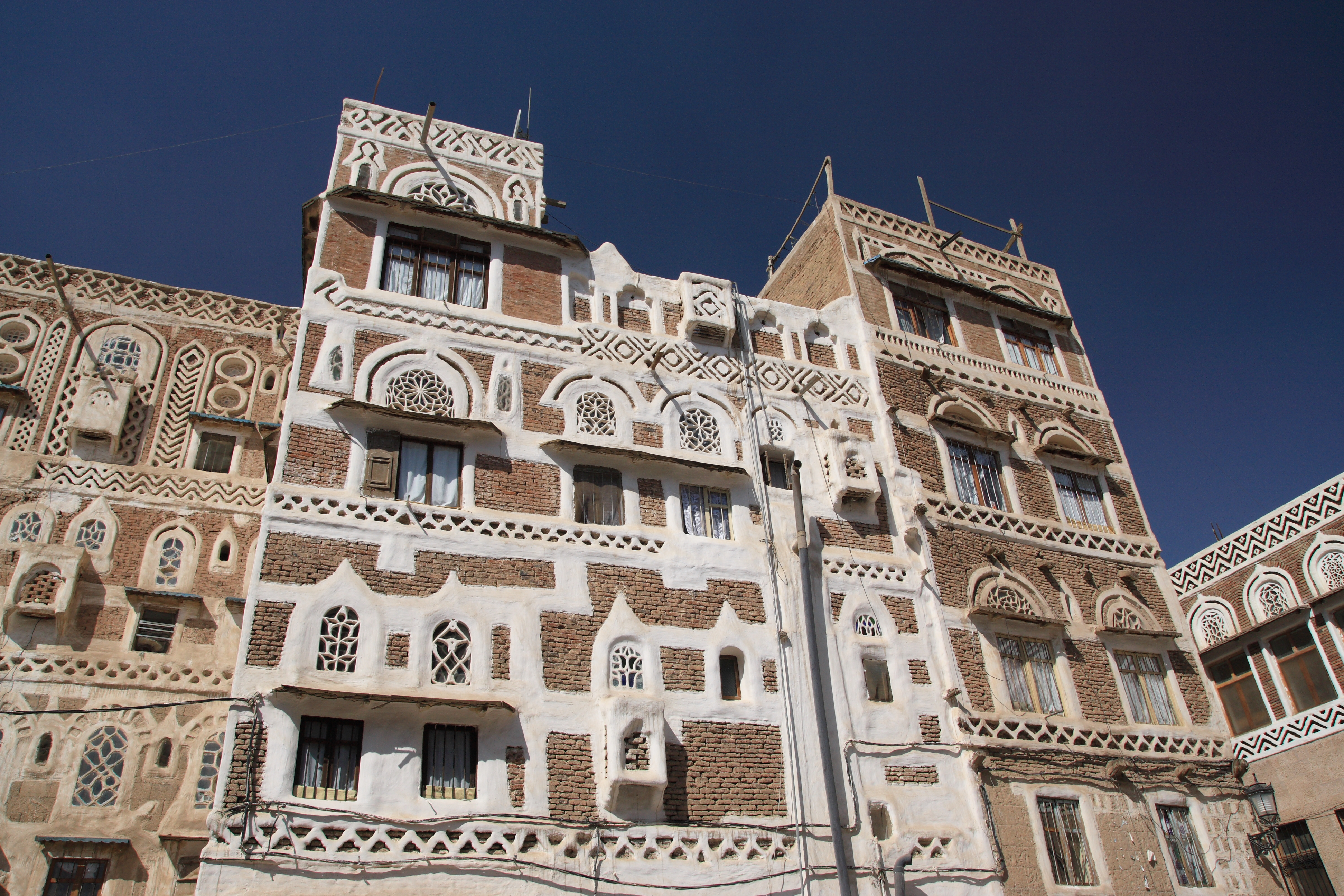
사나의 전통 예멘 가옥
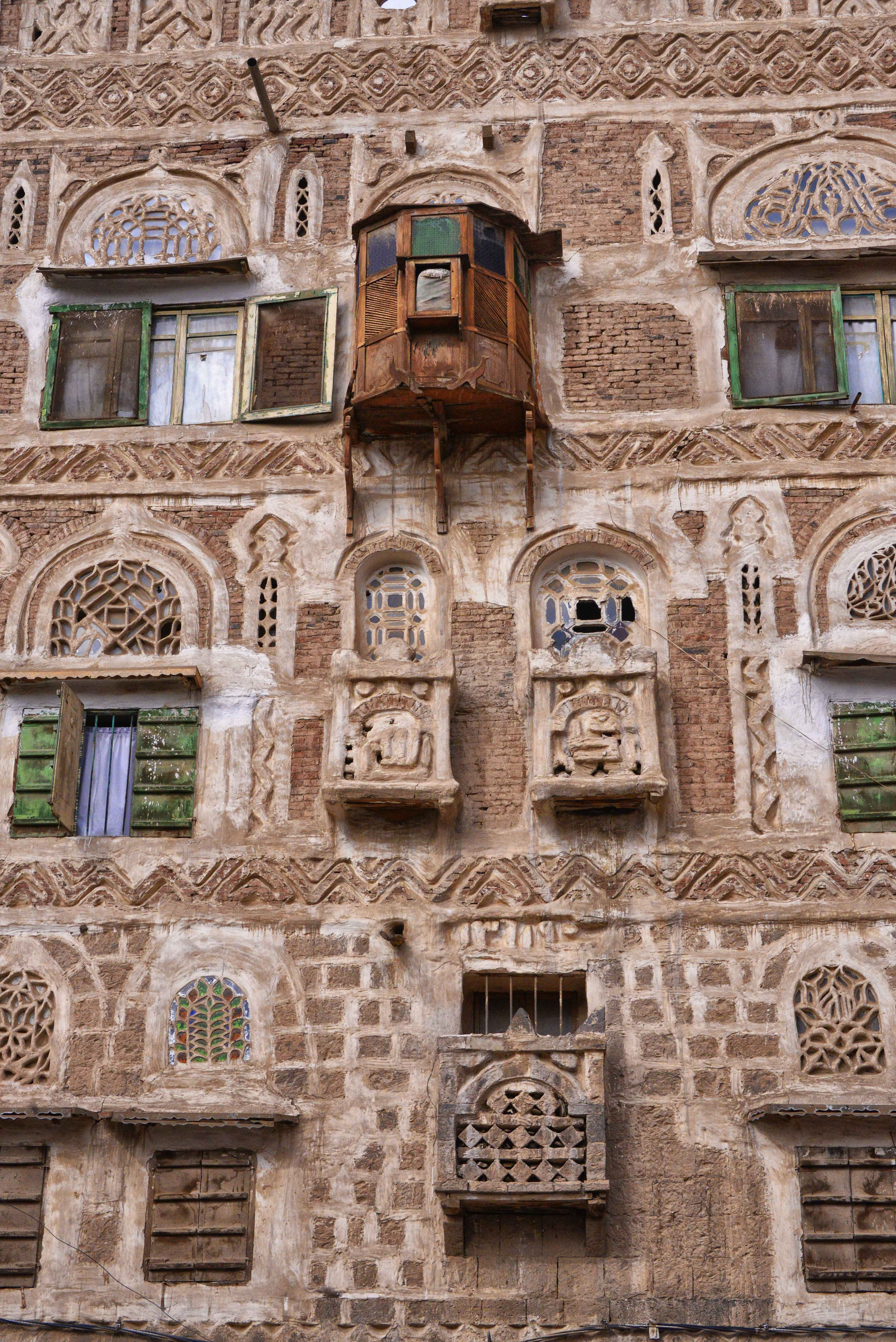
사나의 전통 예멘 가옥
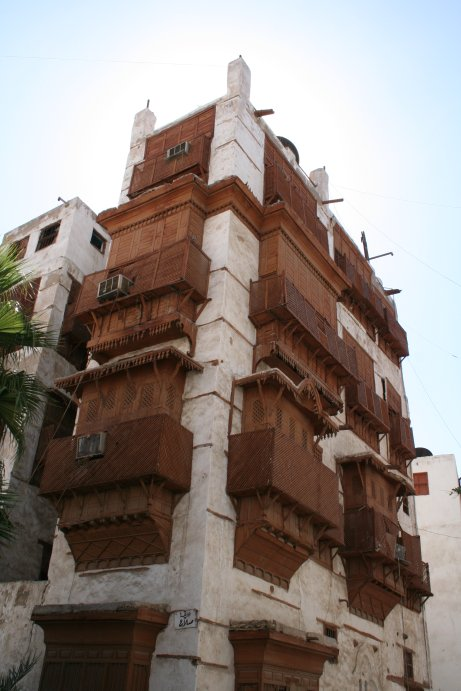
알발라드의 전통 헤자즈 건축
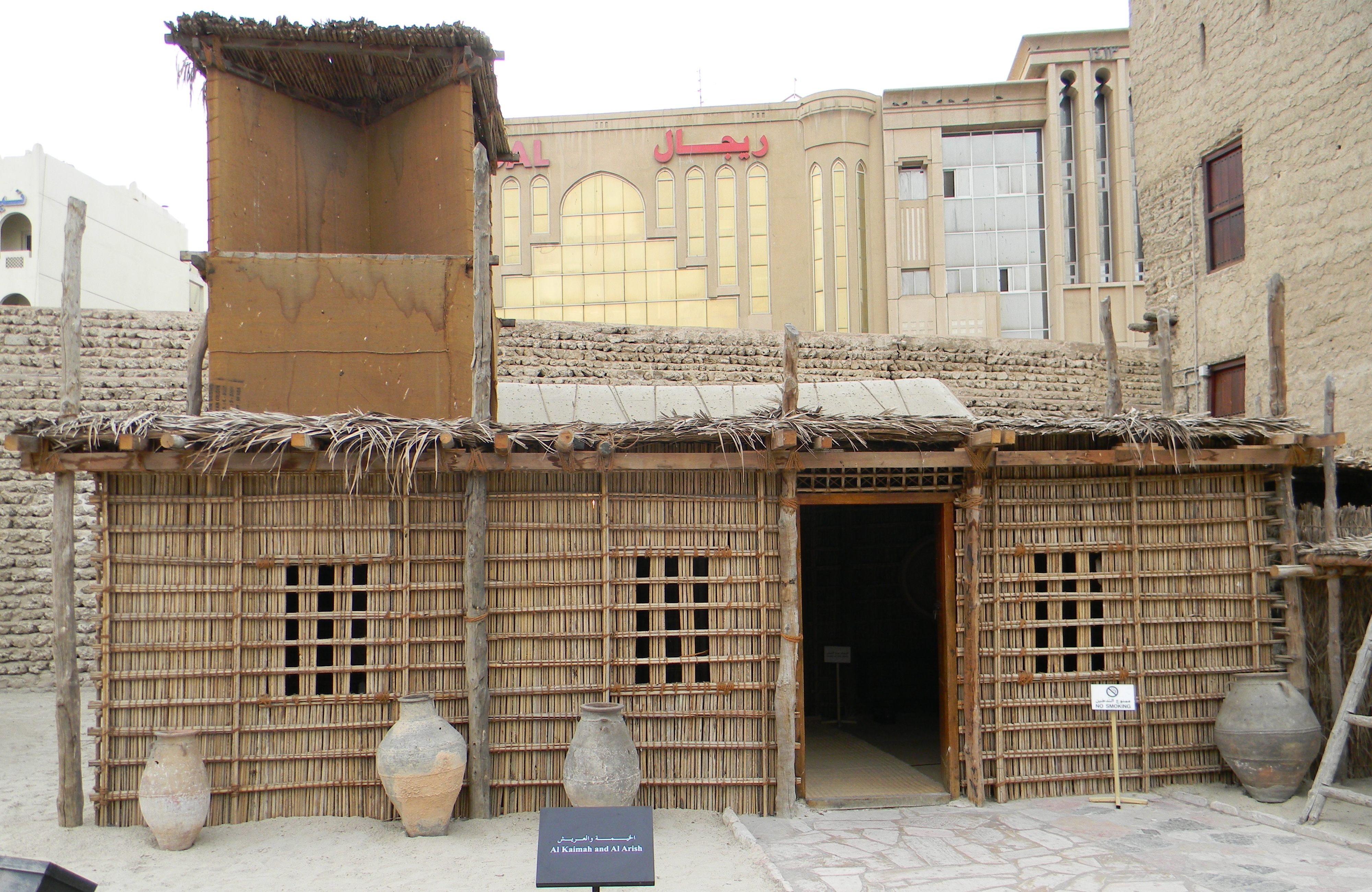
두바이의 토속 가옥 복제품, 윈드캐처 포함
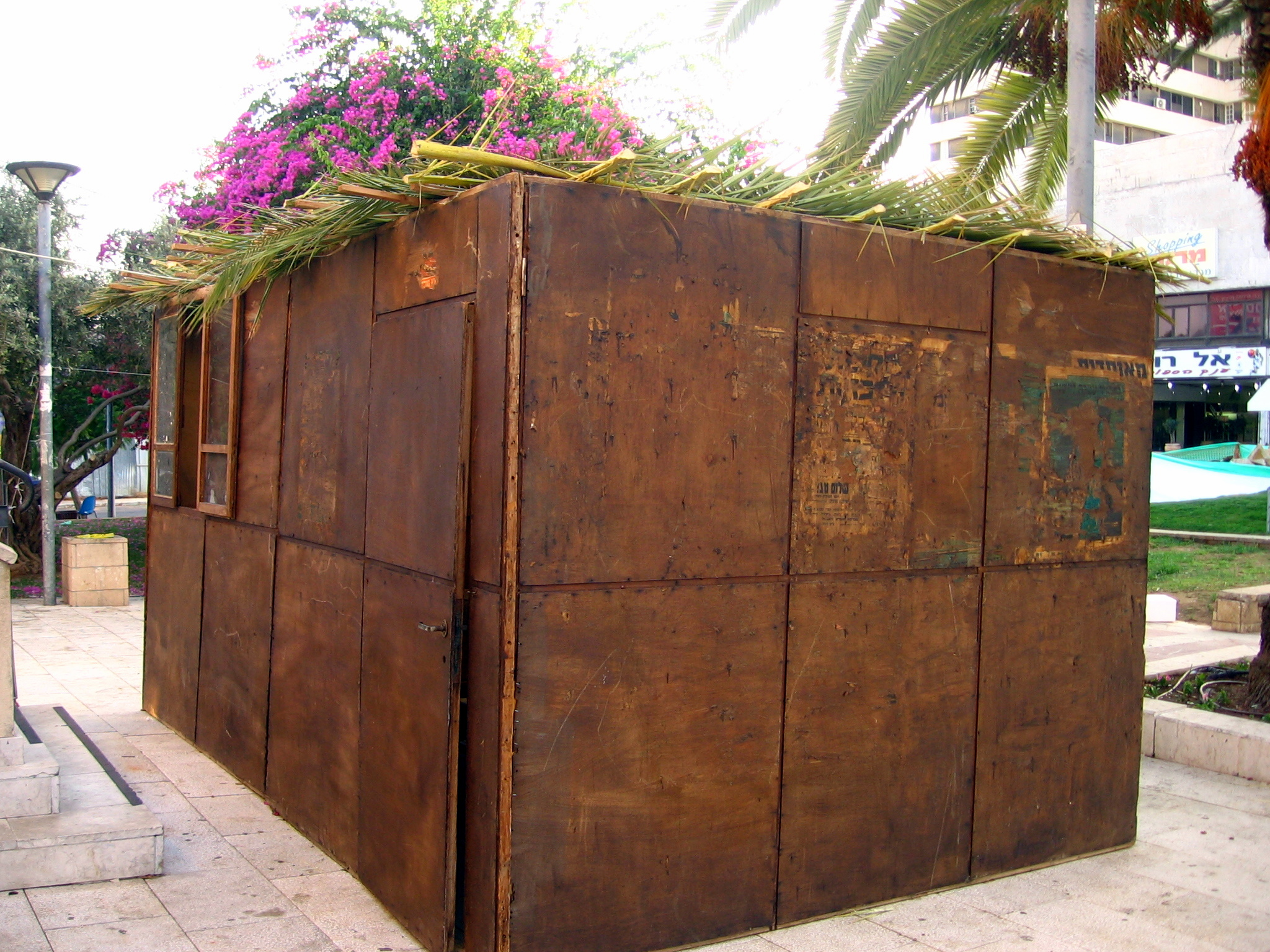
이스라엘의 전통적인 임시 유대인 수카는 토착 식물로 만들어졌다.
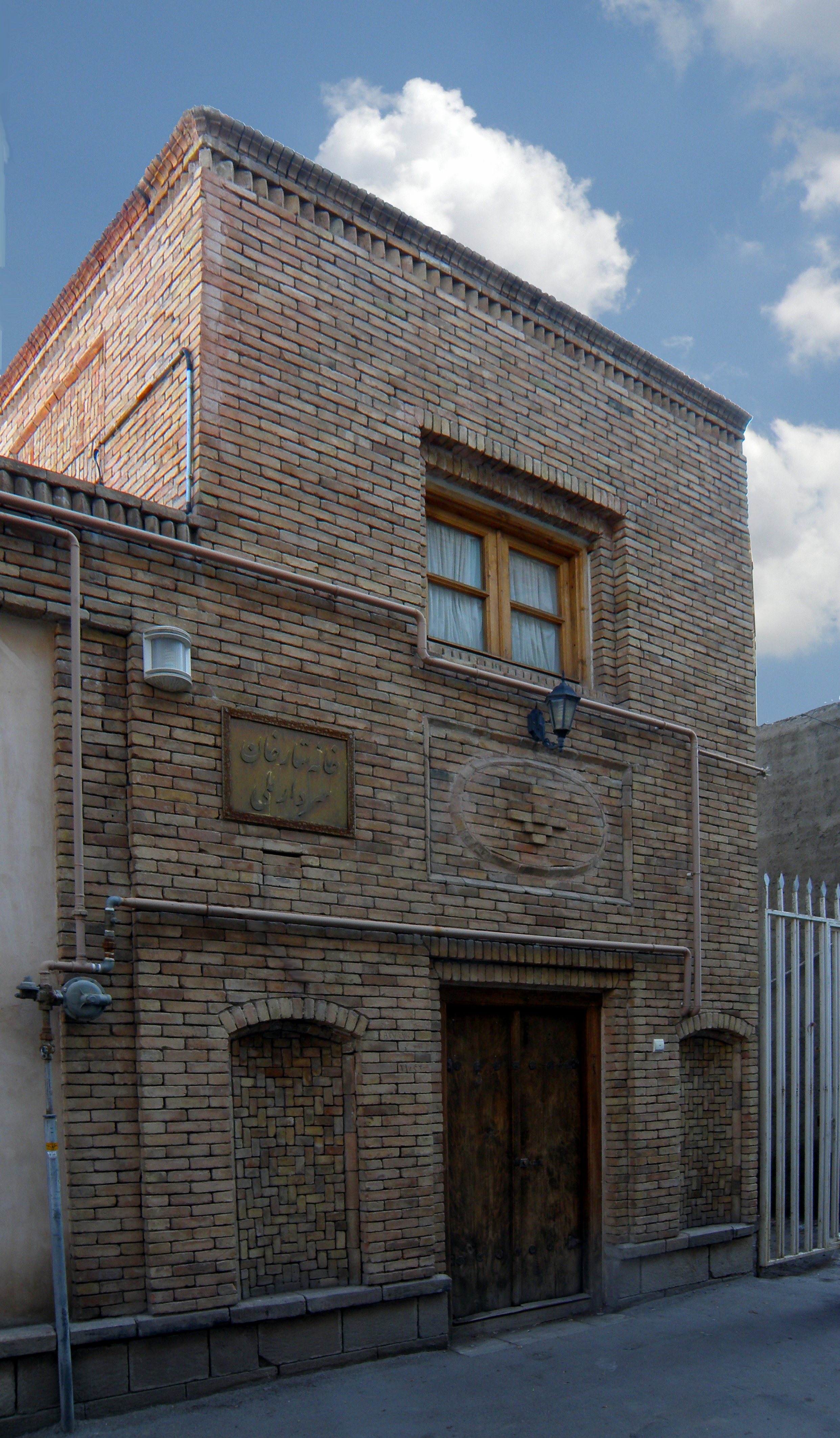
타브리즈의 전통 이란 및 중앙아시아 벽돌 가옥
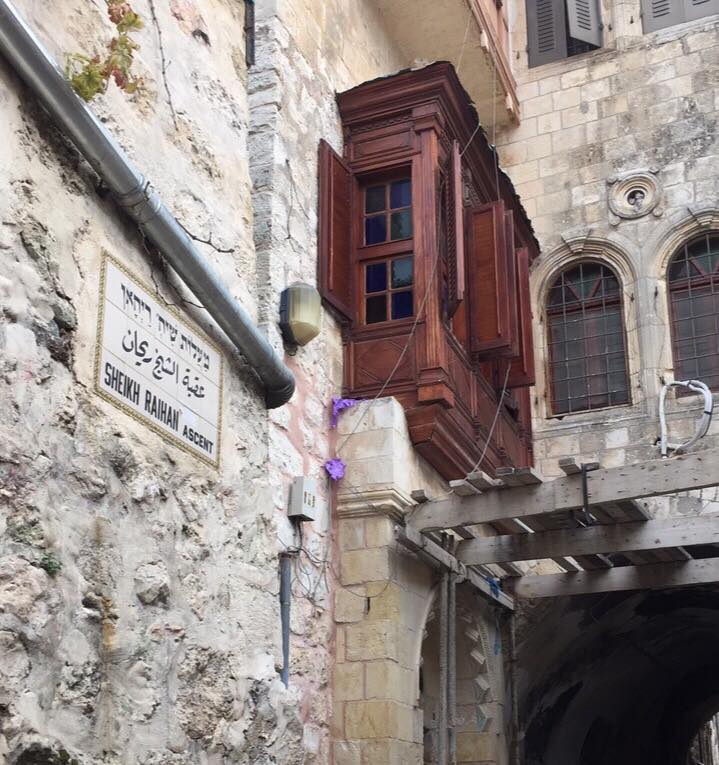
마슈라비야(돌출 창의 일종)는 예루살렘의 이 예에서 볼 수 있듯이 이 지역의 상류층 주택의 특징적인 특징이다.
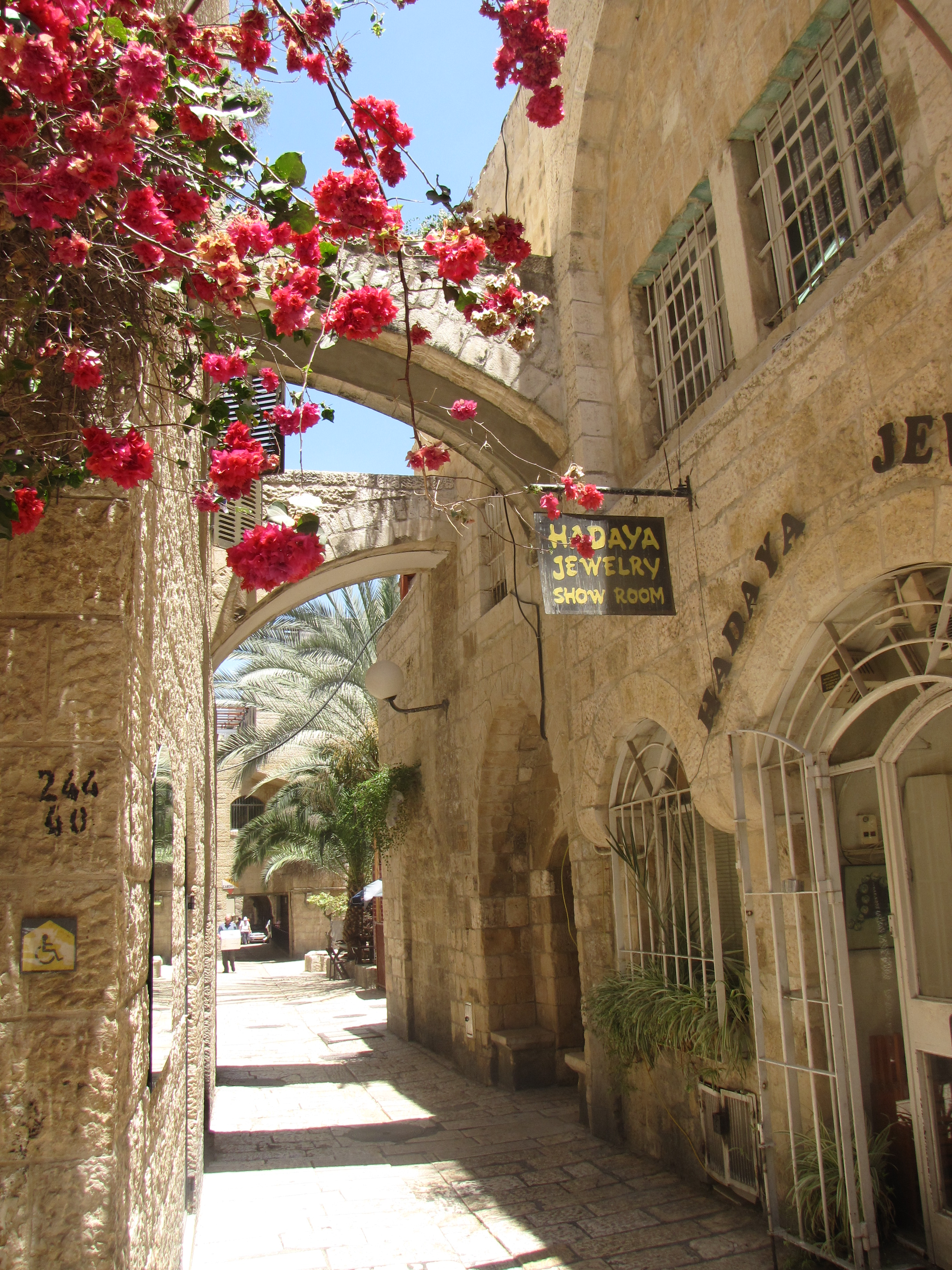
예루살렘의 유대인 지구에 있는 가옥들은 예루살렘 석재로 만들어졌다.
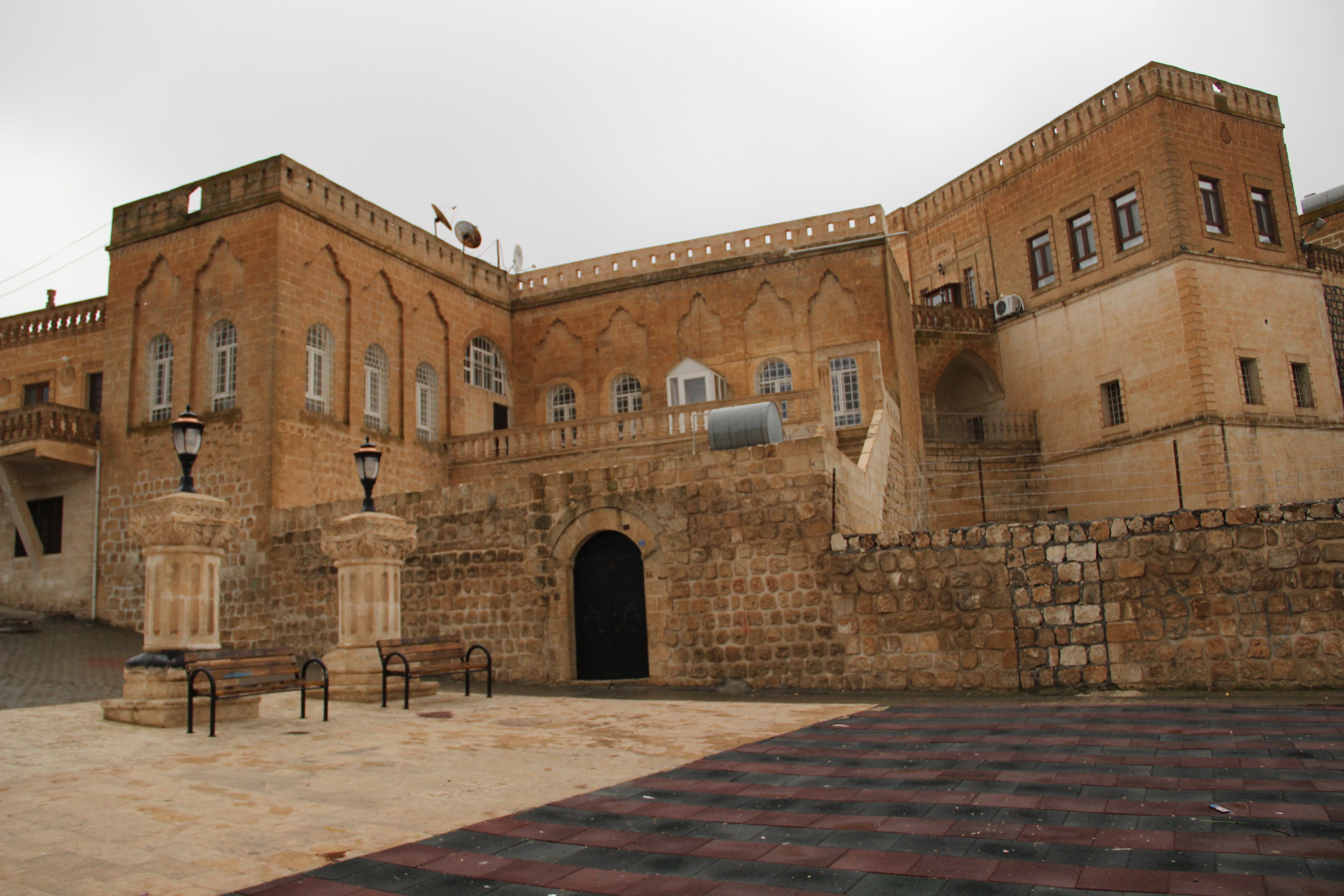
남부 튀르키예 미디앗의 전통 가옥

### 남아시아

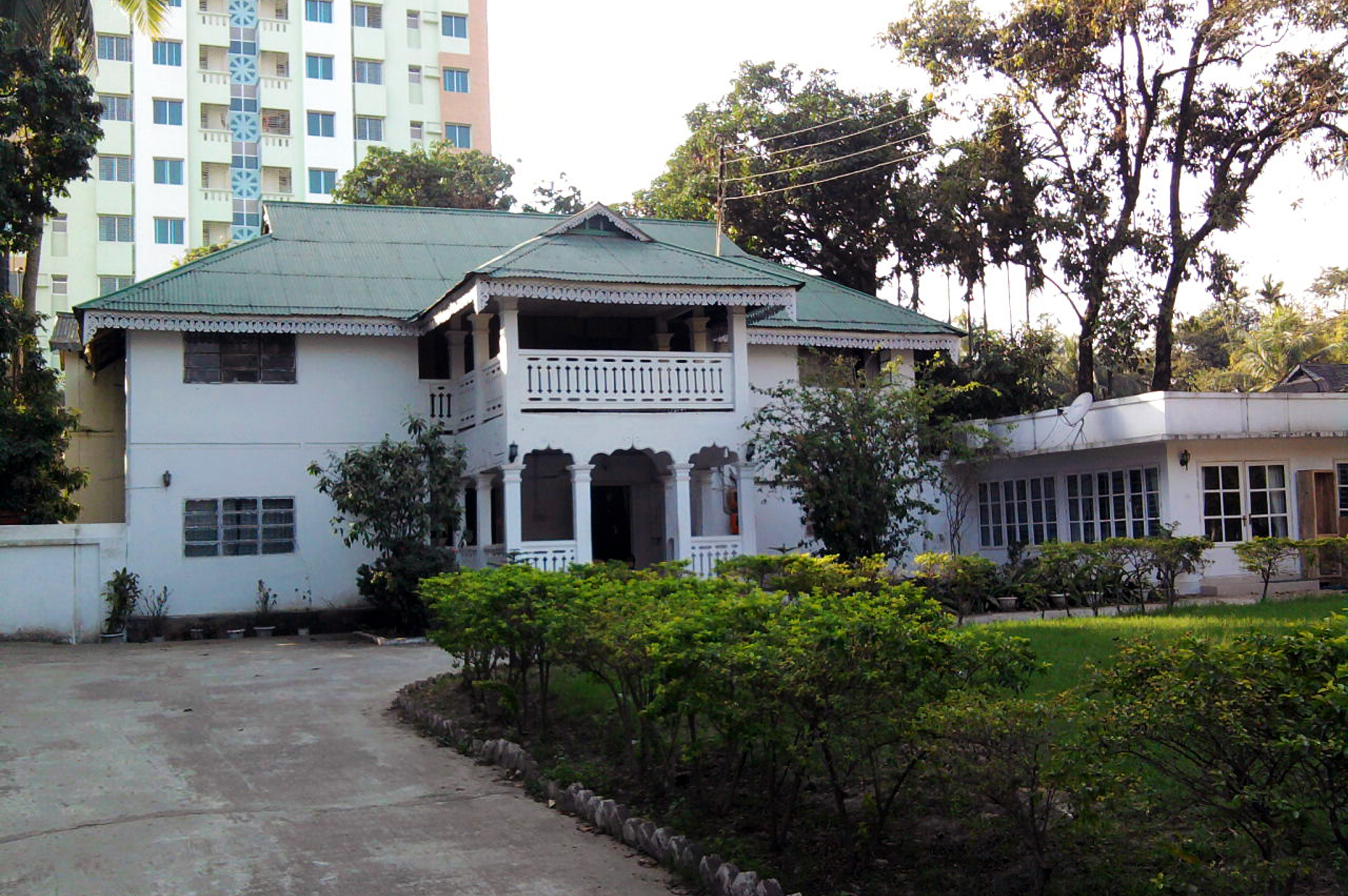
토속 방갈로의 기원은 방글라데시의 벵골에 있다.
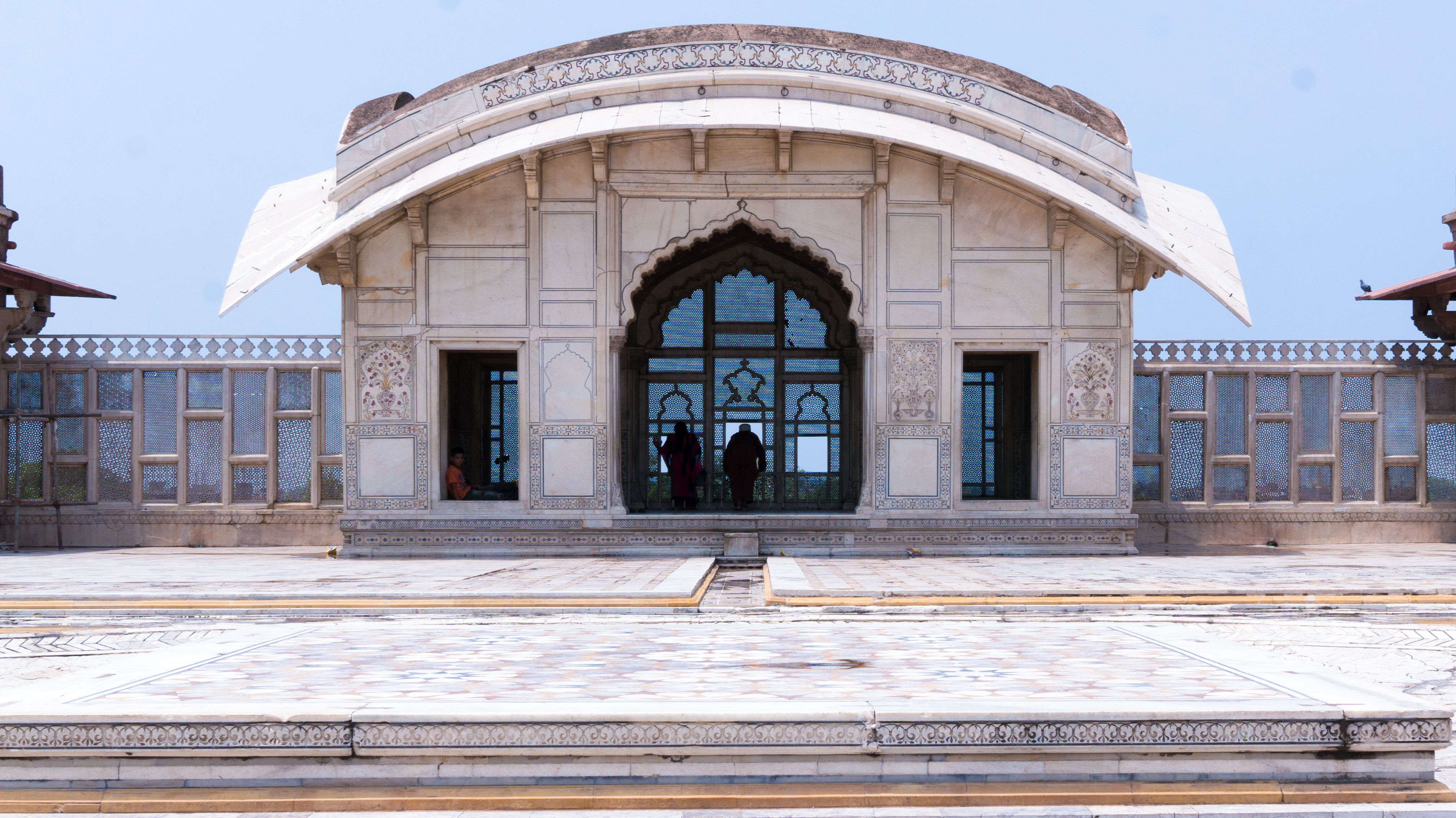
파키스탄 라호르성의 나울라카 파빌리온은 벵골에서 유래한 도찰라 지붕을 특징으로 한다.
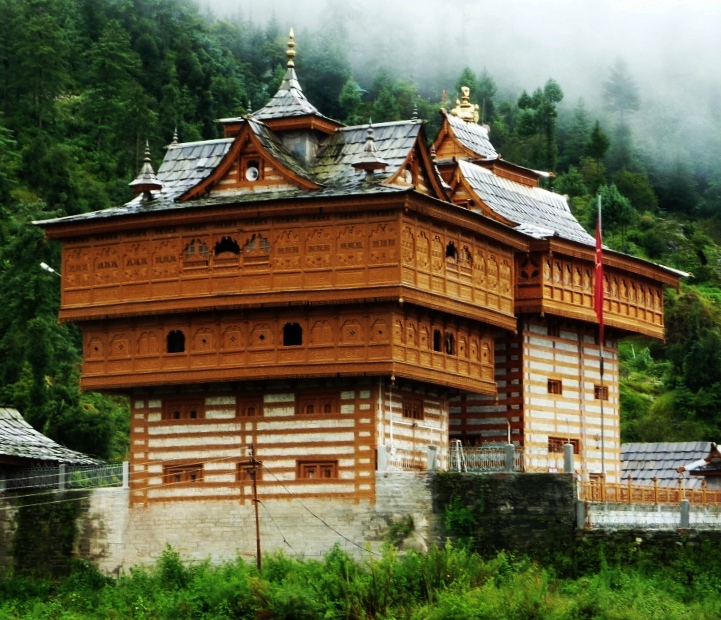
인도 토속건축의 일종인 Kath-Kuni 양식으로 지어진 Bhimakali 사원
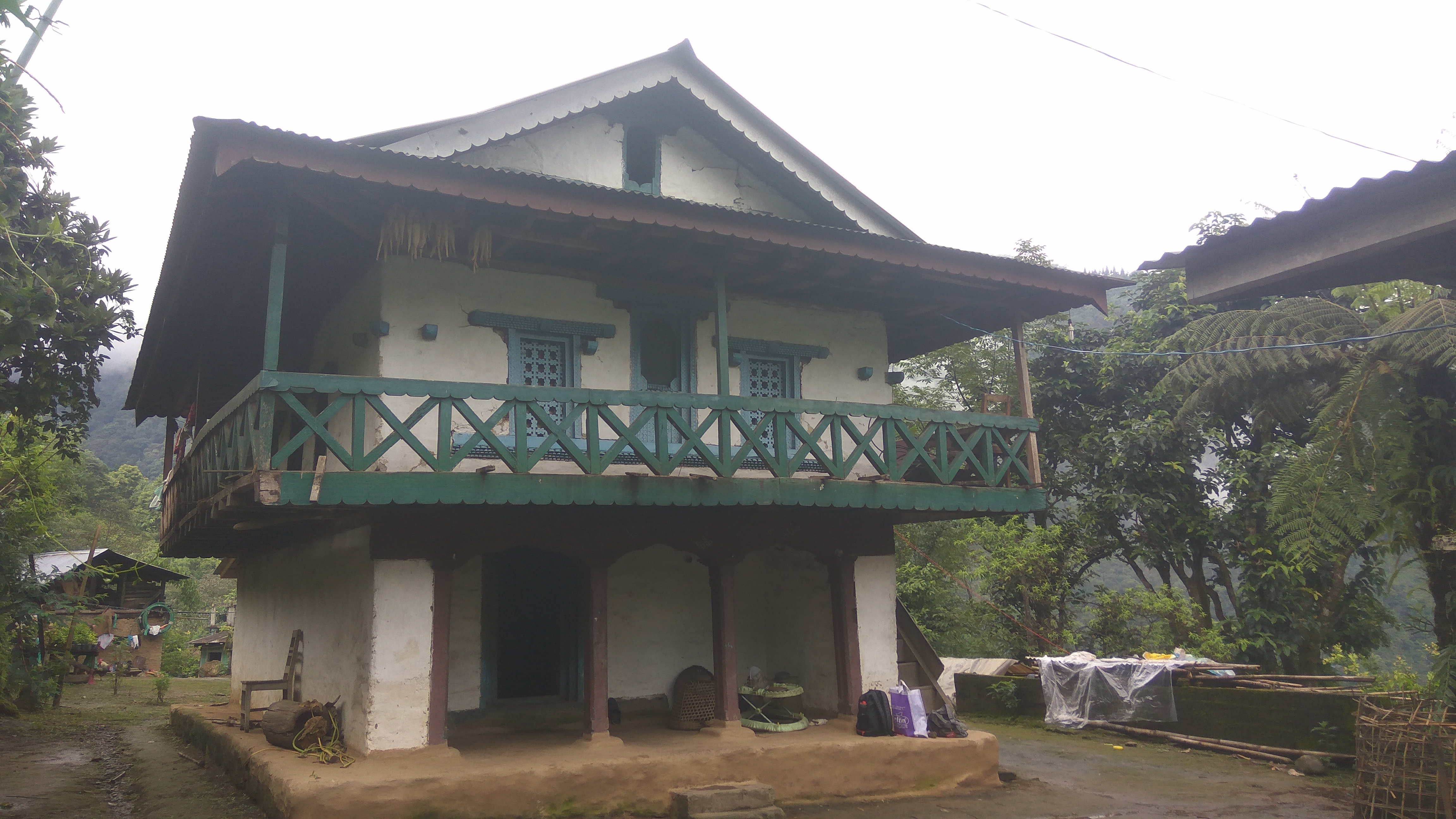
인도 서시킴 지구, 시킴주의 희껭바리 마을에 있는 림부족 가옥

### 동아시아

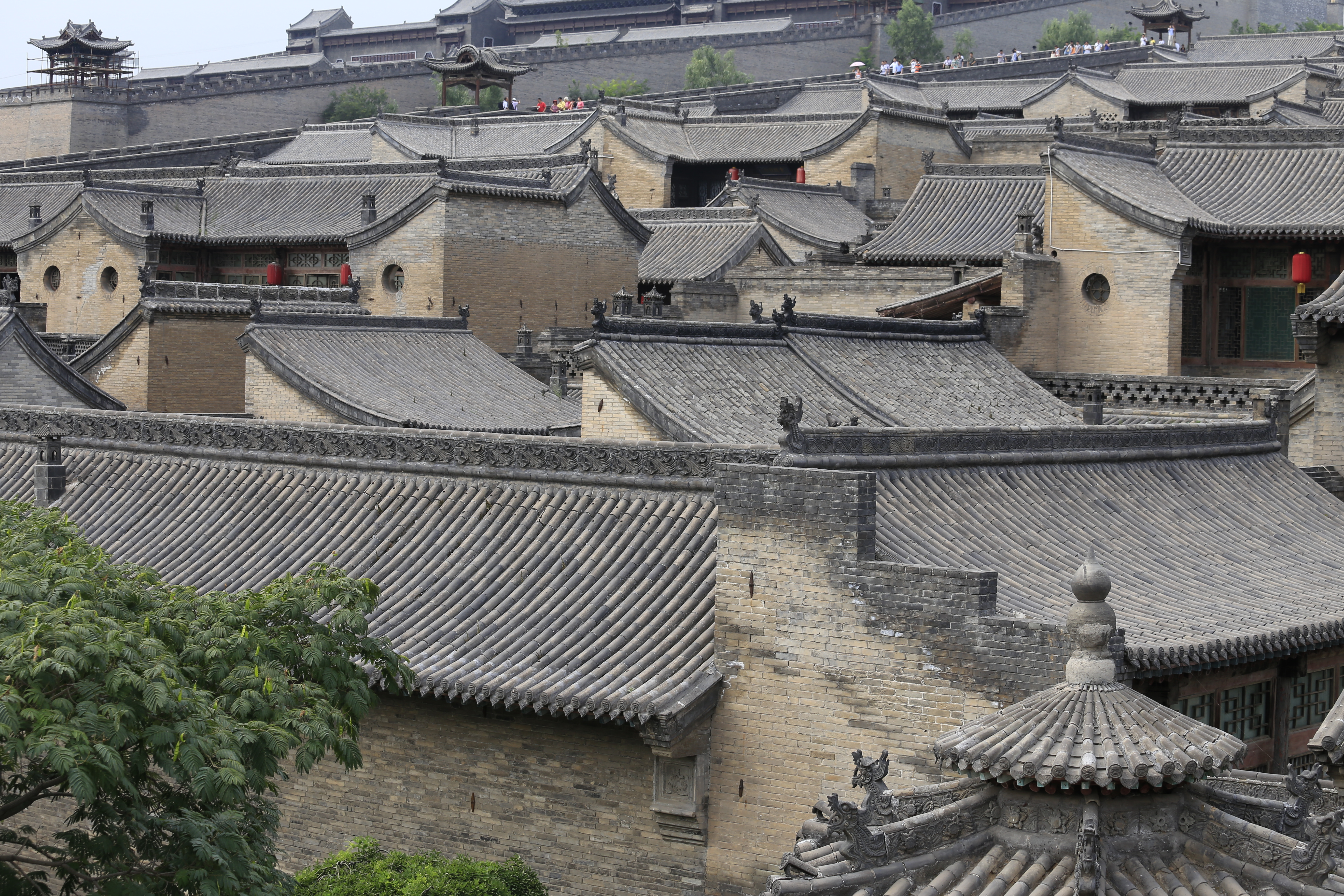
산시성 (산서성) 링스현의 왕가 대원
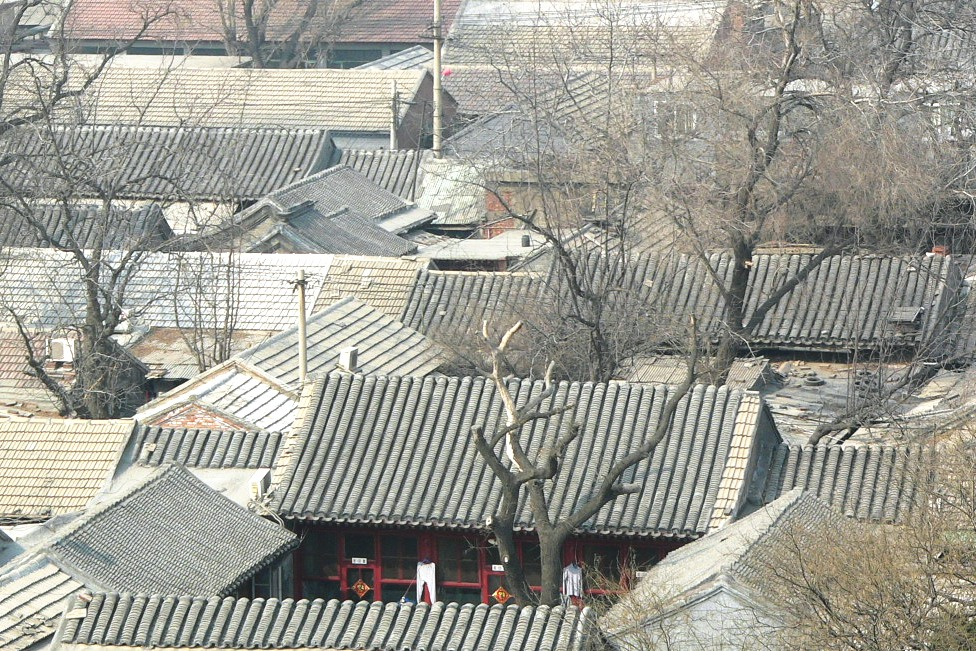
베이징시의 쓰허위안
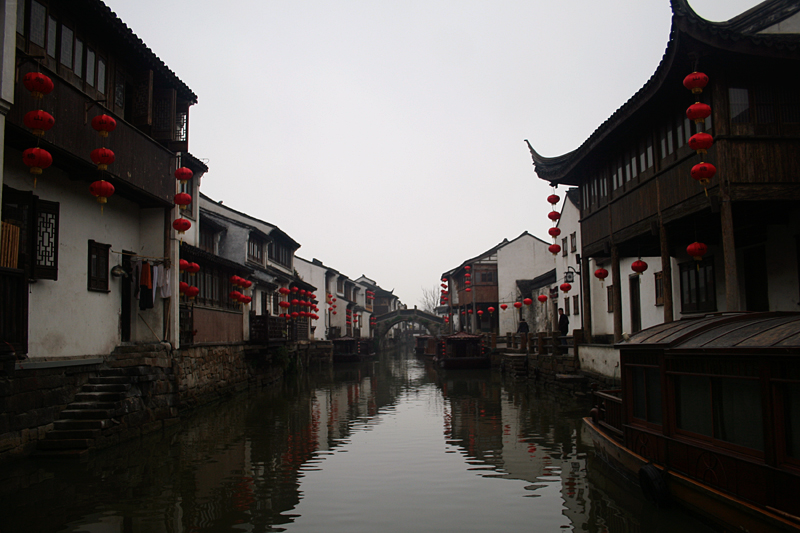
쑤저우 도심
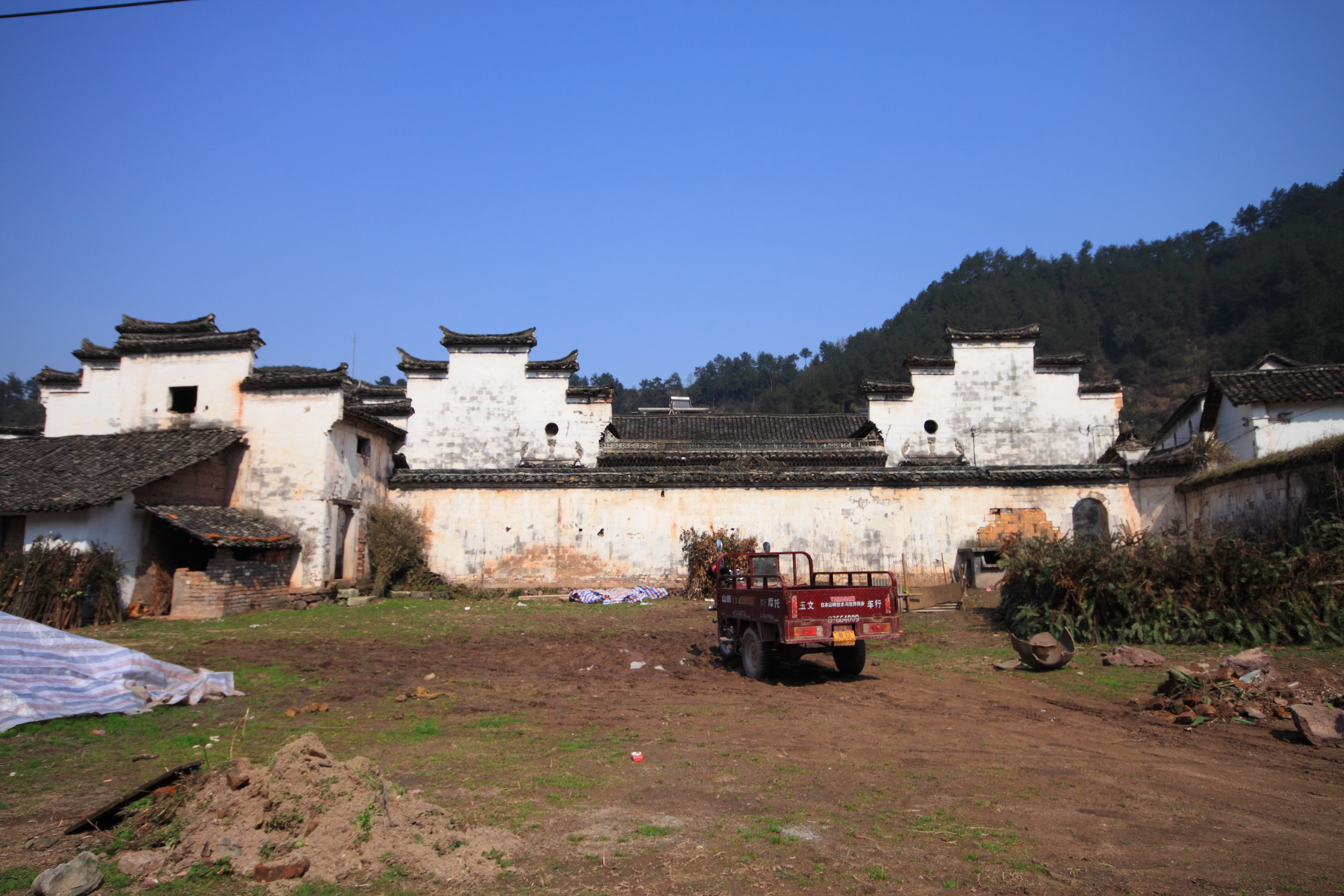
저장성의 저택
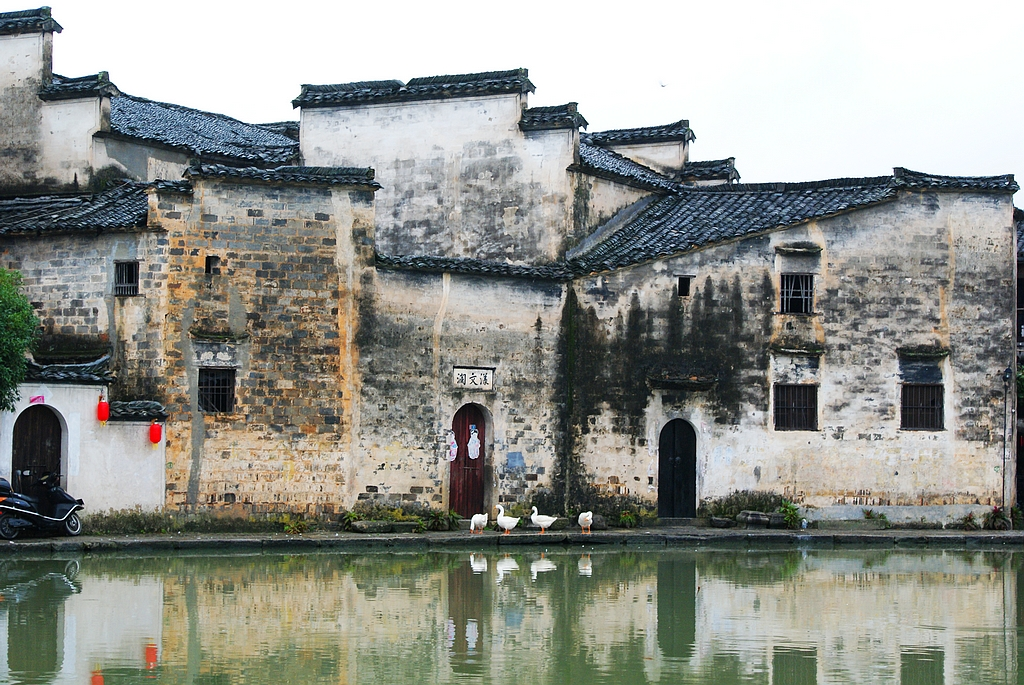
안후이성의 훙춘
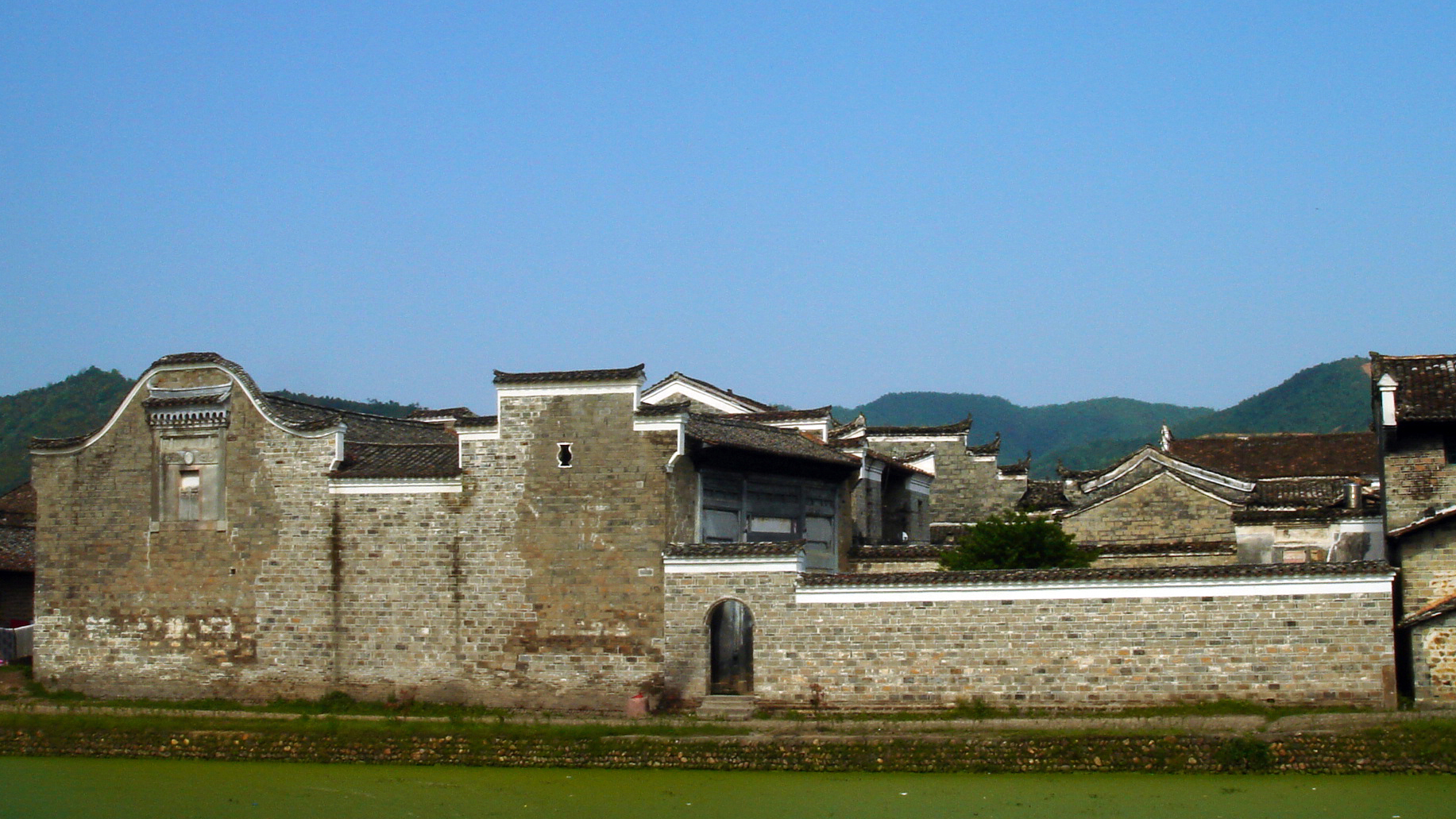
장시성의 마을
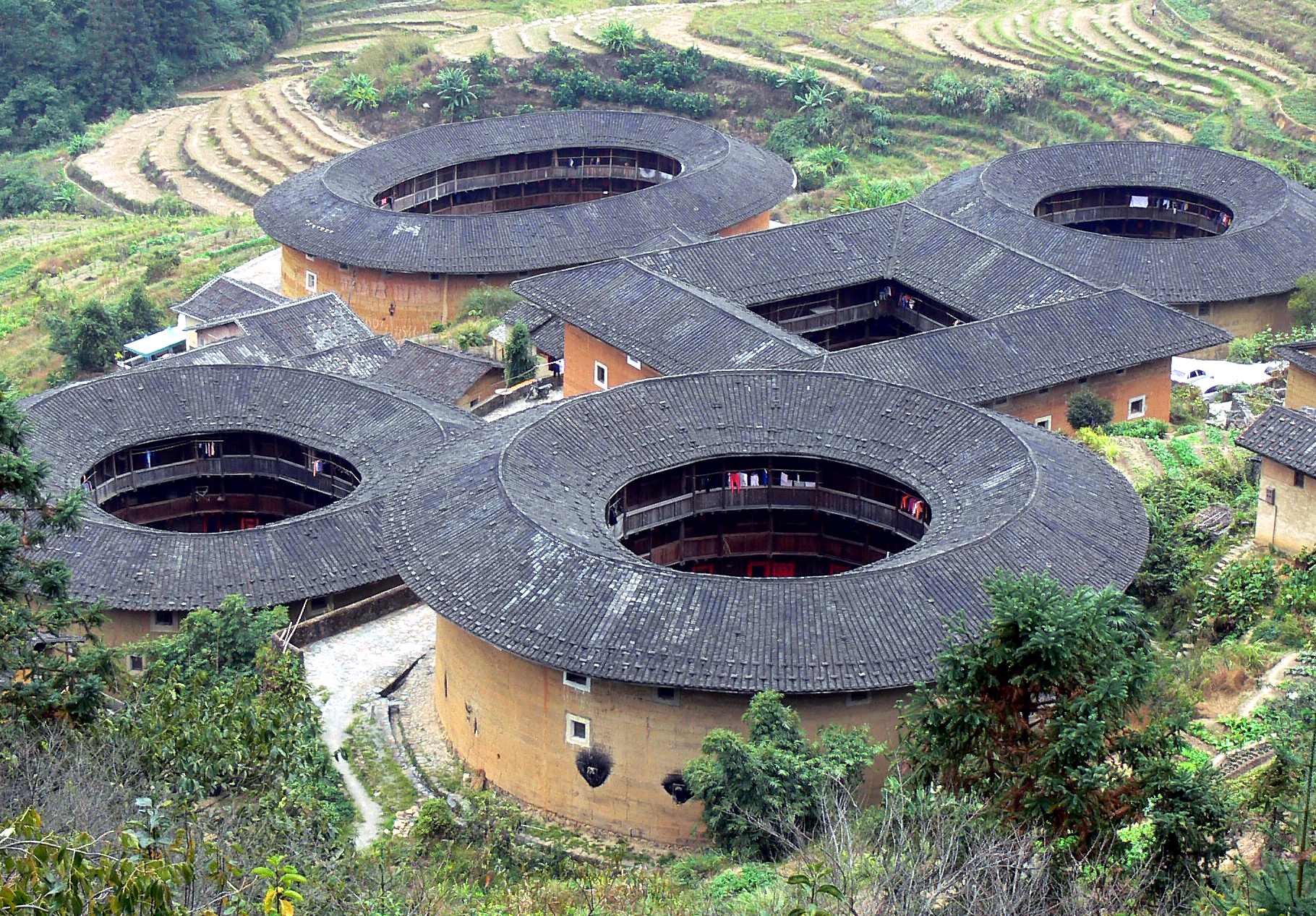
푸젠 토루
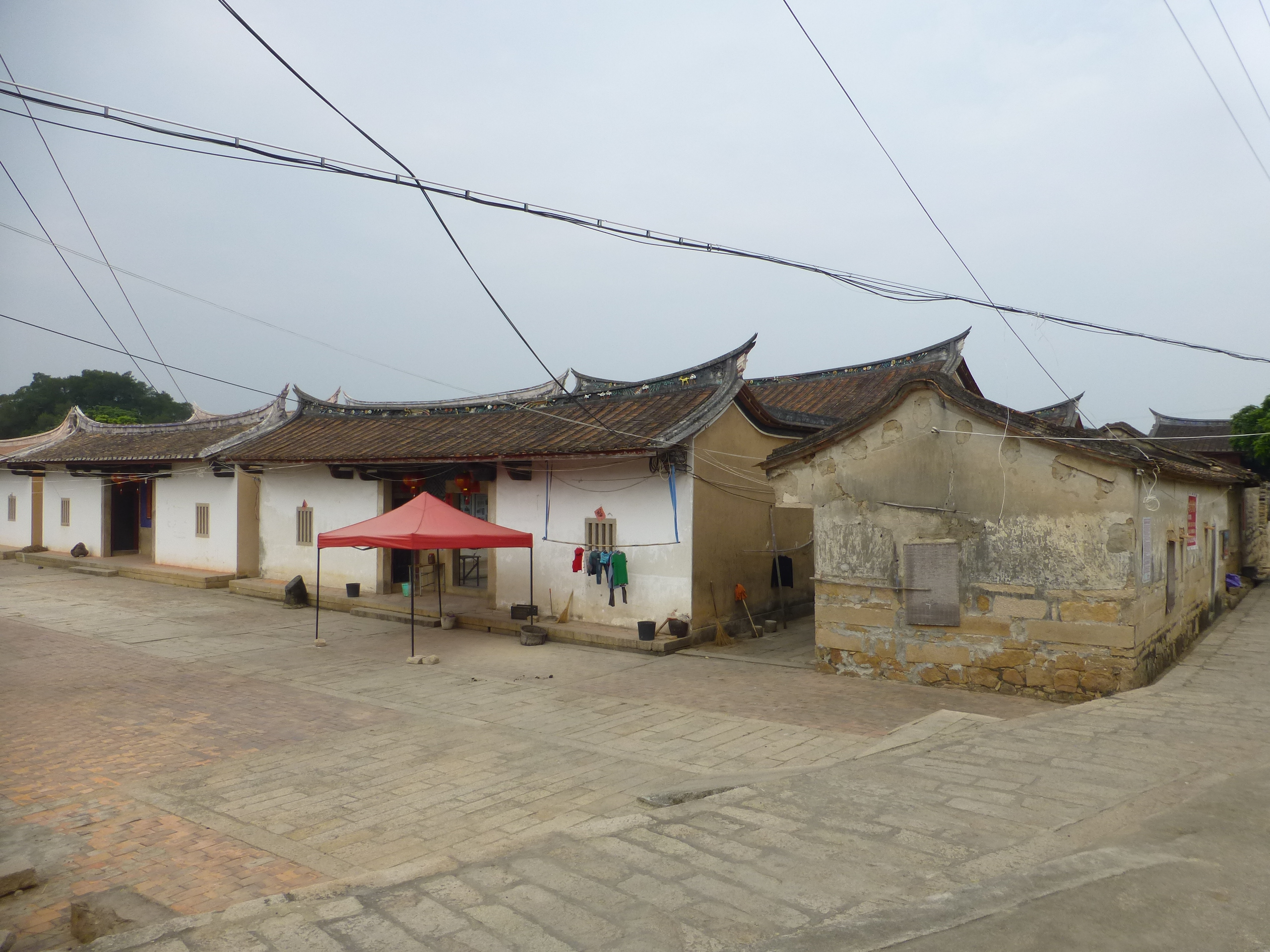
푸젠성의 전통 가옥
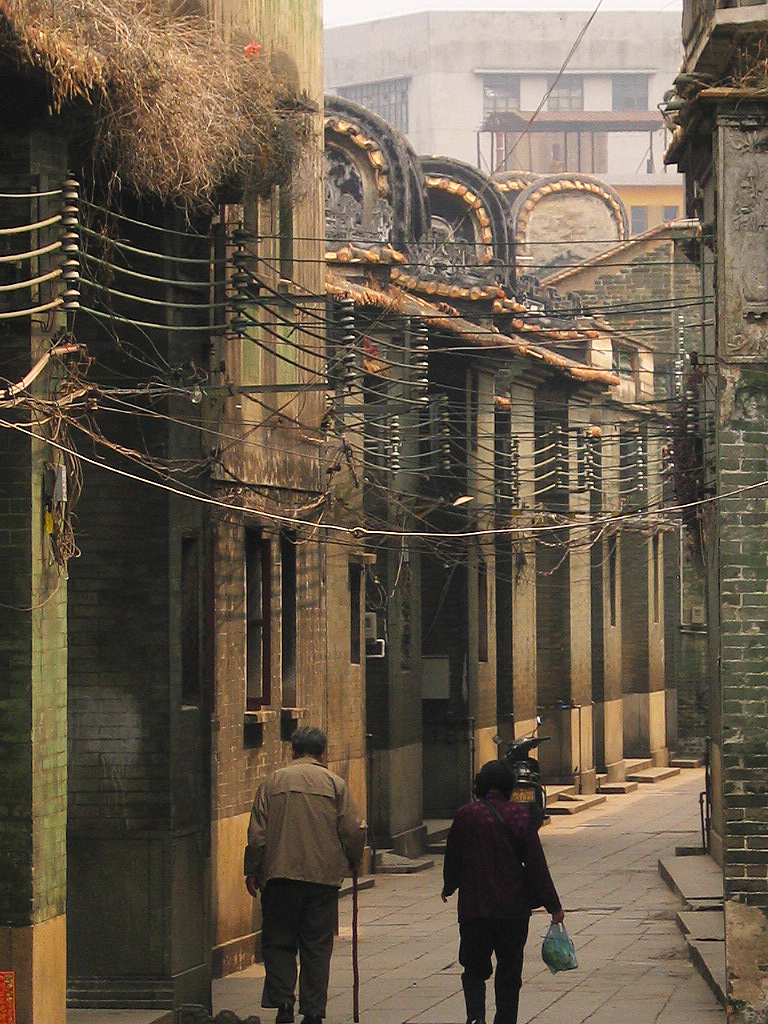
광둥성의 거리
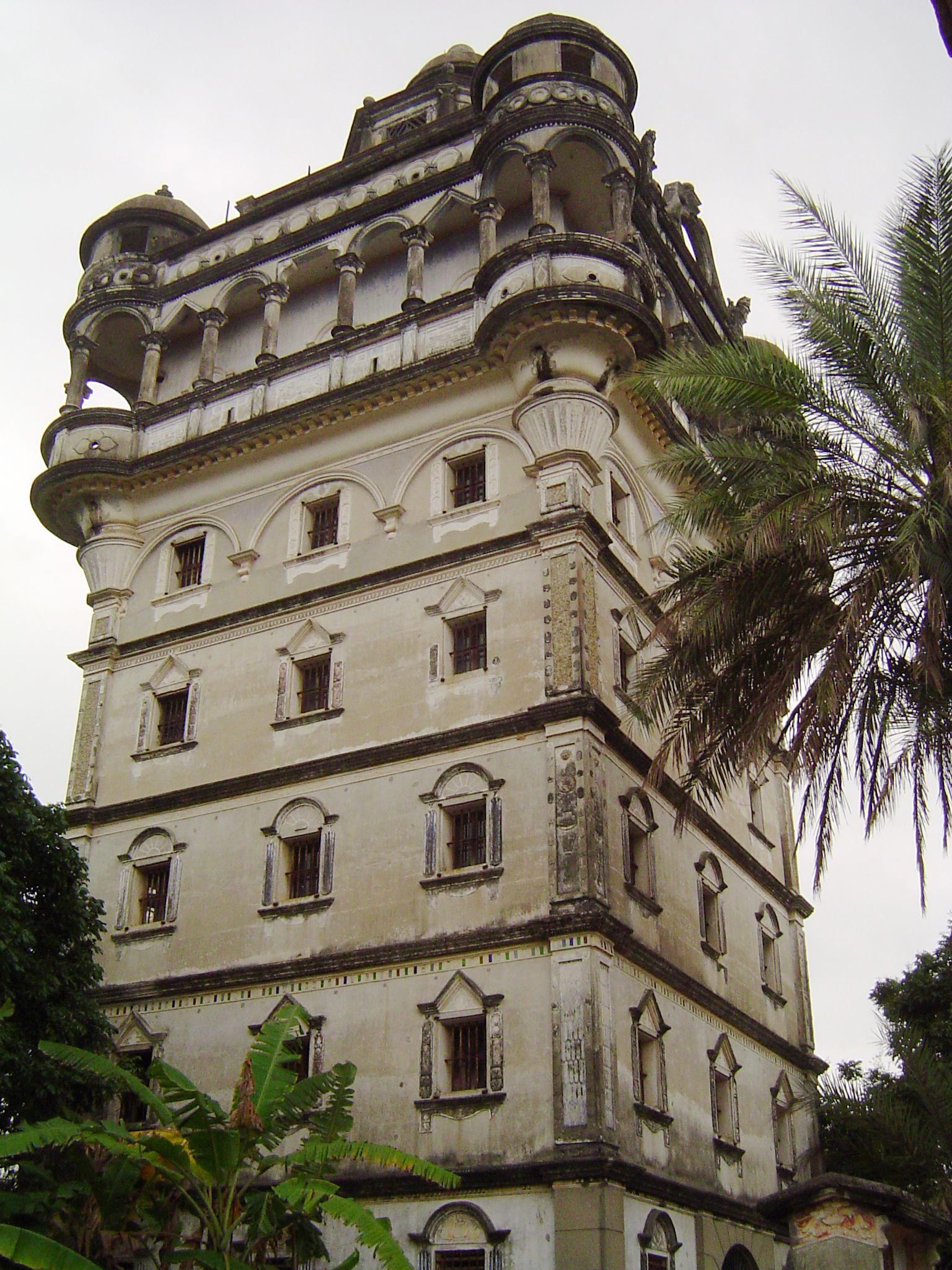
카이핑 댜오러우
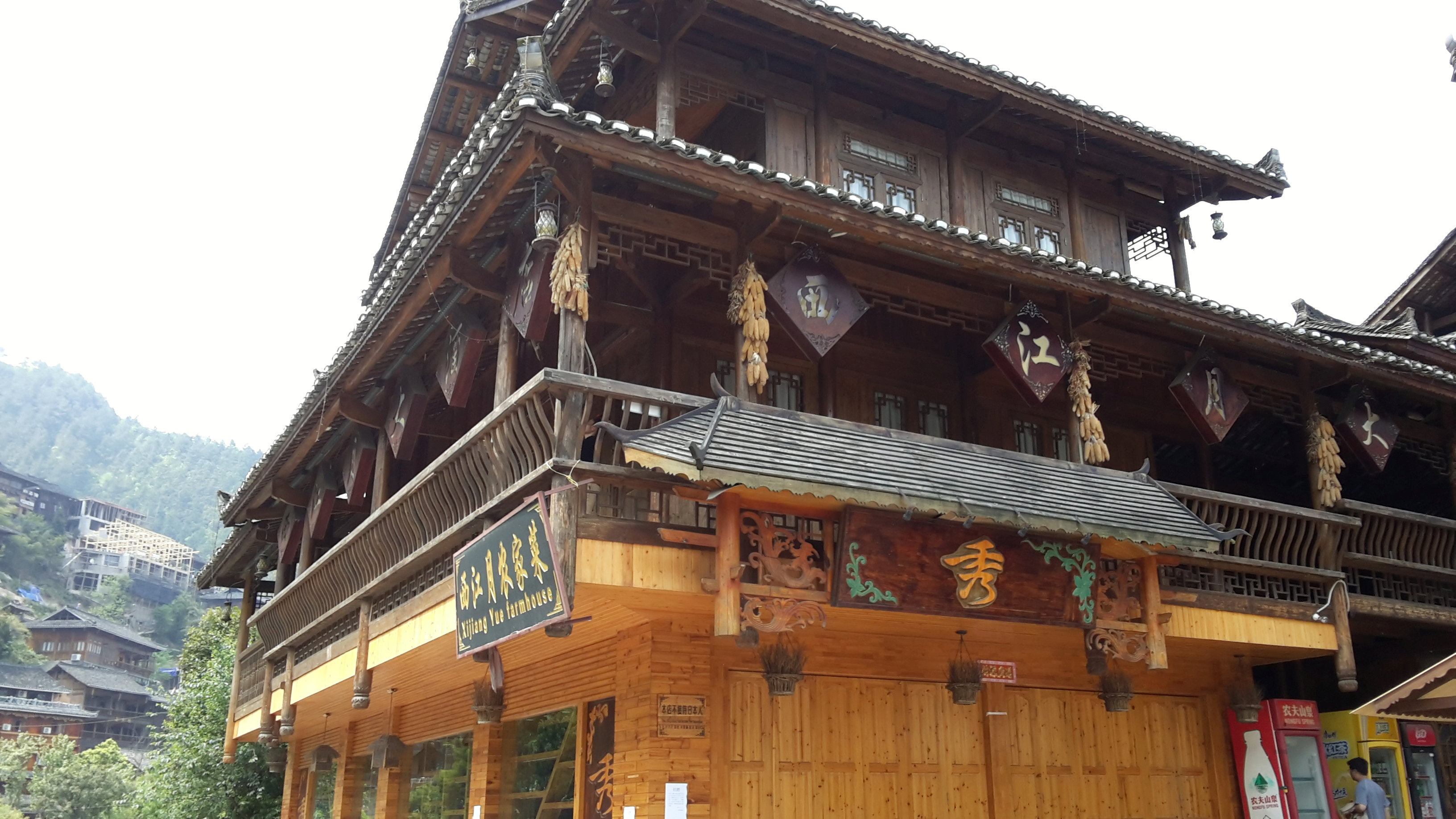
구이저우의 먀오족 가옥
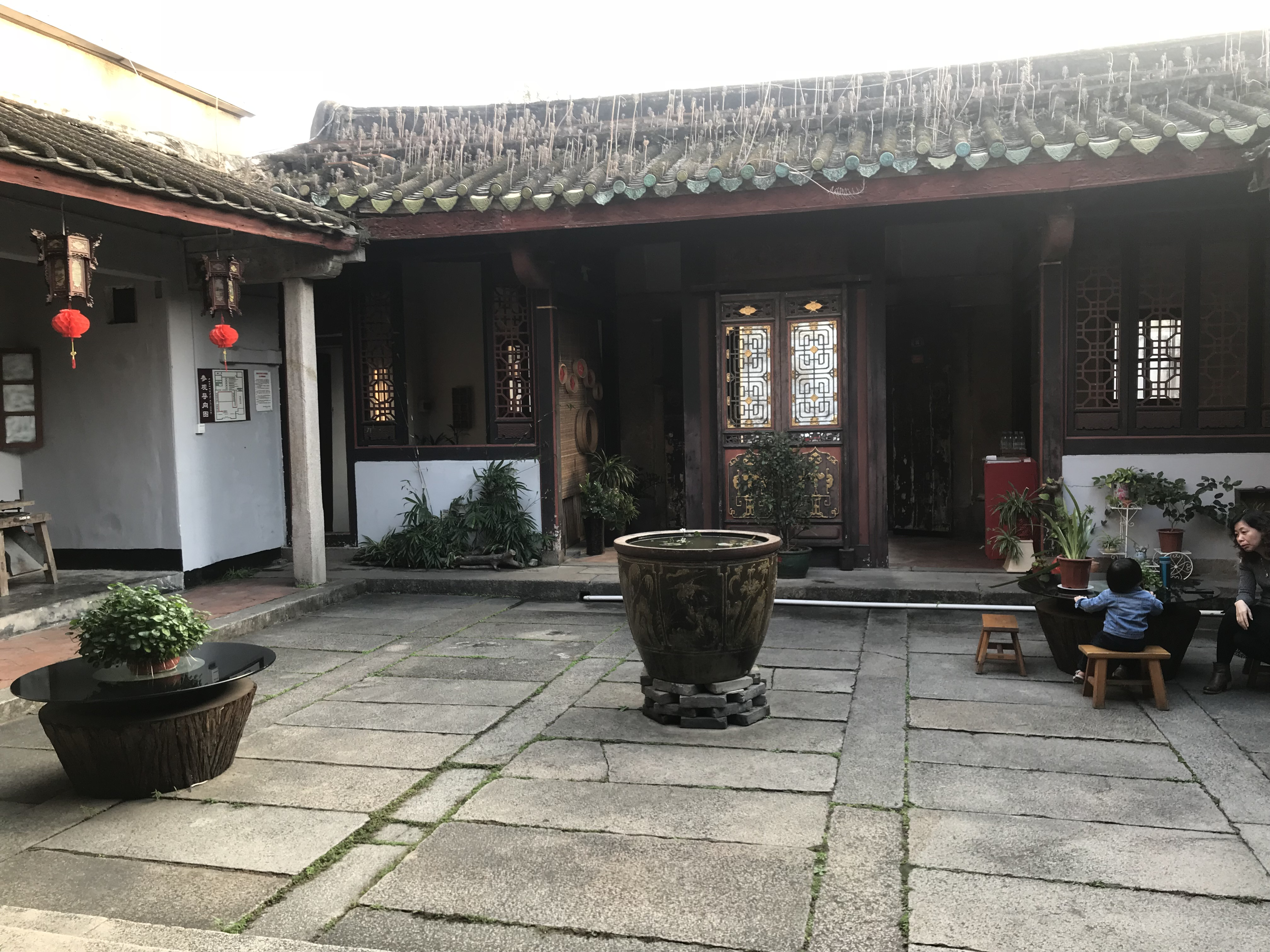
광둥성의 한 차오저우인 거주지
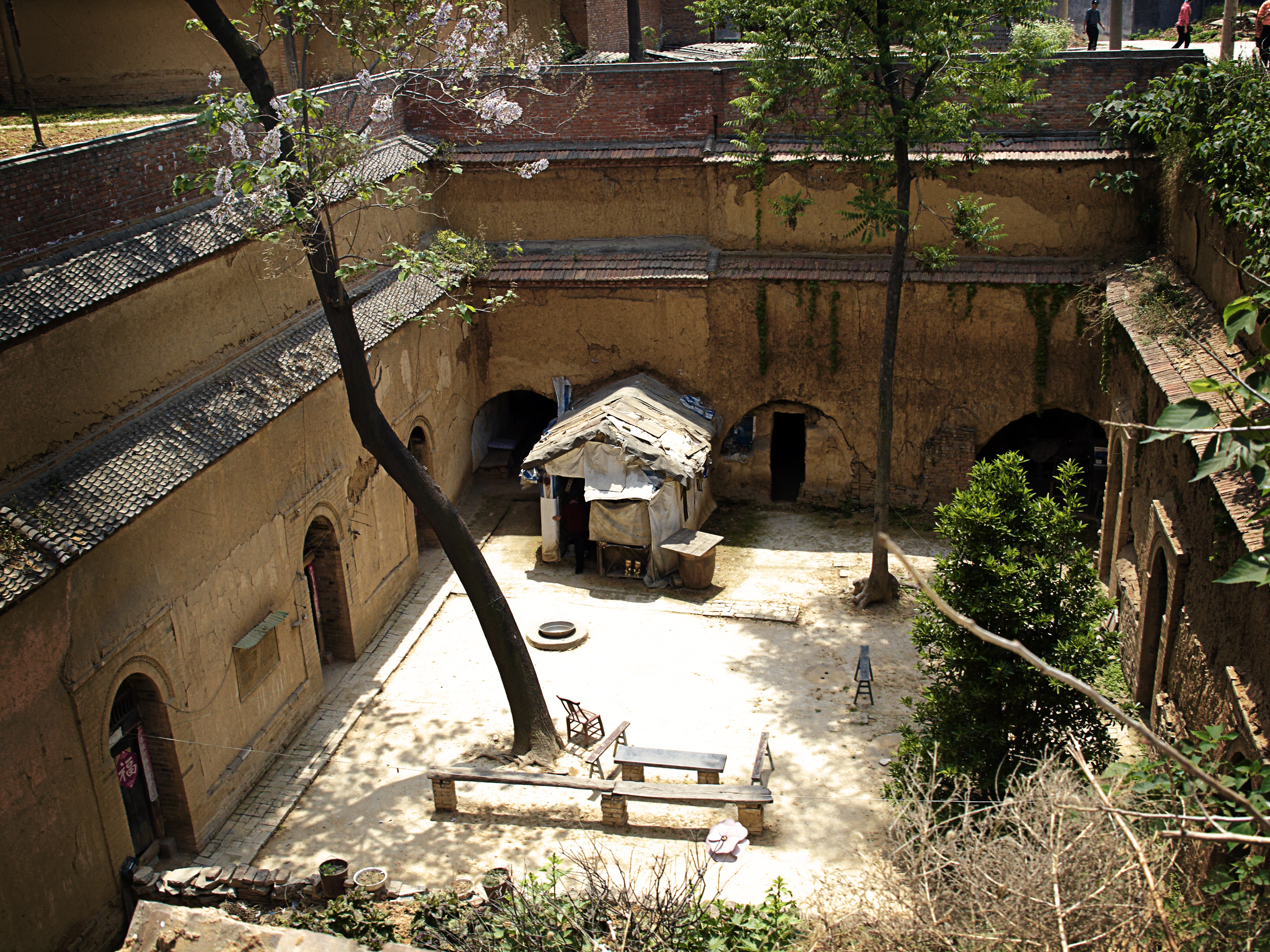
산시성 (섬서성)의 요동 (집) 또는 동굴 거주지

### 본토 동남아시아

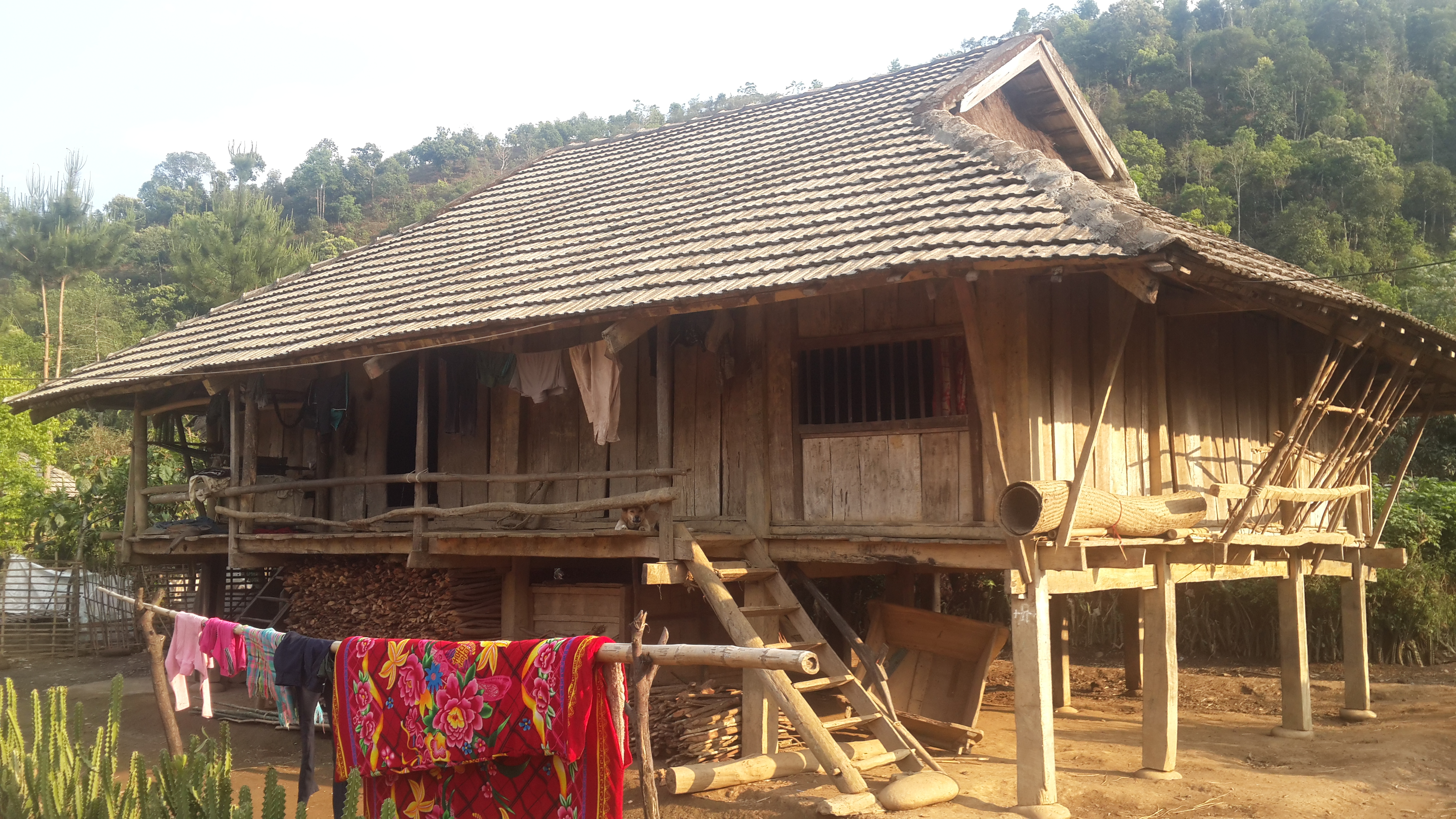
라이쩌우의 라오족 호상 가옥
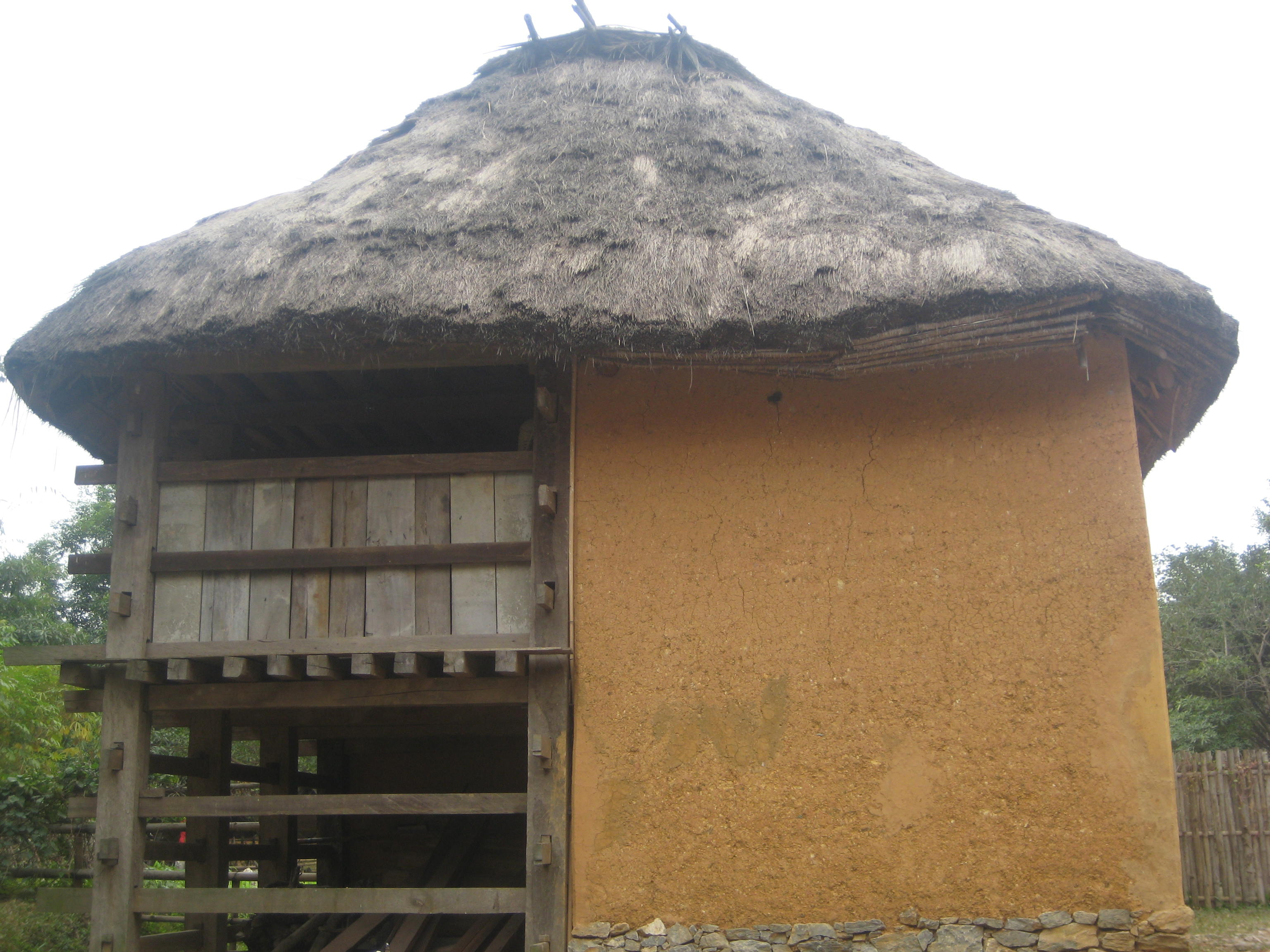
베트남 북부의 하니족 가옥
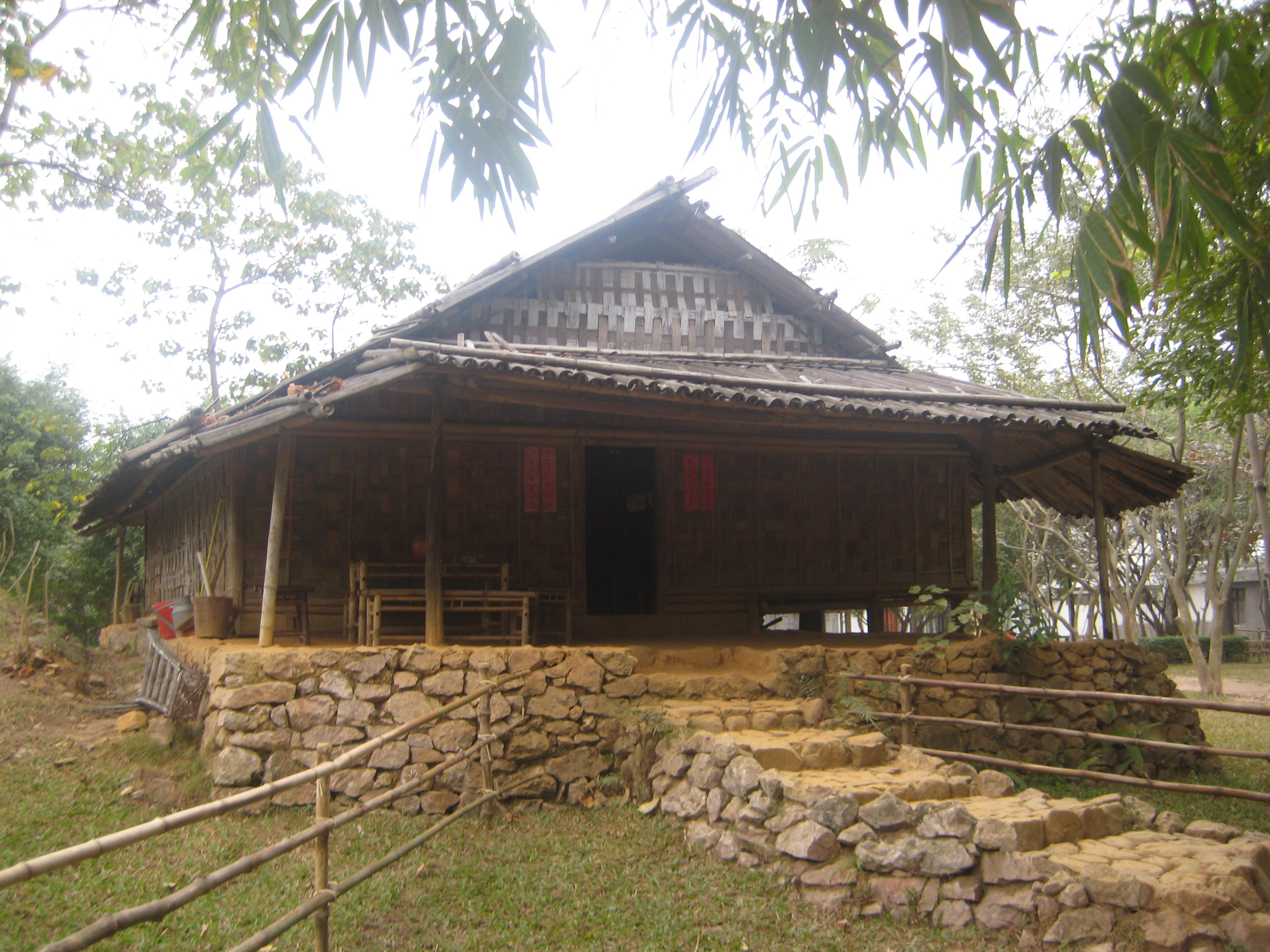
베트남의 야오족 가옥
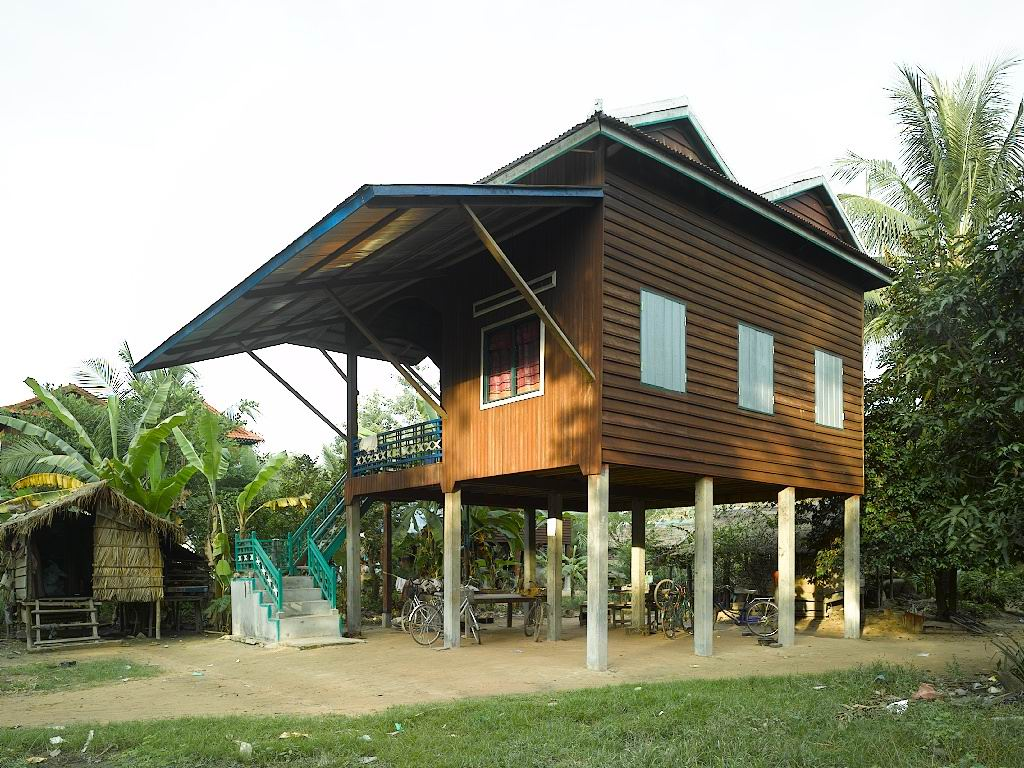
전형적인 크메르족 호상 가옥
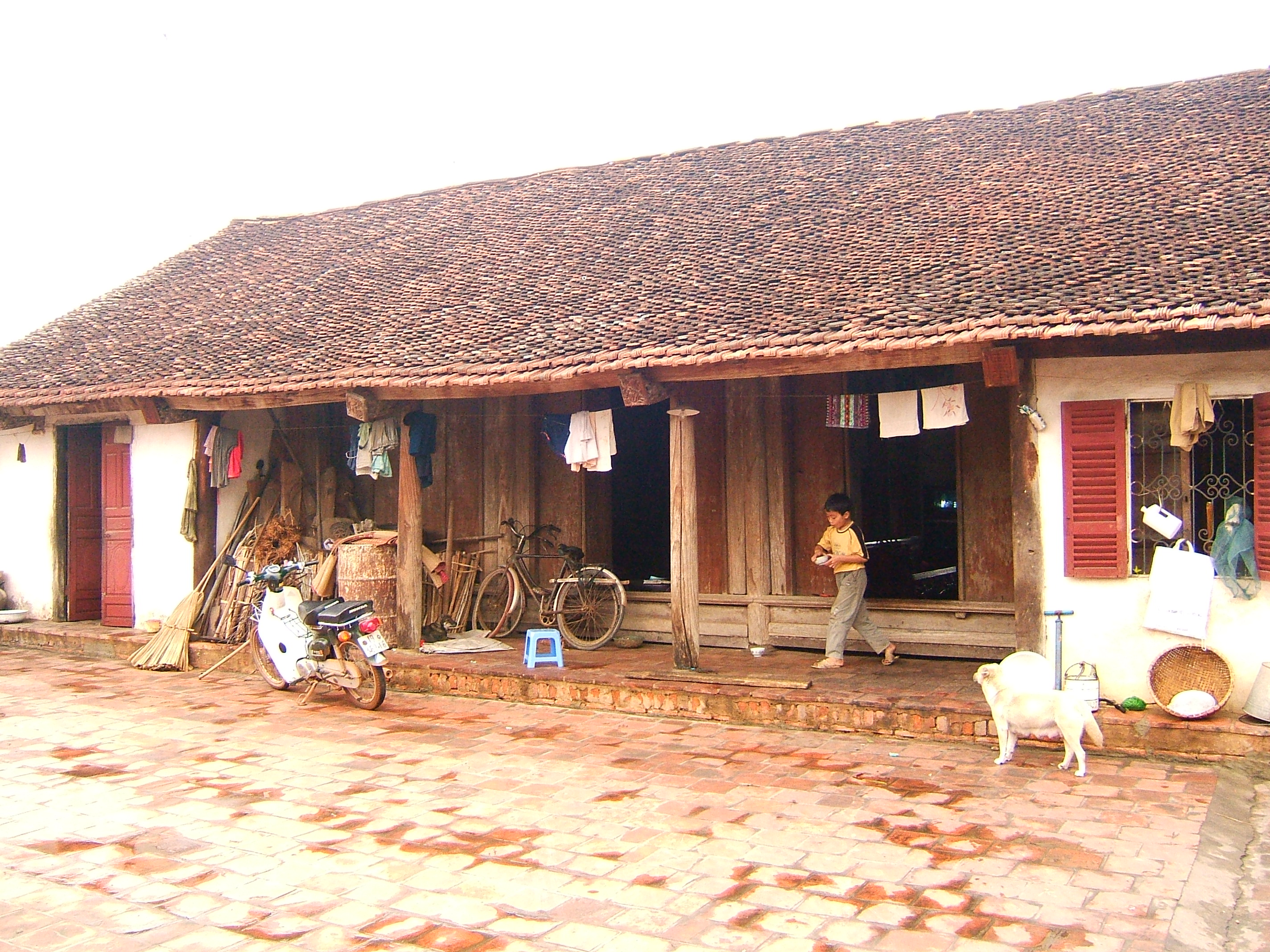
홍강 삼각주 지역의 전통 베트남 가옥
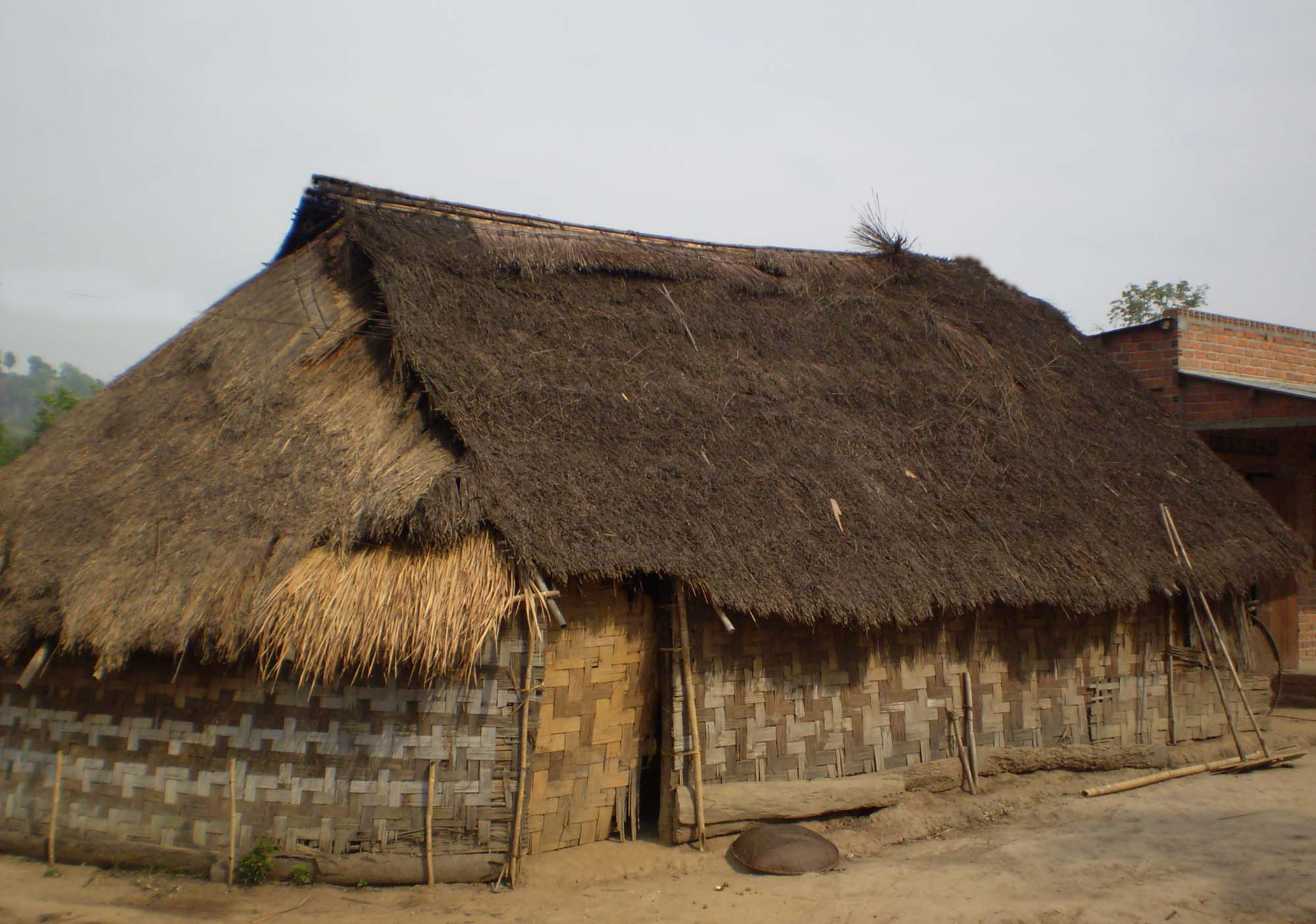
베트남 남부의 므농족 오두막
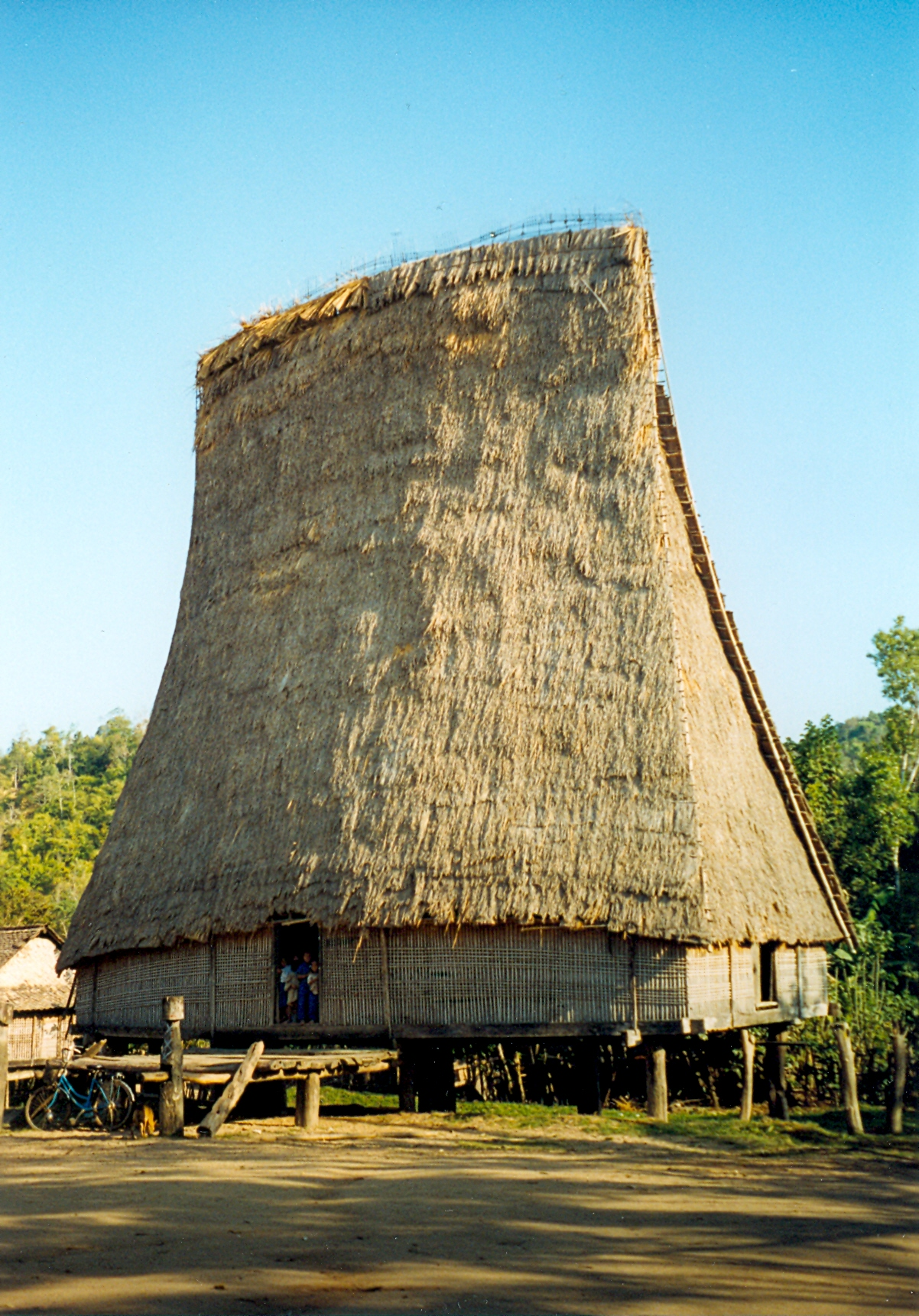
베트남 바나족의 "롱" 가옥

### 동남아시아 섬과 오스트로네시아

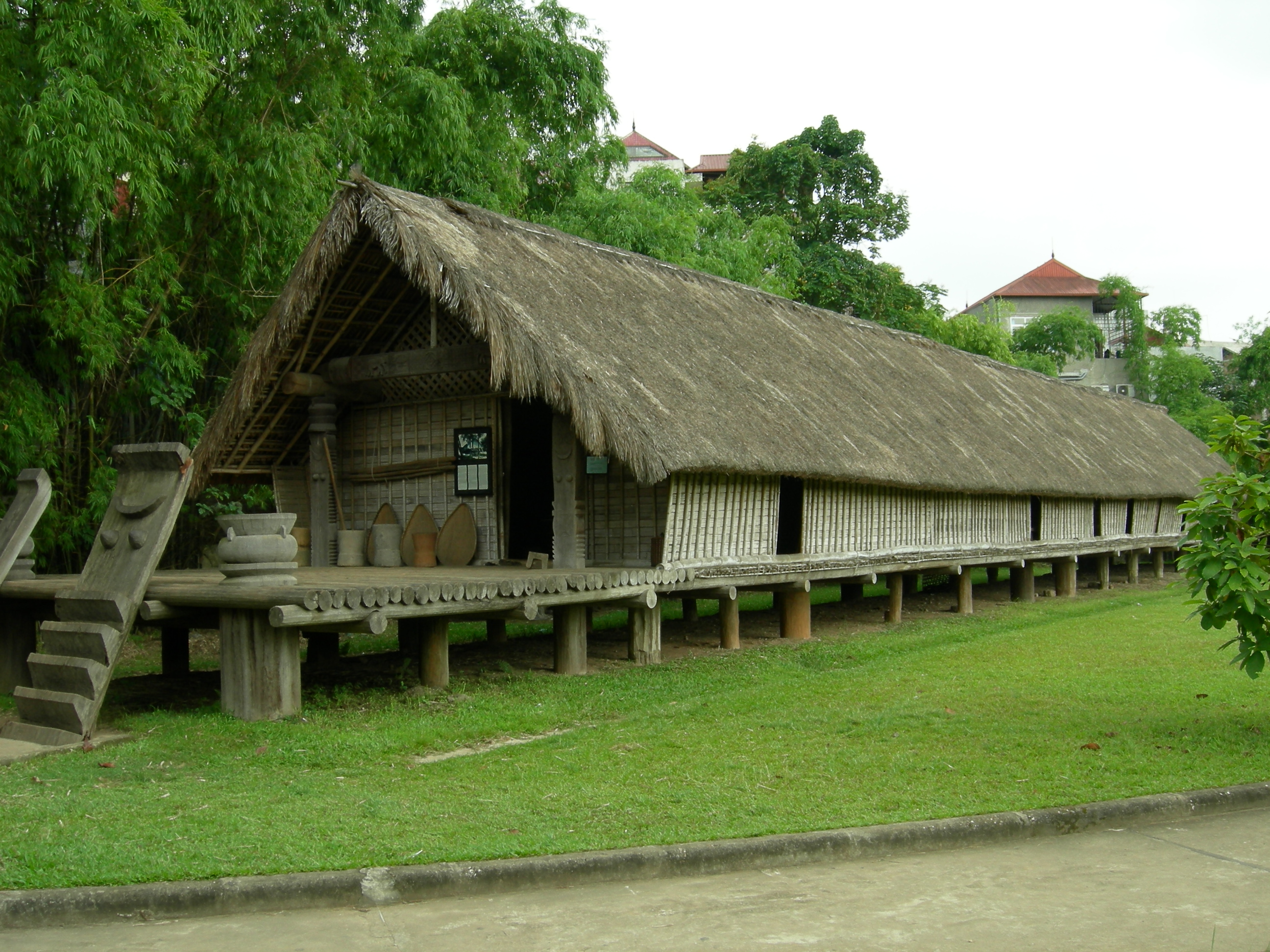
라데족의 긴 공동 가옥
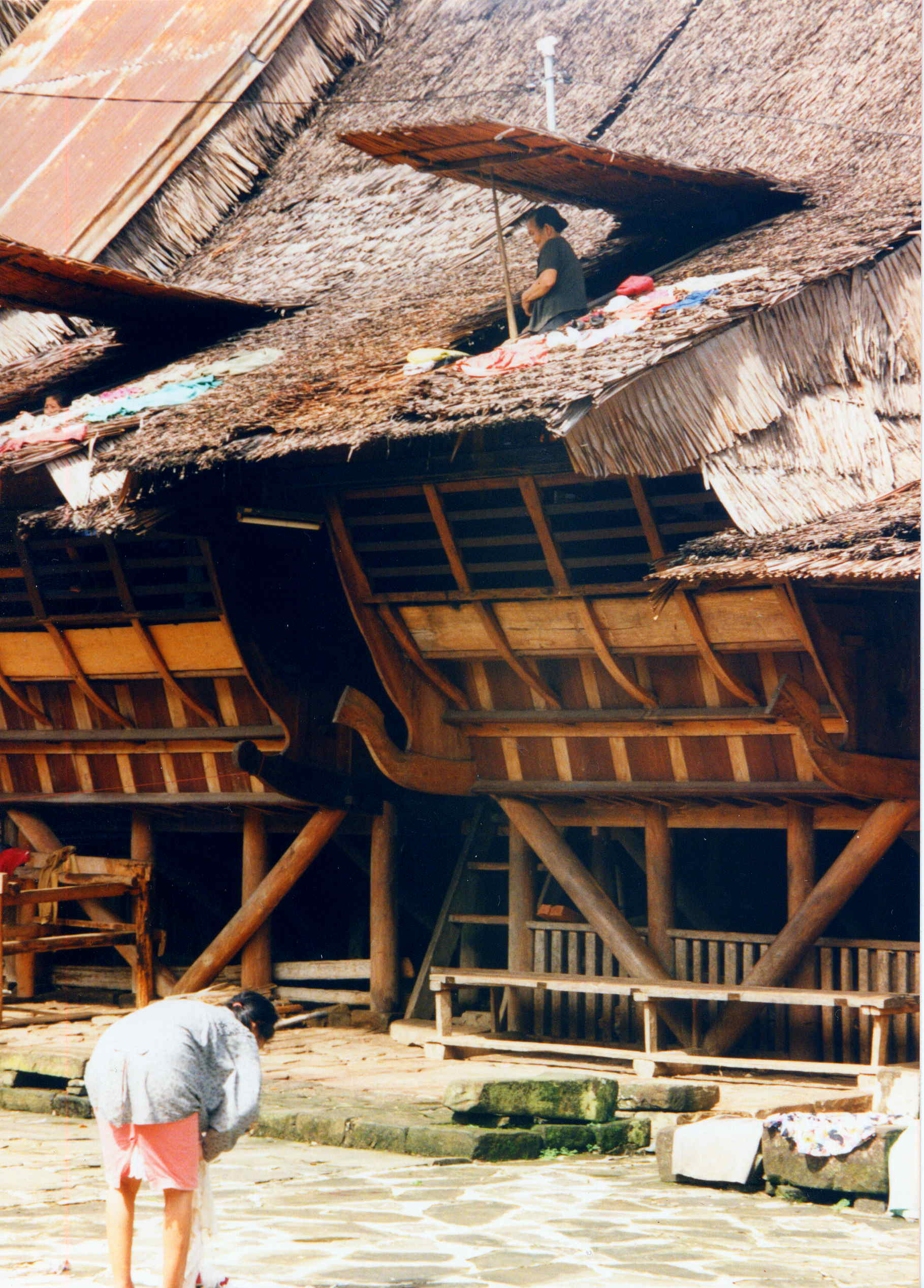
인도네시아 북수마트라주 니아스 섬의 전통 가옥
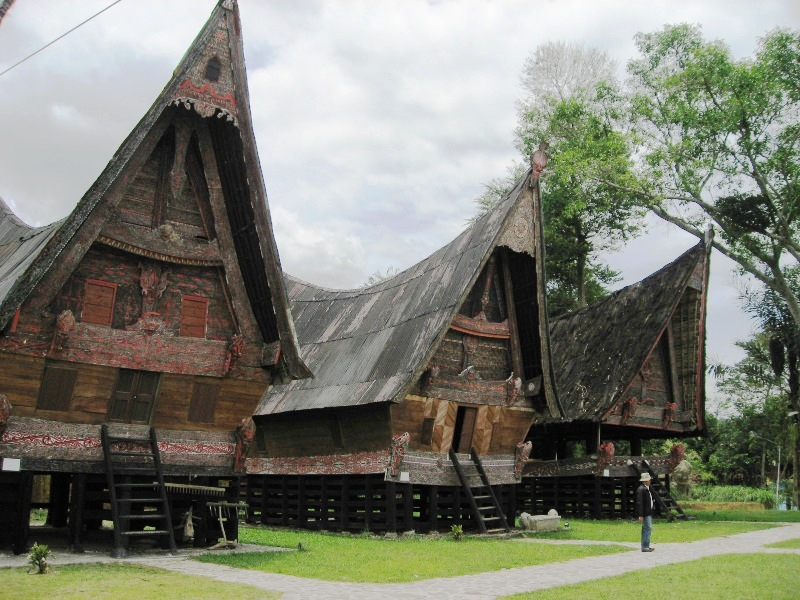
인도네시아 토바 바타크족 전통 가옥
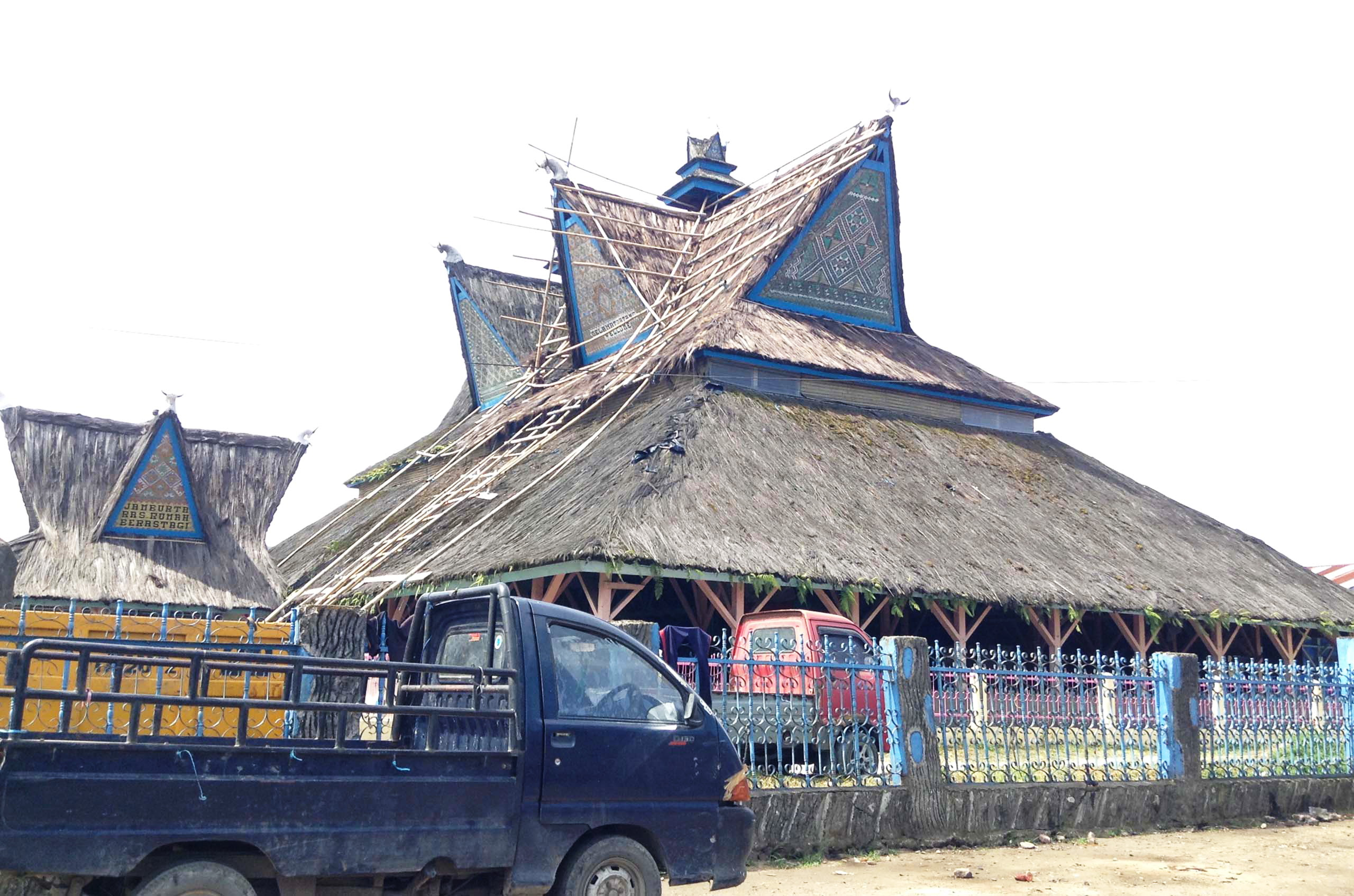
카반자헤 마을 족장의 집은 인도네시아 카로족의 토속건축을 보여준다.
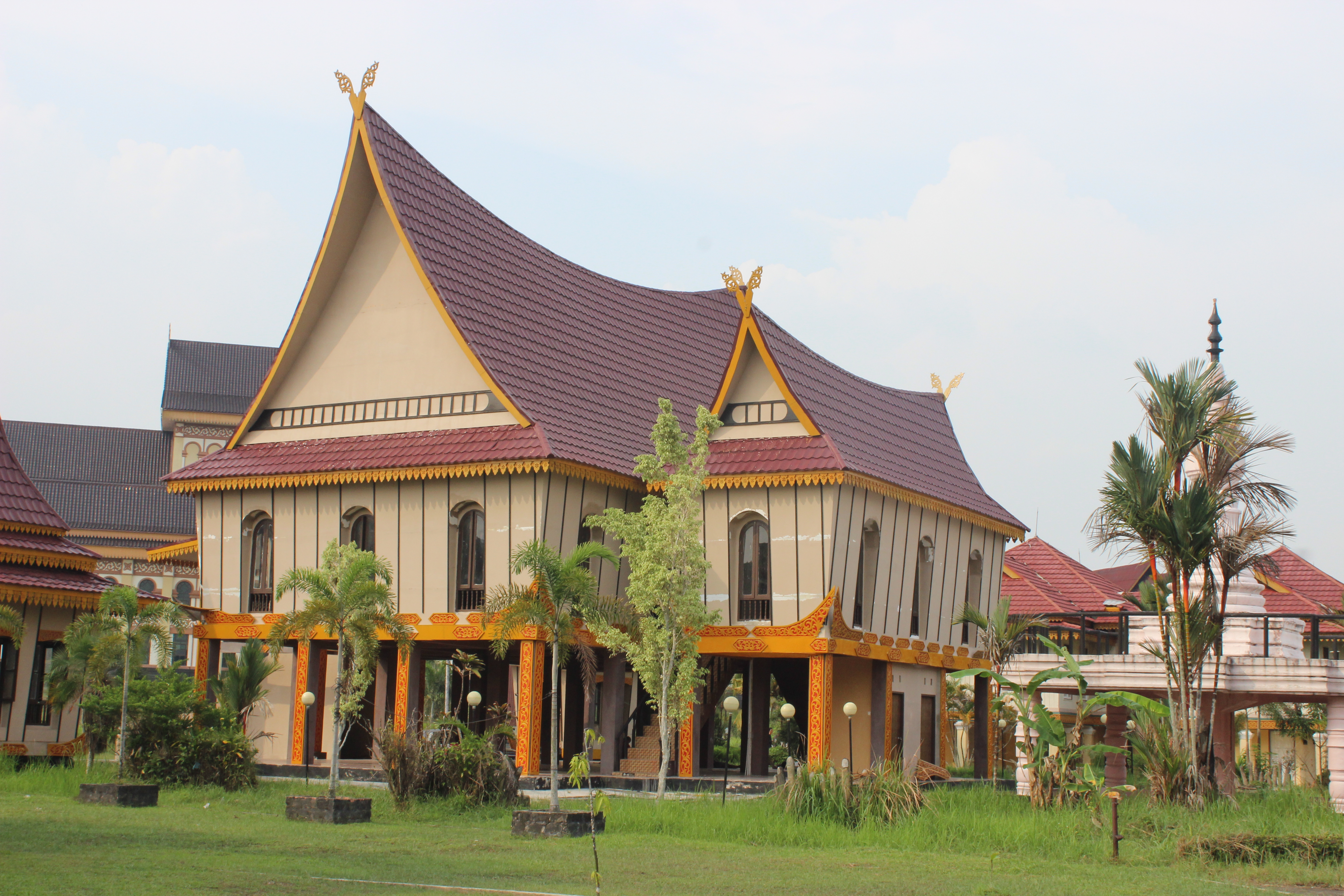
인도네시아 수마트라 리아우주의 전통 말레이시아 인도네시아인 가옥, 루마 란창 또는 루마 론티오크 양식
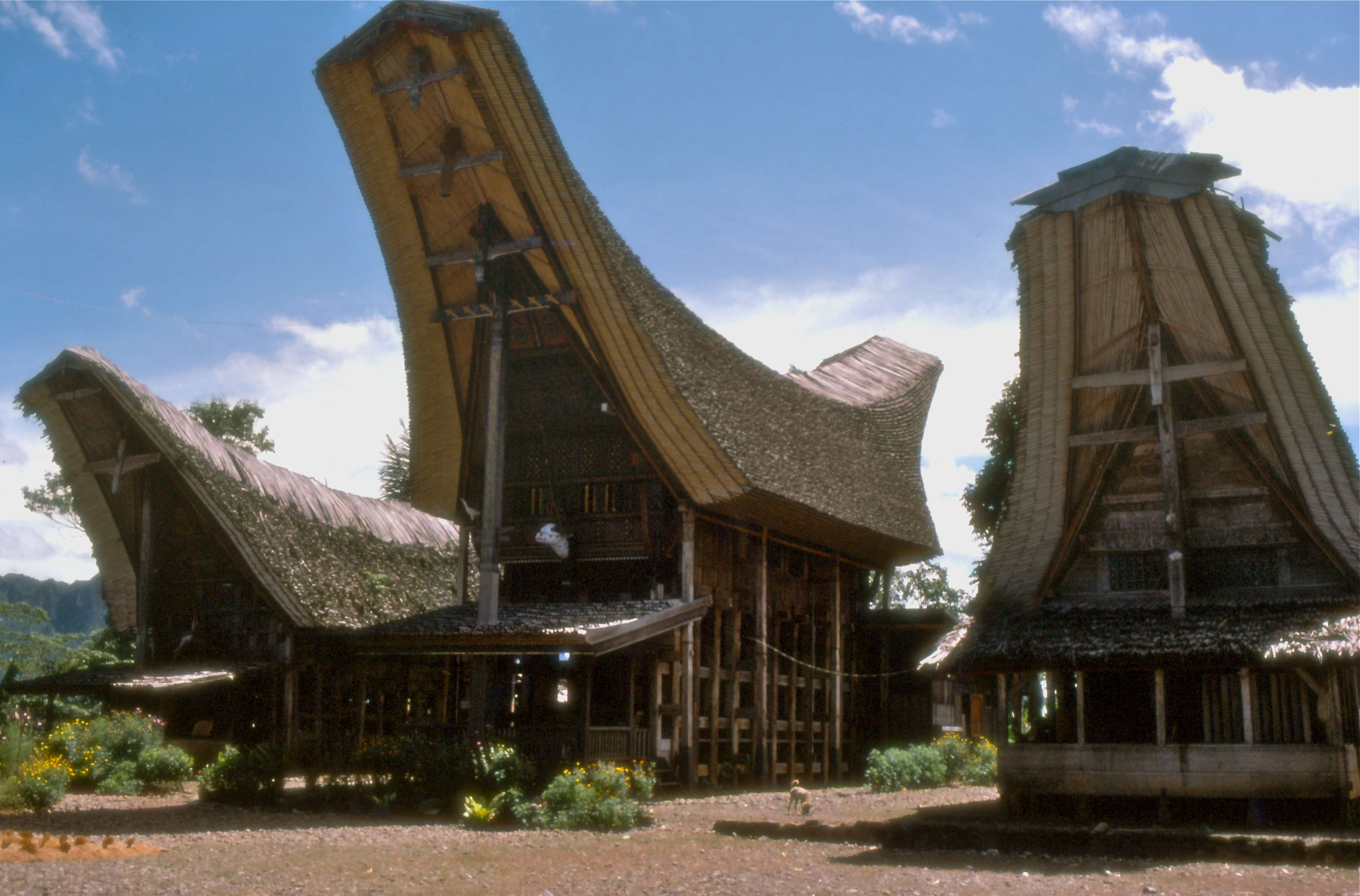
인도네시아 술라웨시 토라자족의 통코난 가옥
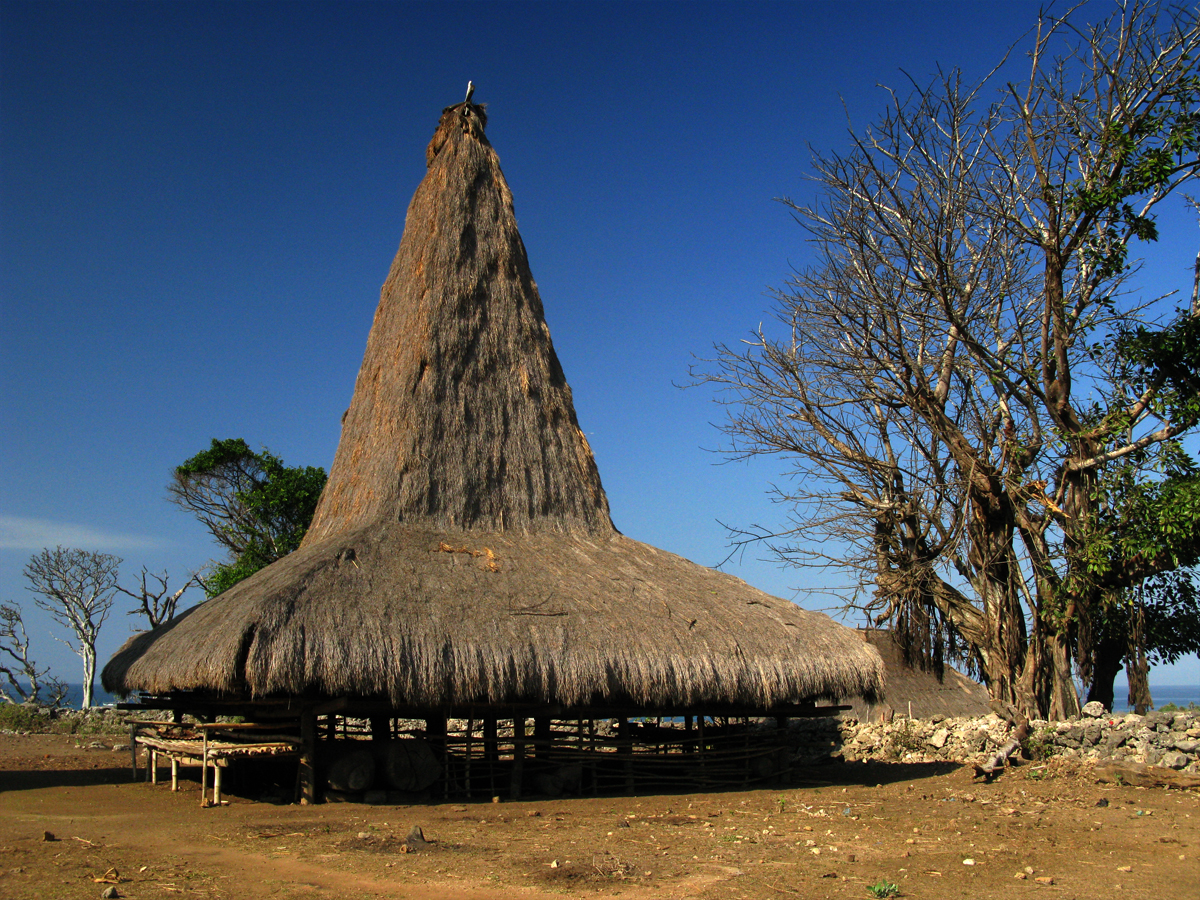
인도네시아 동누사틍가라주의 전통 가옥, 숨바 가옥
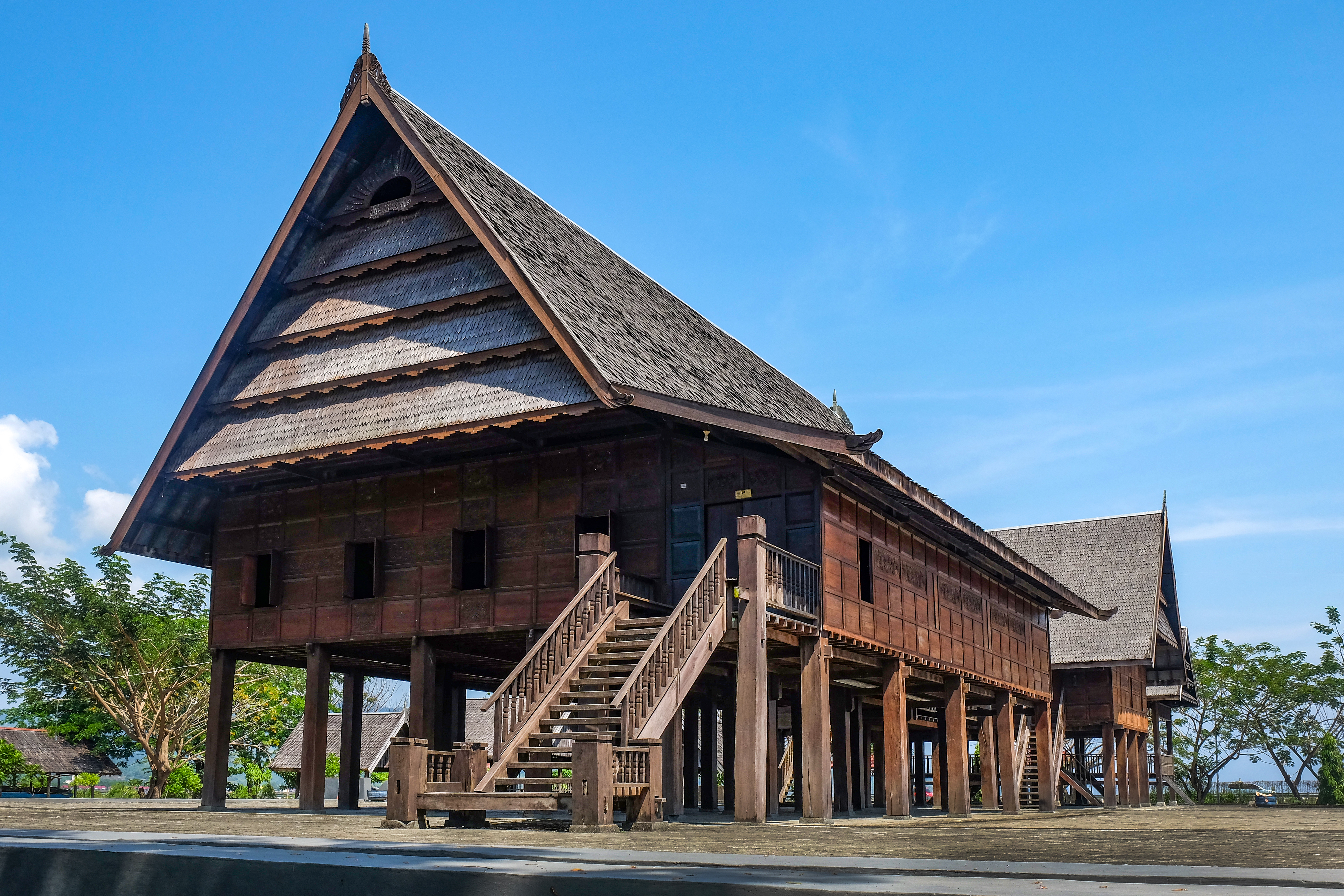
인도네시아 서술라웨시주의 전통 가옥, 마무주 가옥
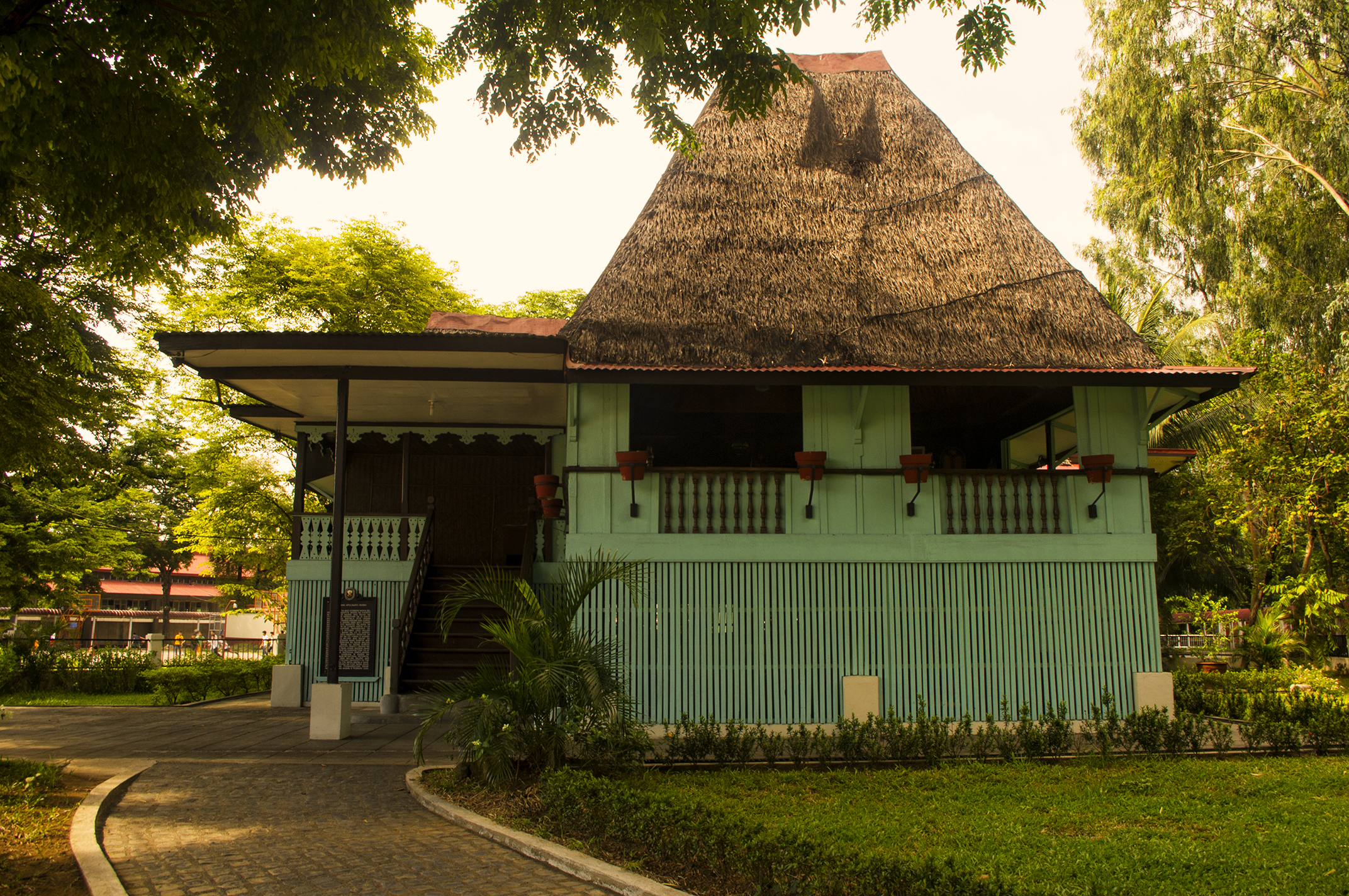
필리핀의 전통 가옥 바하이 쿠보
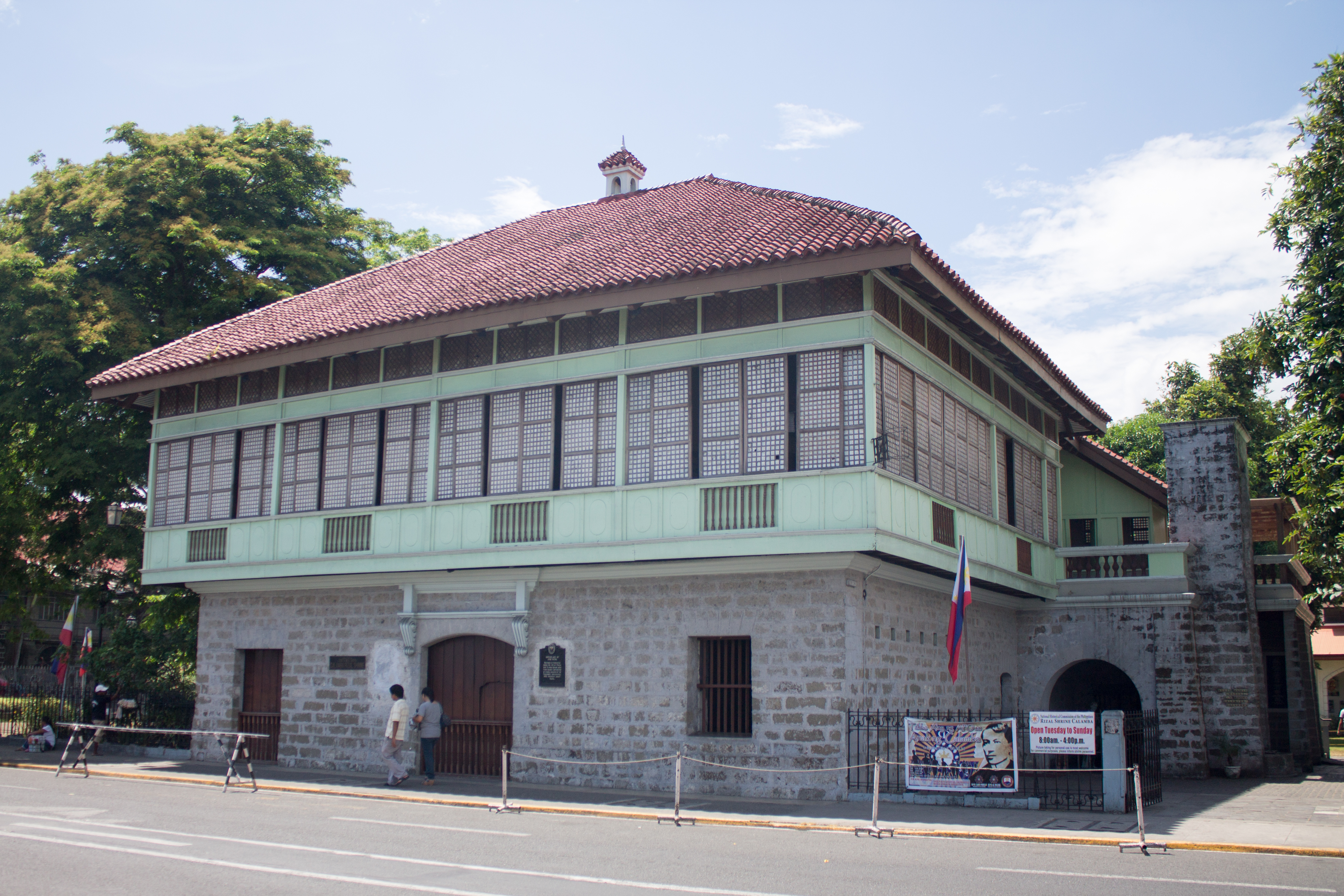
필리핀의 바하이 나 바토
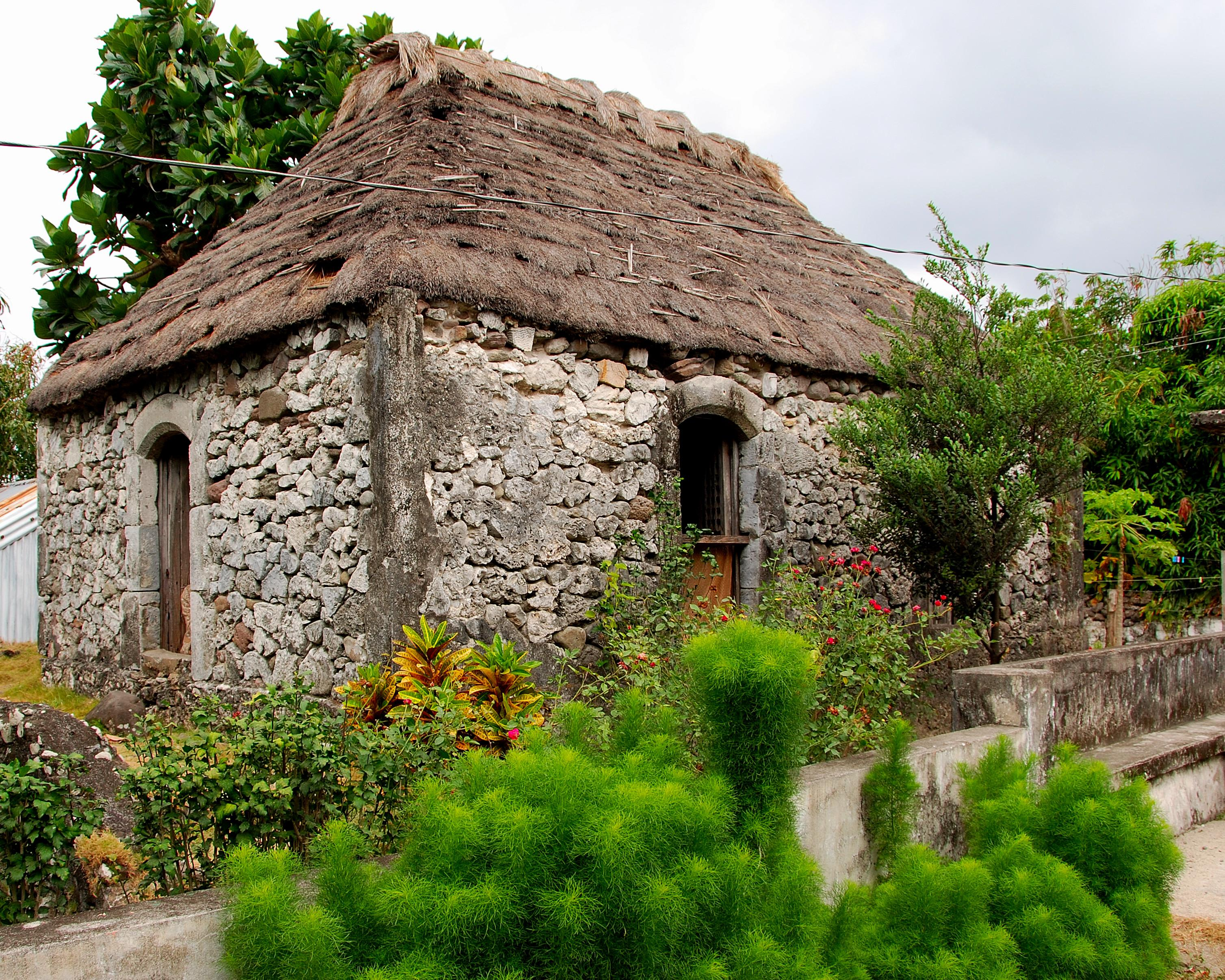
필리핀 바타네스주의 이바탄족 석조 가옥
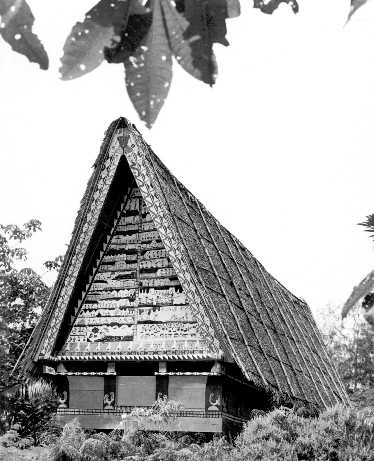
팔라우인의 바이 회의장
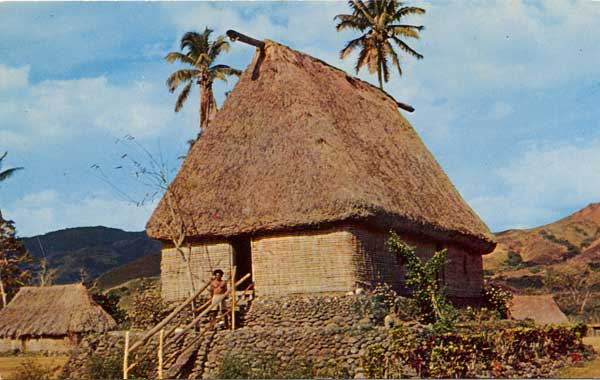
피지인의 부레
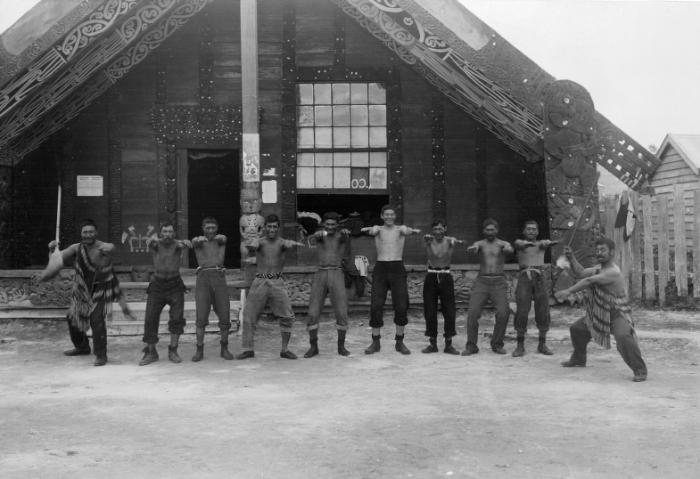
1908년 뉴질랜드 테 파파이오우루 마라에의 마오리족 회의장 와레누이
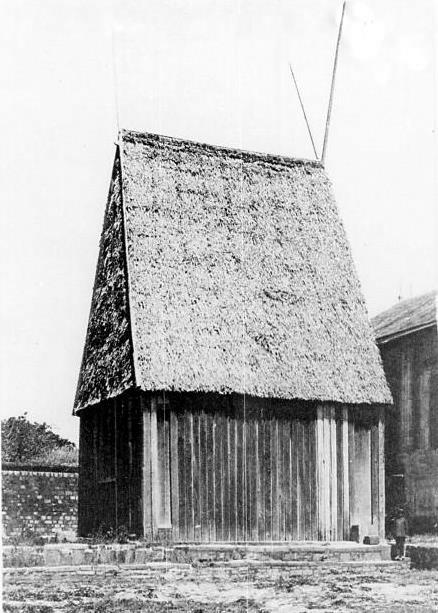
마다가스카르 메리나인의 베사카나

### 오스트레일리아

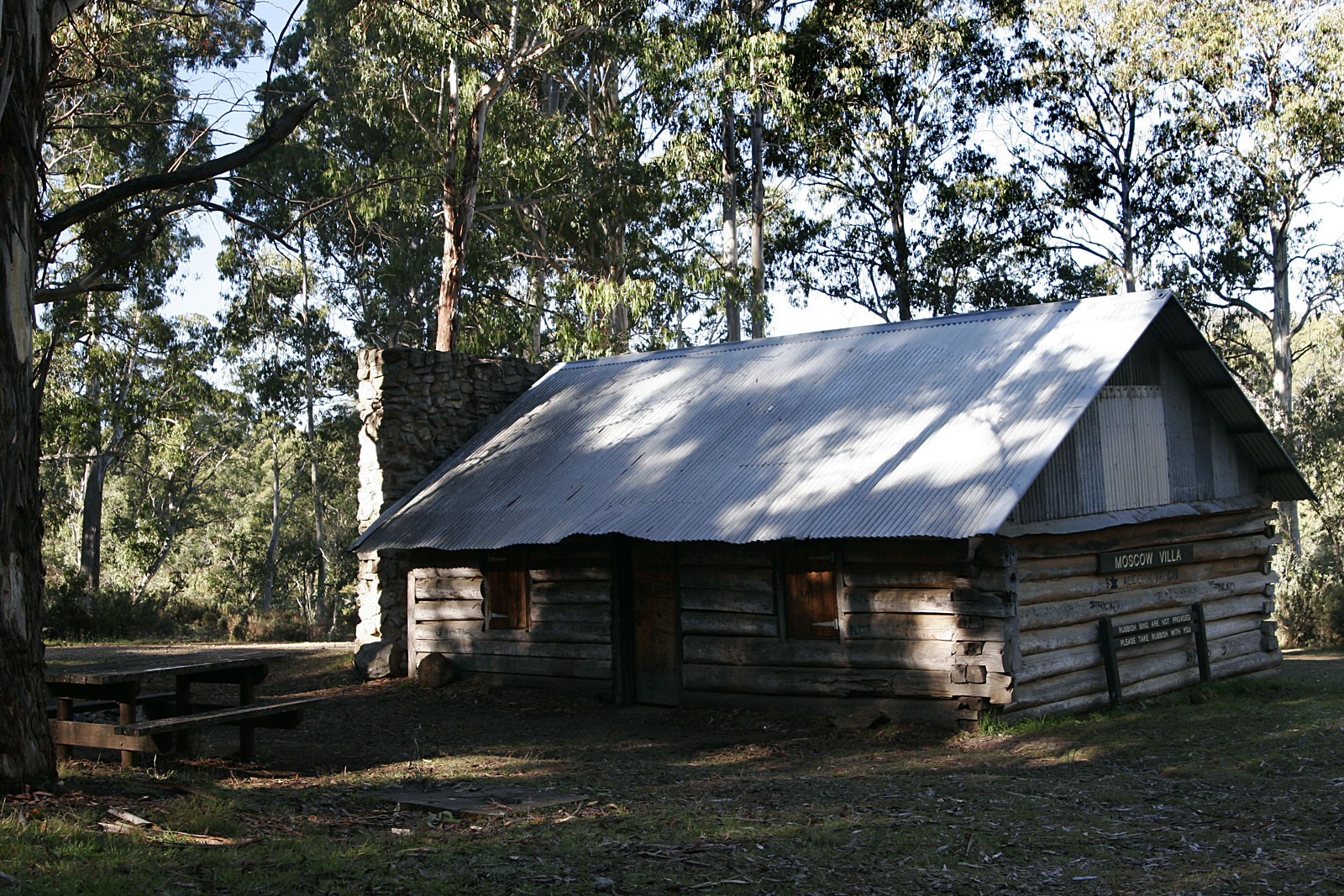
오스트레일리아 빅토리아주 알프스의 모스크바 빌라 오두막
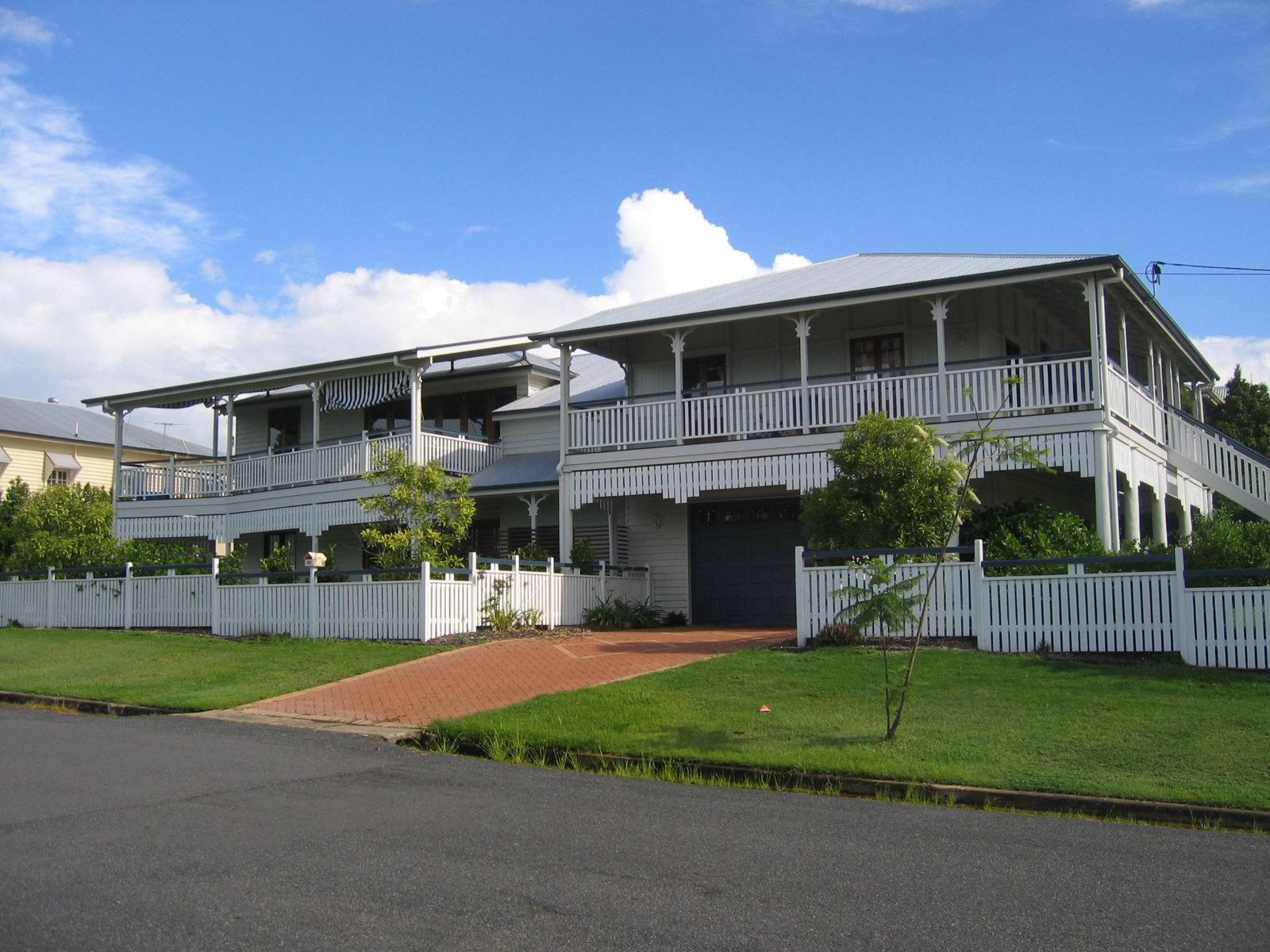
오스트레일리아 브리즈번의 퀸즐랜더
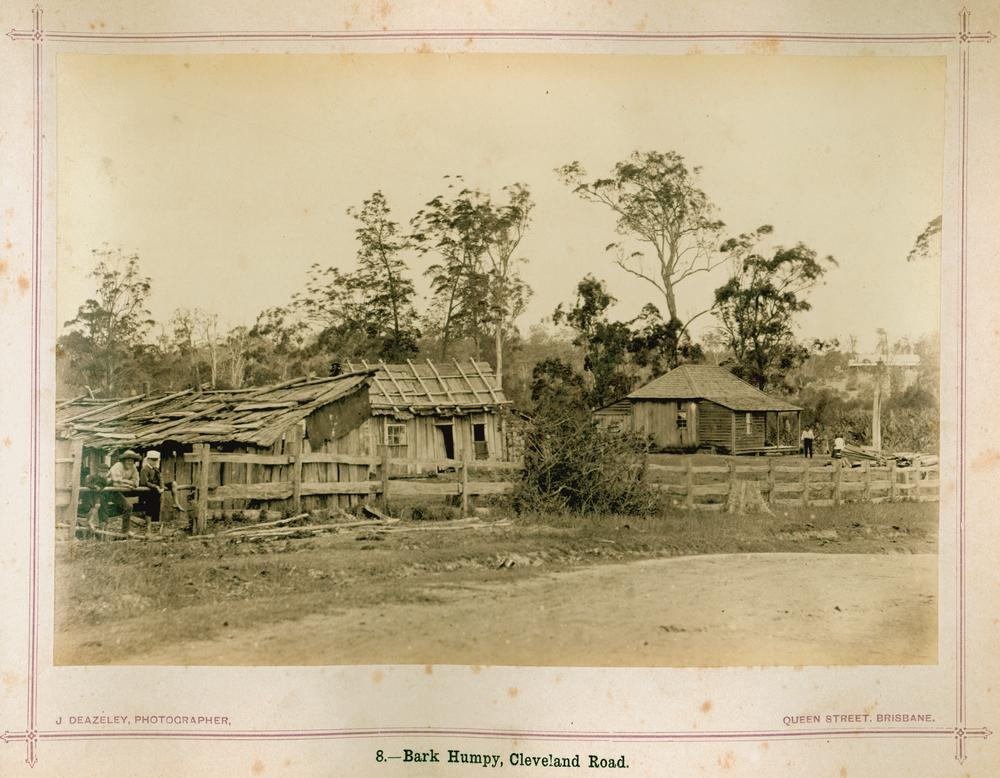
1874년 브리즈번 클리블랜드 도로의 험피 - 종종 임시적으로 나무껍질이나 다른 이용 가능한 재료로 만든 구조물

### 유럽

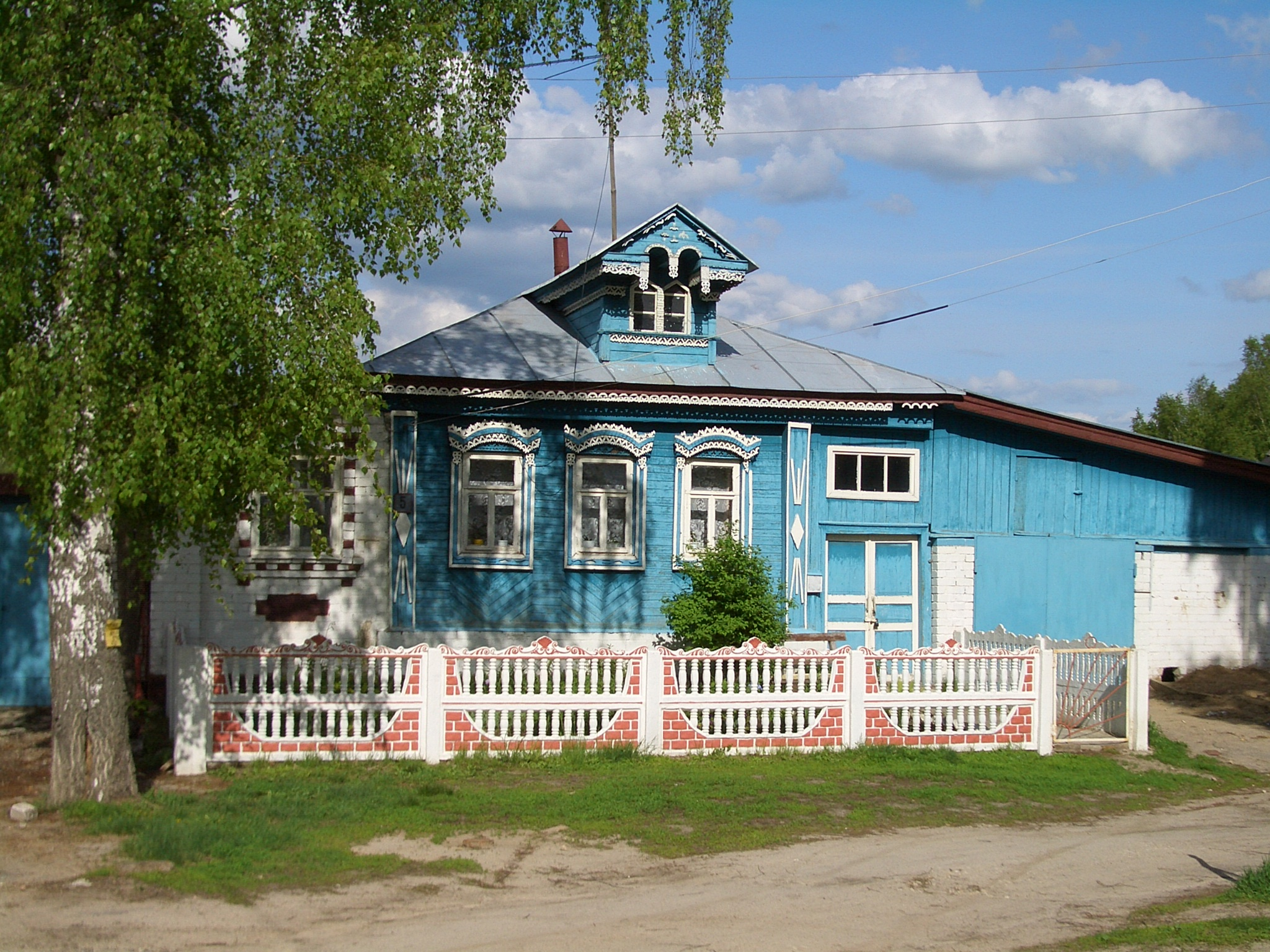
러시아 크스토보 근처의 전통적인 마을 가옥
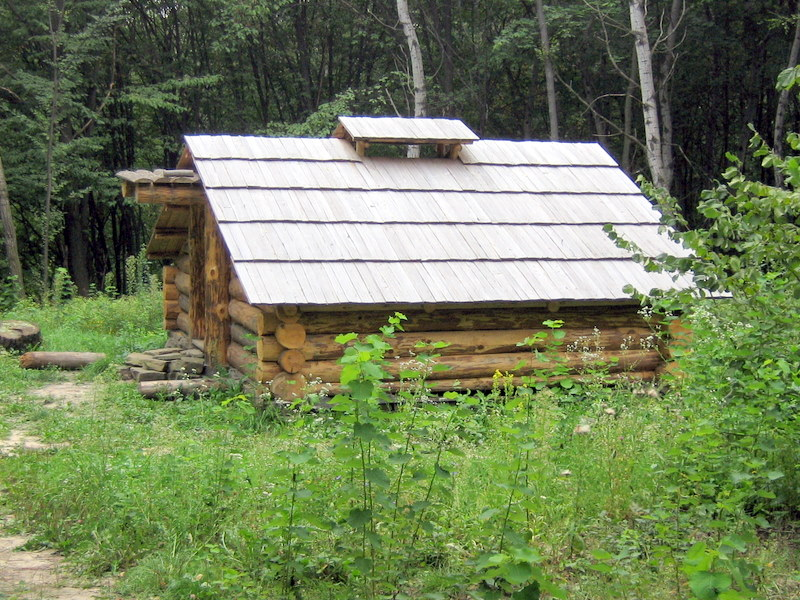
우크라이나 페레야슬라우 민속 건축 박물관의 벌목꾼 산악 통나무집
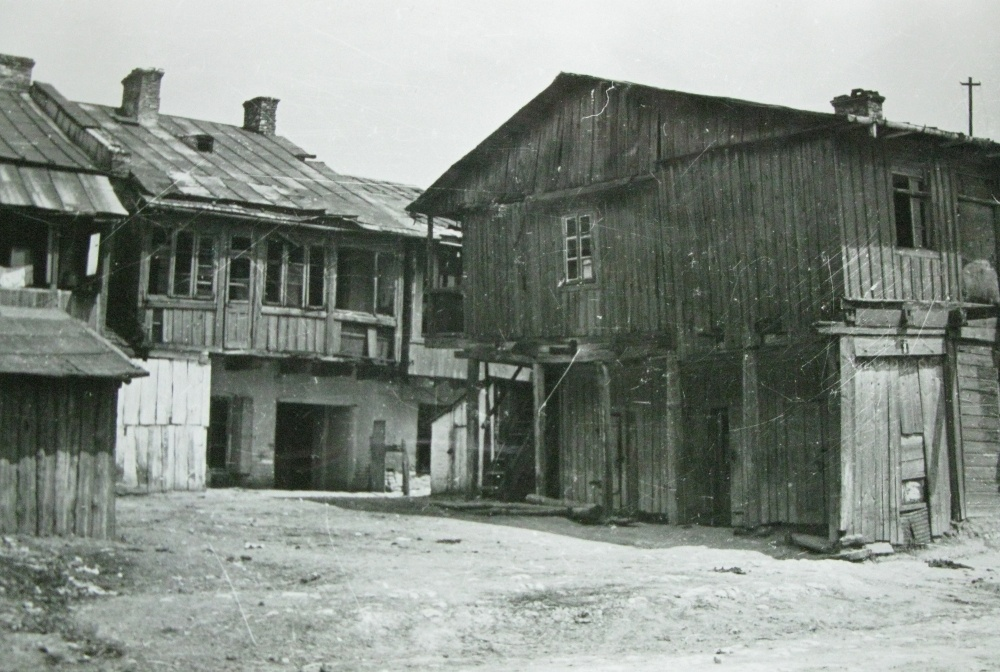
2차 세계 대전 이전 폴란드 비하바의 유대인 마을
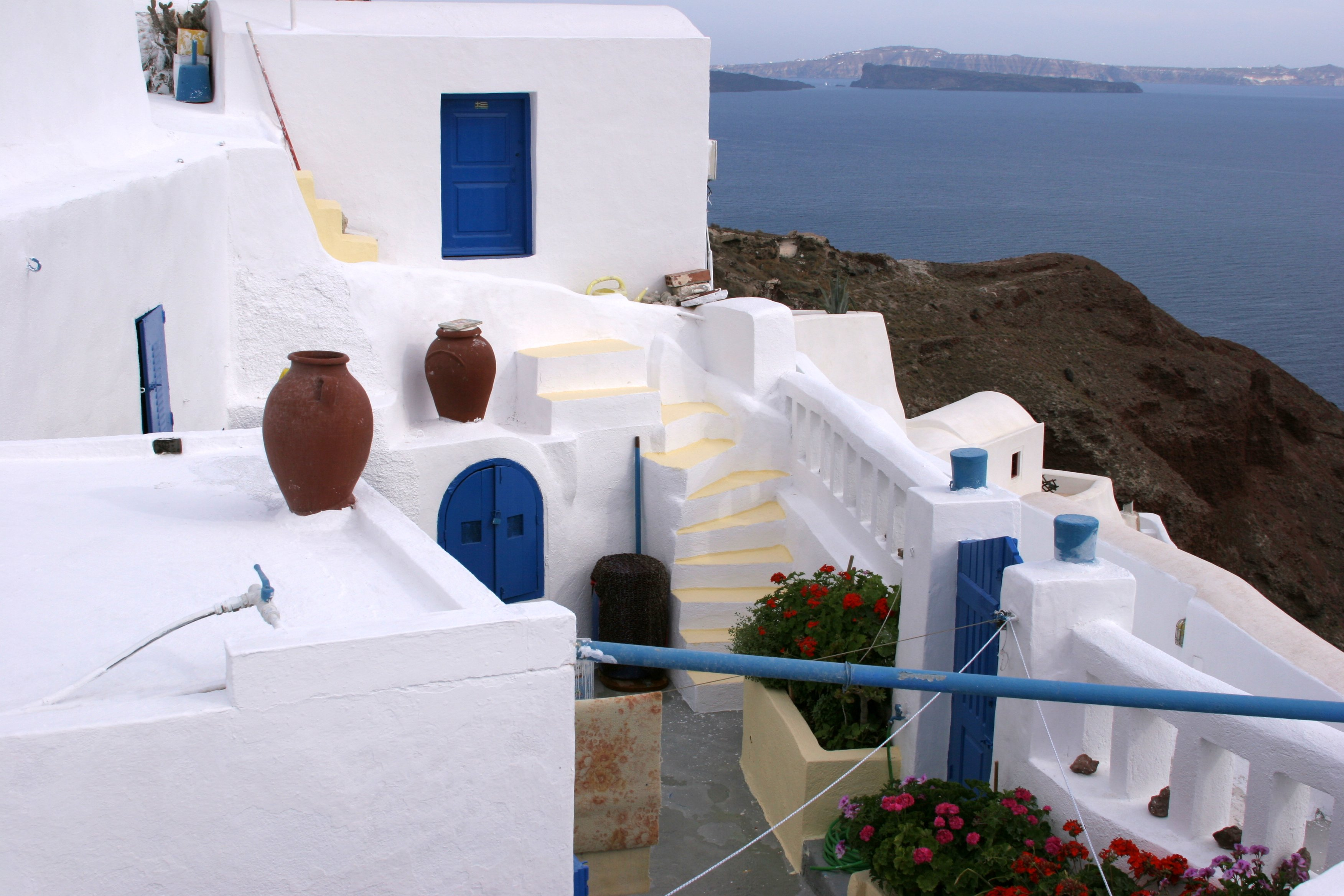
그리스의 많은 에게해 제도에서 흔히 볼 수 있는 두꺼운 벽의 백토 칠한 가옥
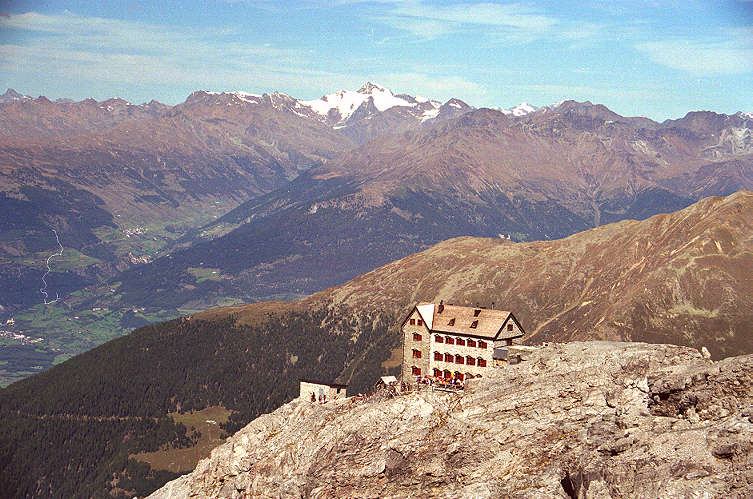
이탈리아 오르틀레스 알프스의 파이어휘테
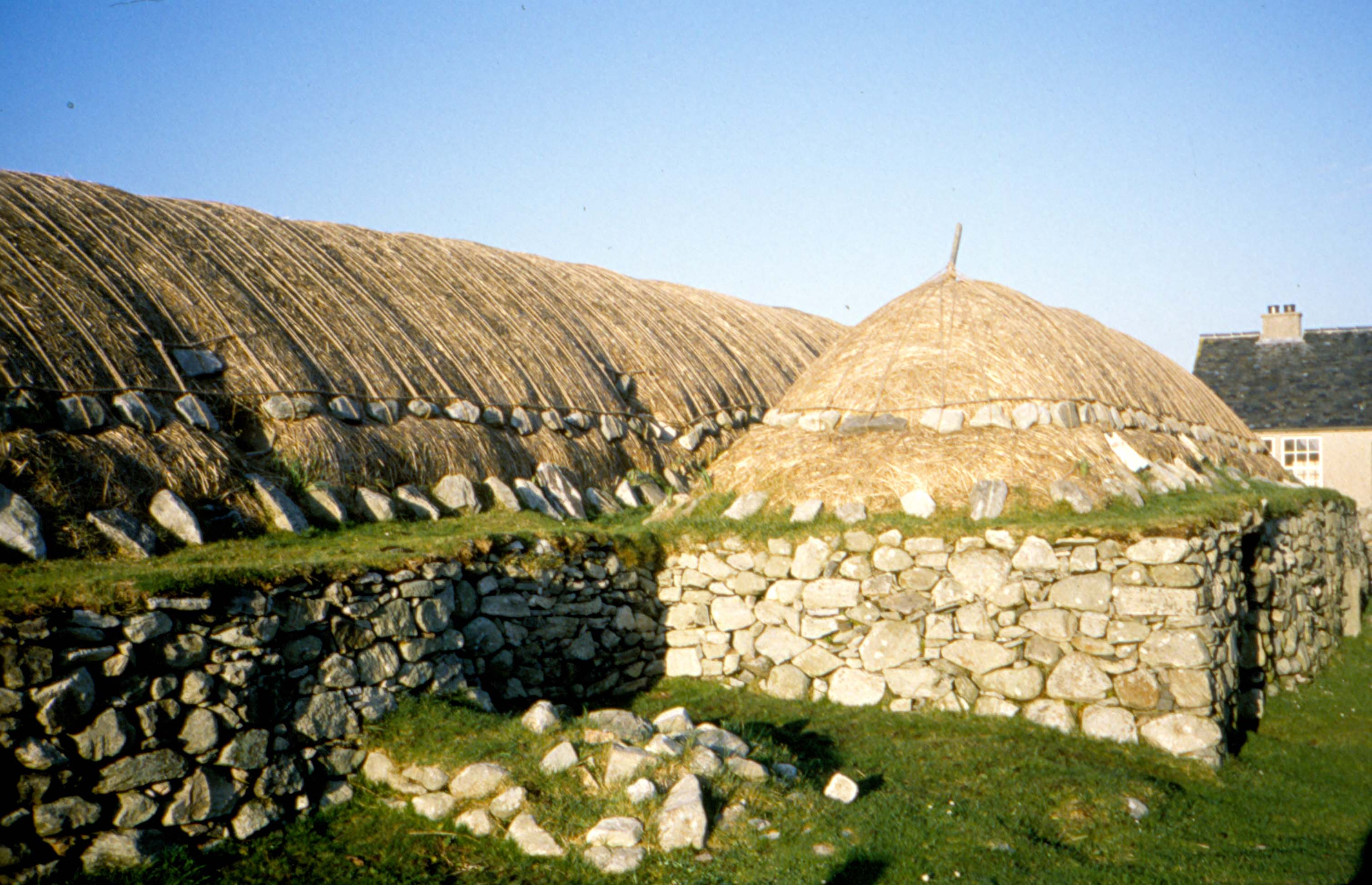
스코틀랜드 루이스섬 아르놀의 블랙하우스 박물관
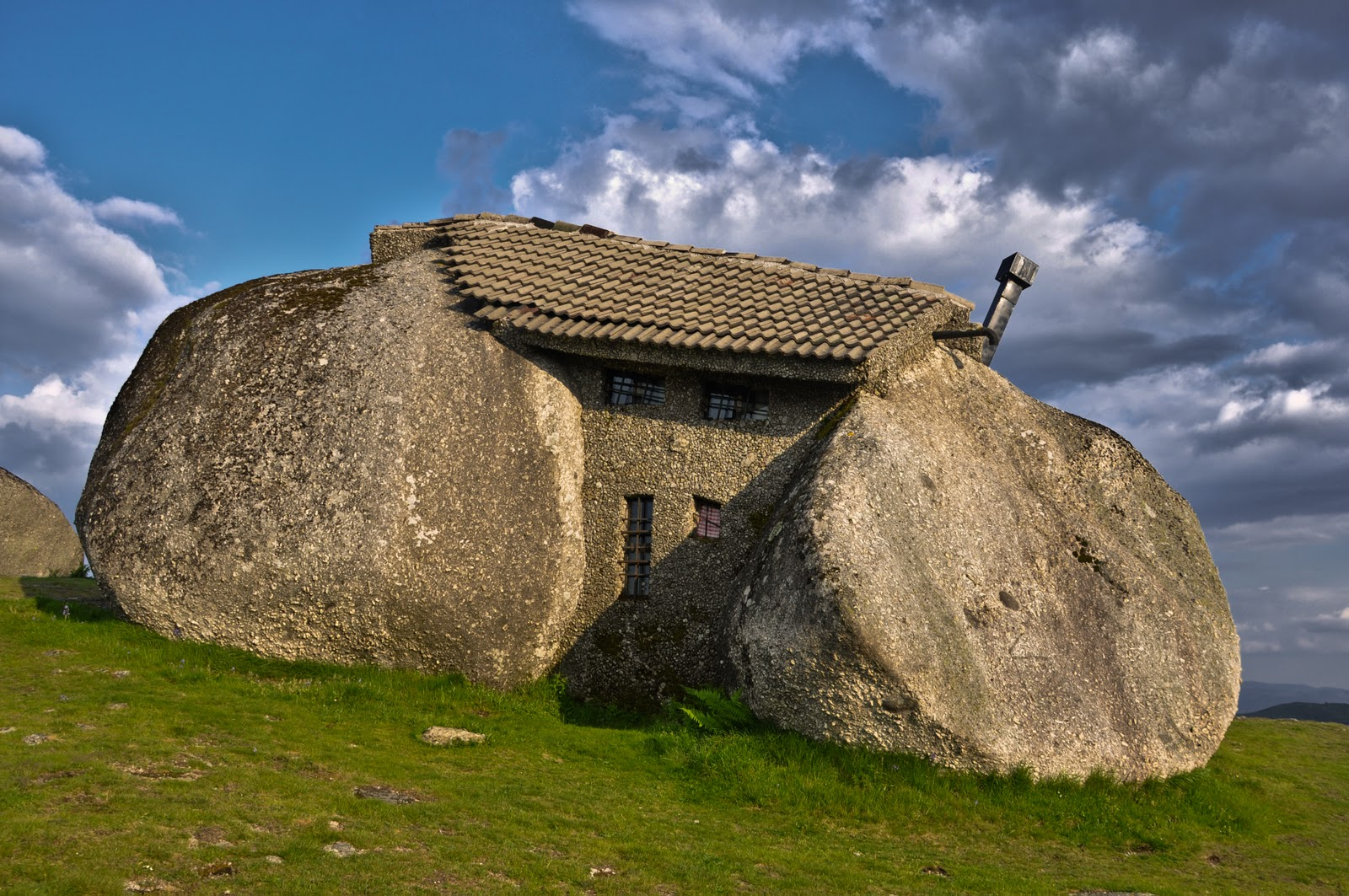
포르투갈의 카사 두 페네도
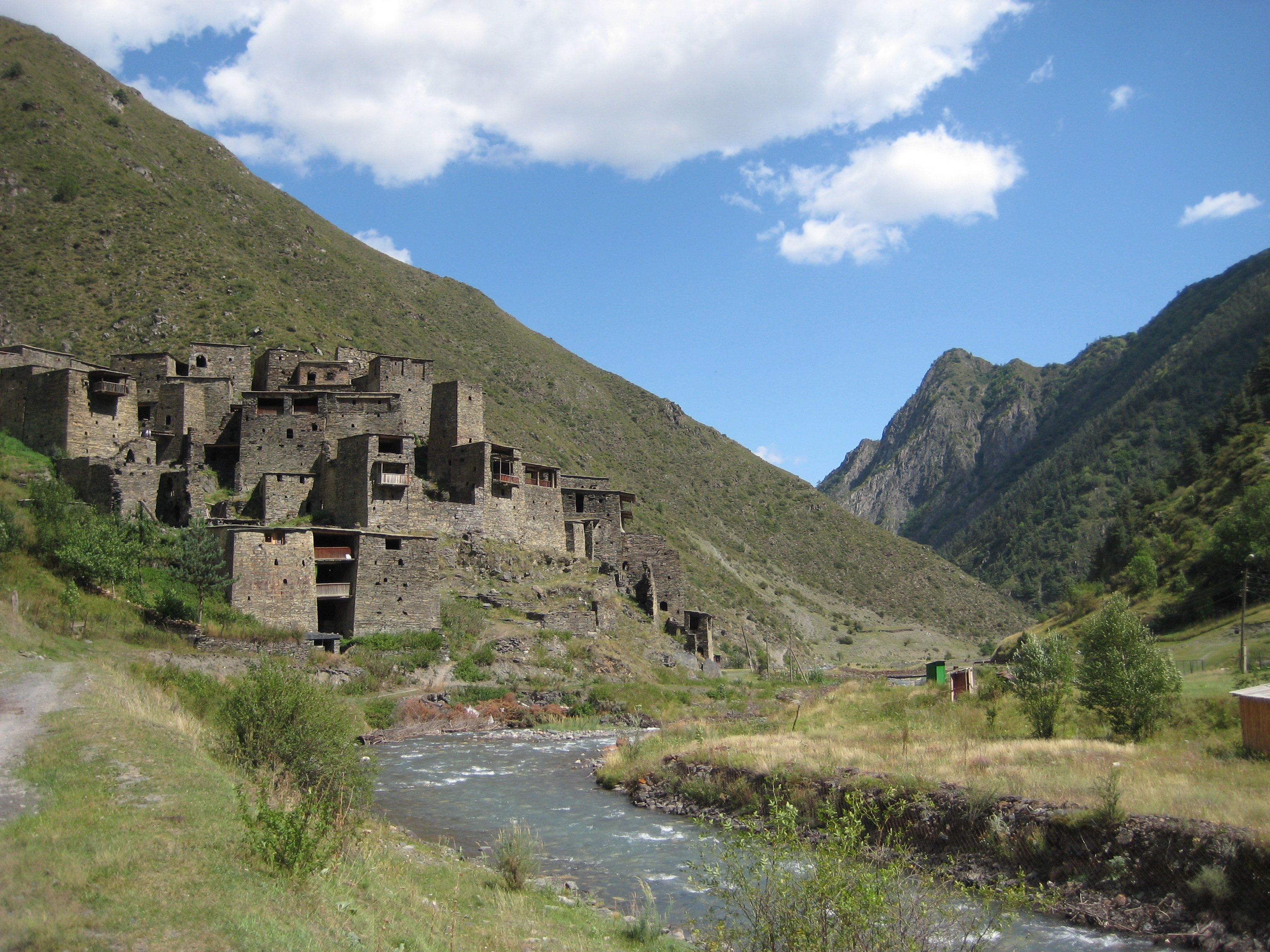
조지아 샤틸리의 방어 주거지
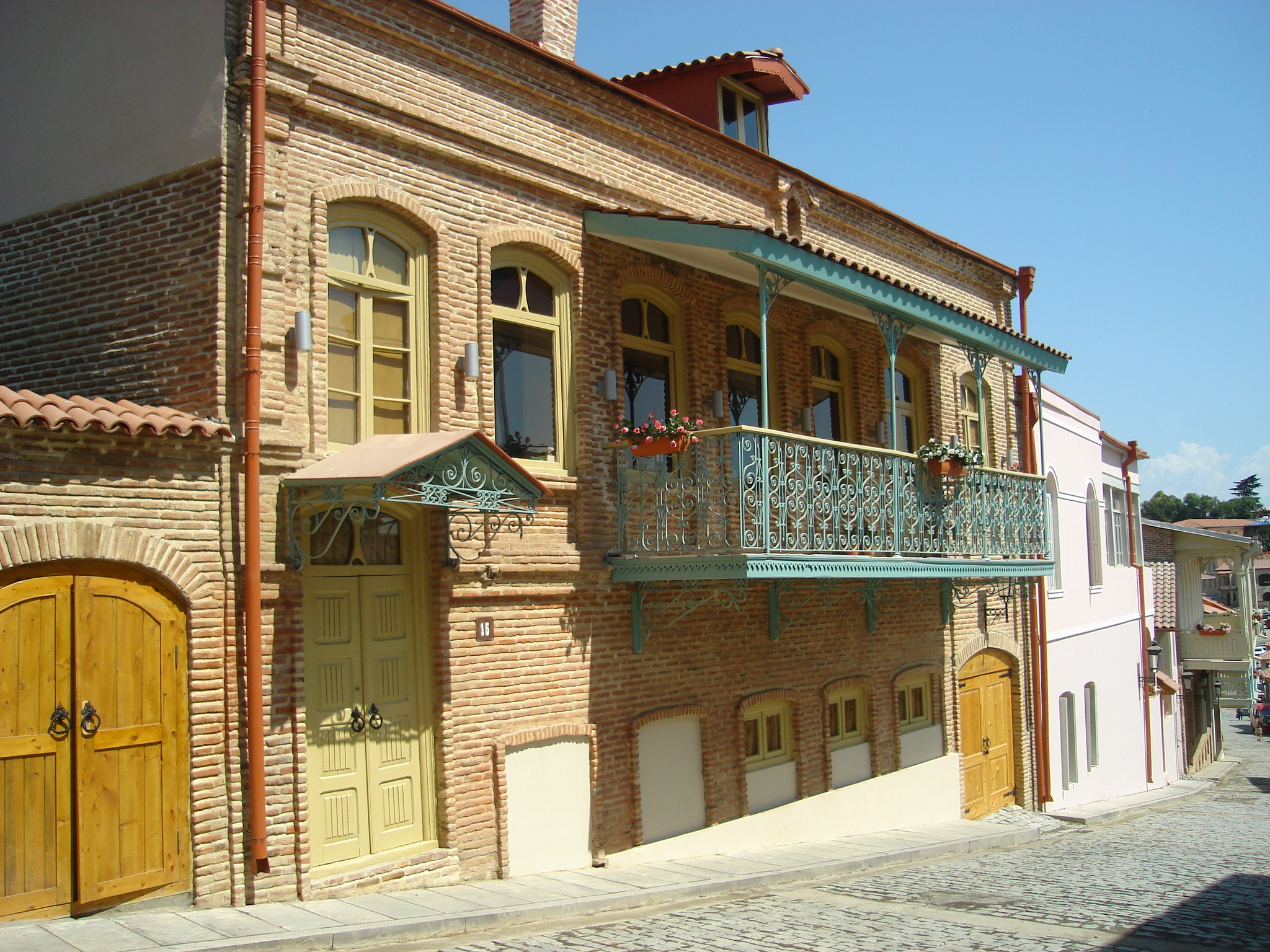
조지아 시그나기의 옛 가옥
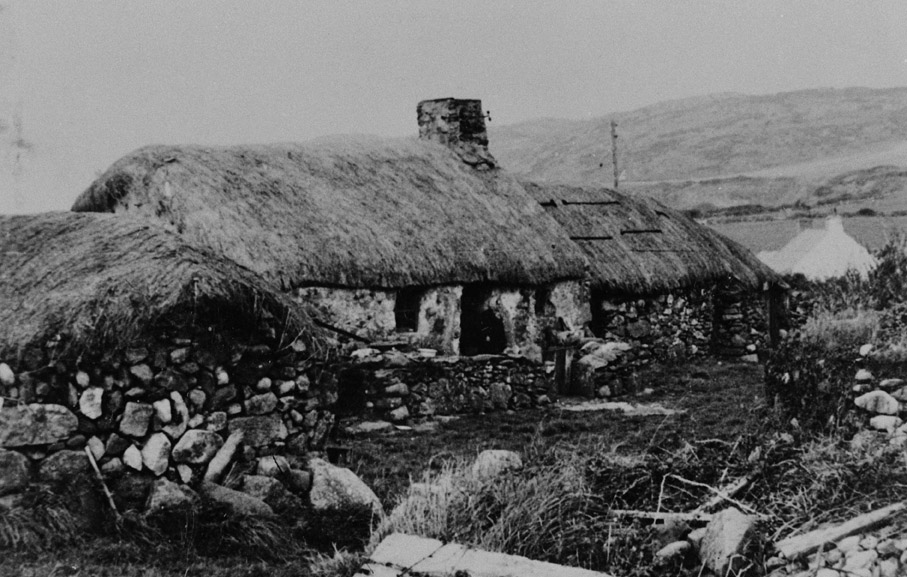
16세기부터 거슬러 올라가는 스와탄이라는 웨일스 초가 지붕 롱하우스. 앵글시
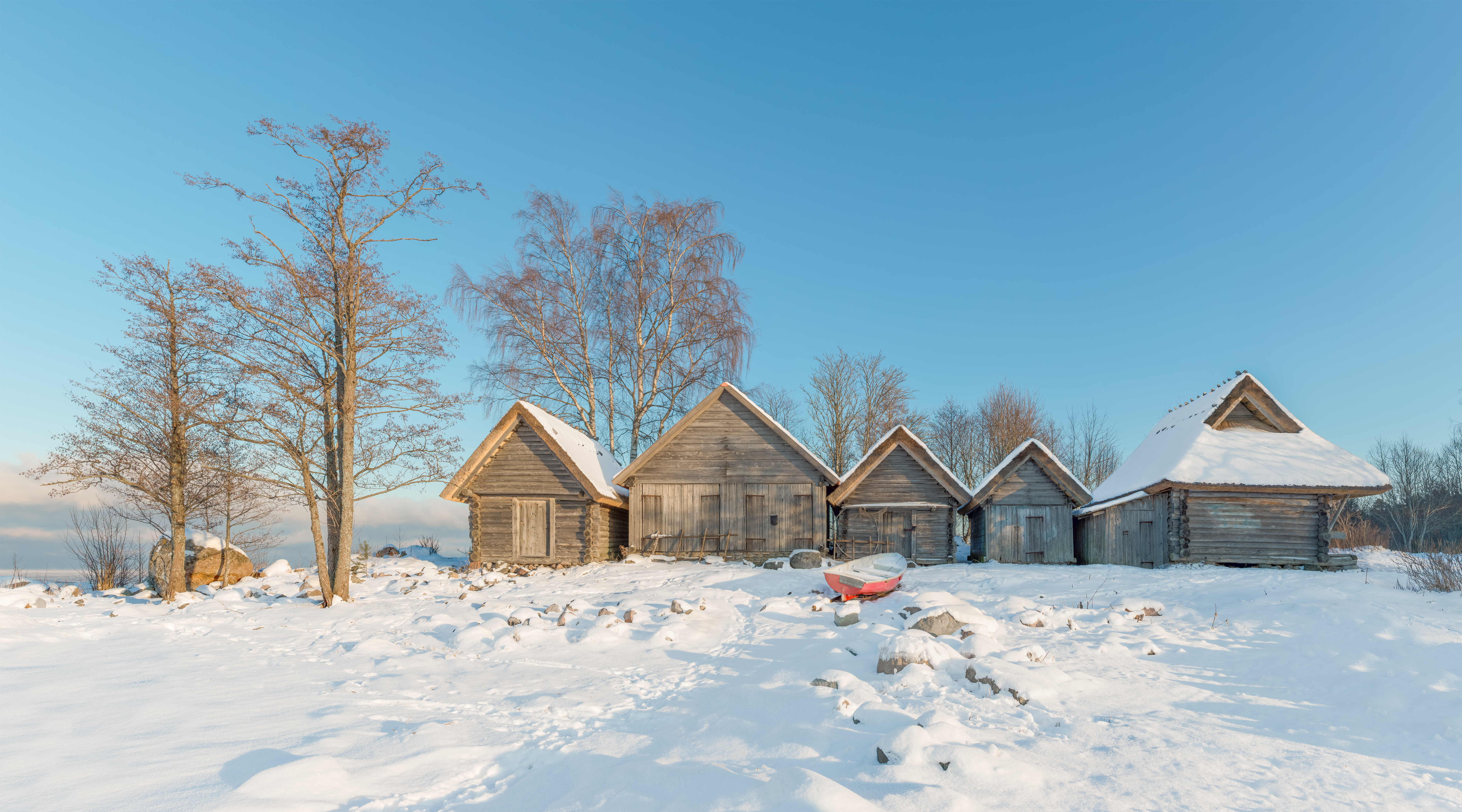
에스토니아 알트야의 어부 오두막
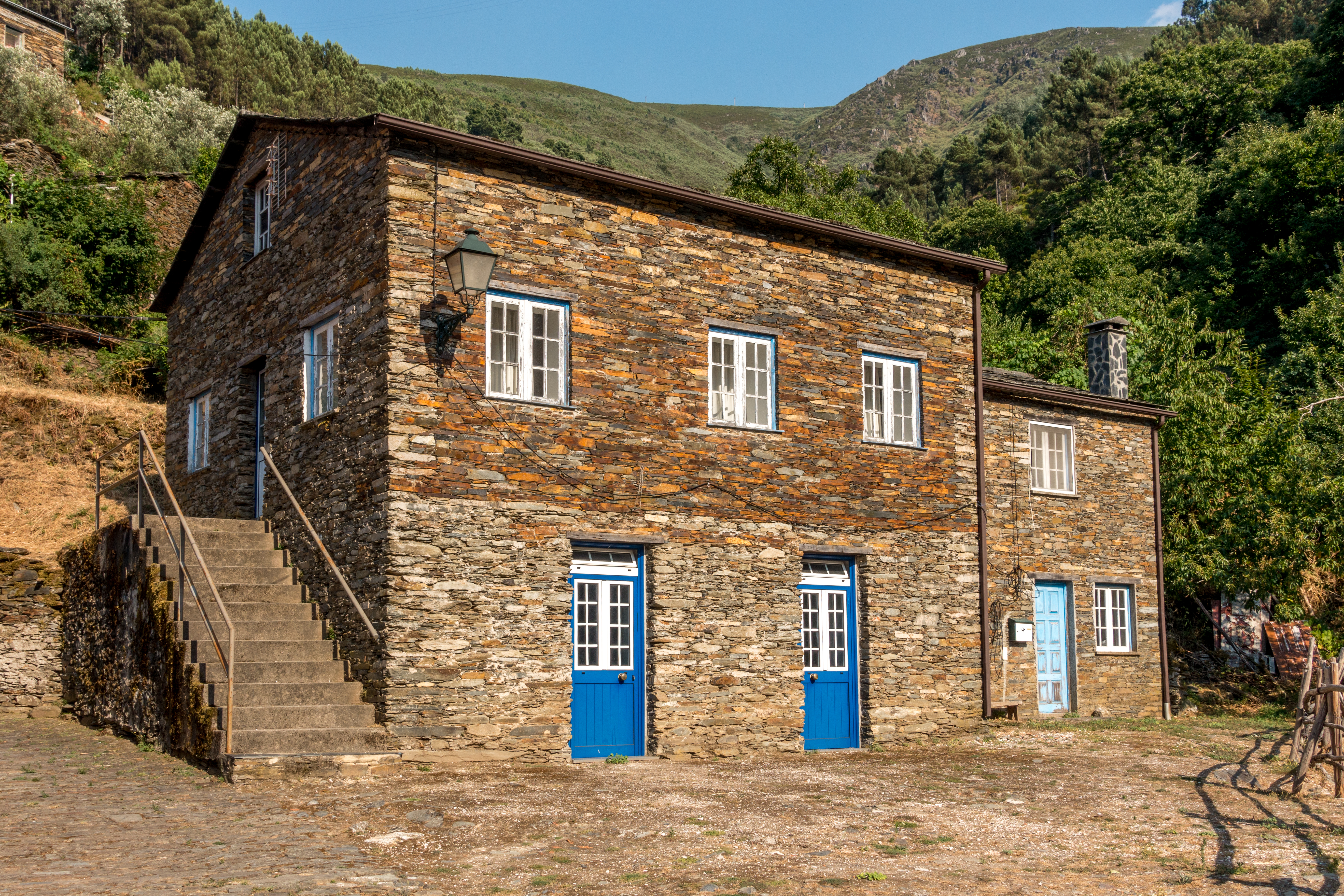
포르투갈 로잔 언덕의 셰일로 만든 가옥
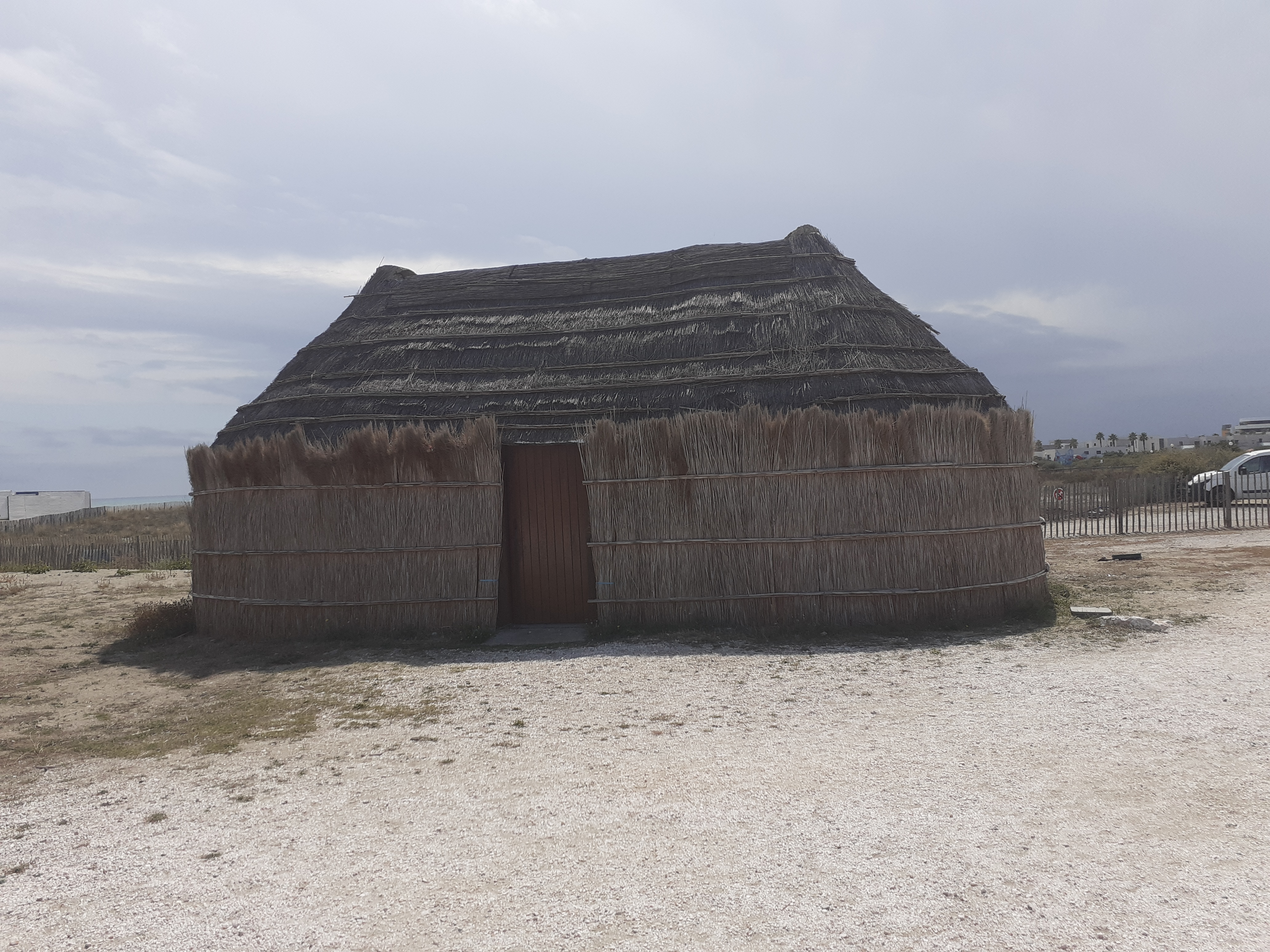
19세기 프랑스 르 바르카레스의 어부 오두막
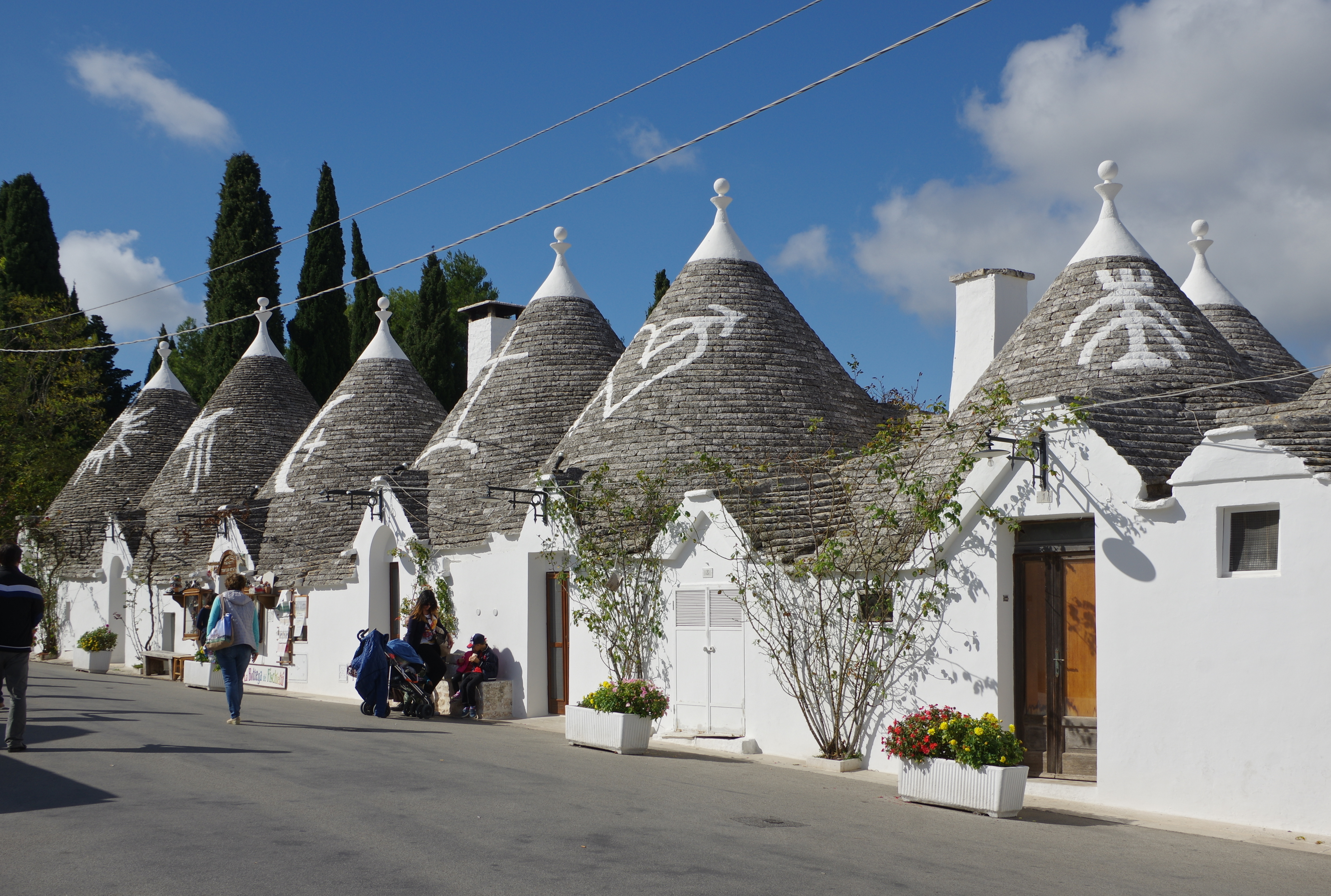
이탈리아 풀리아주의 트룰리
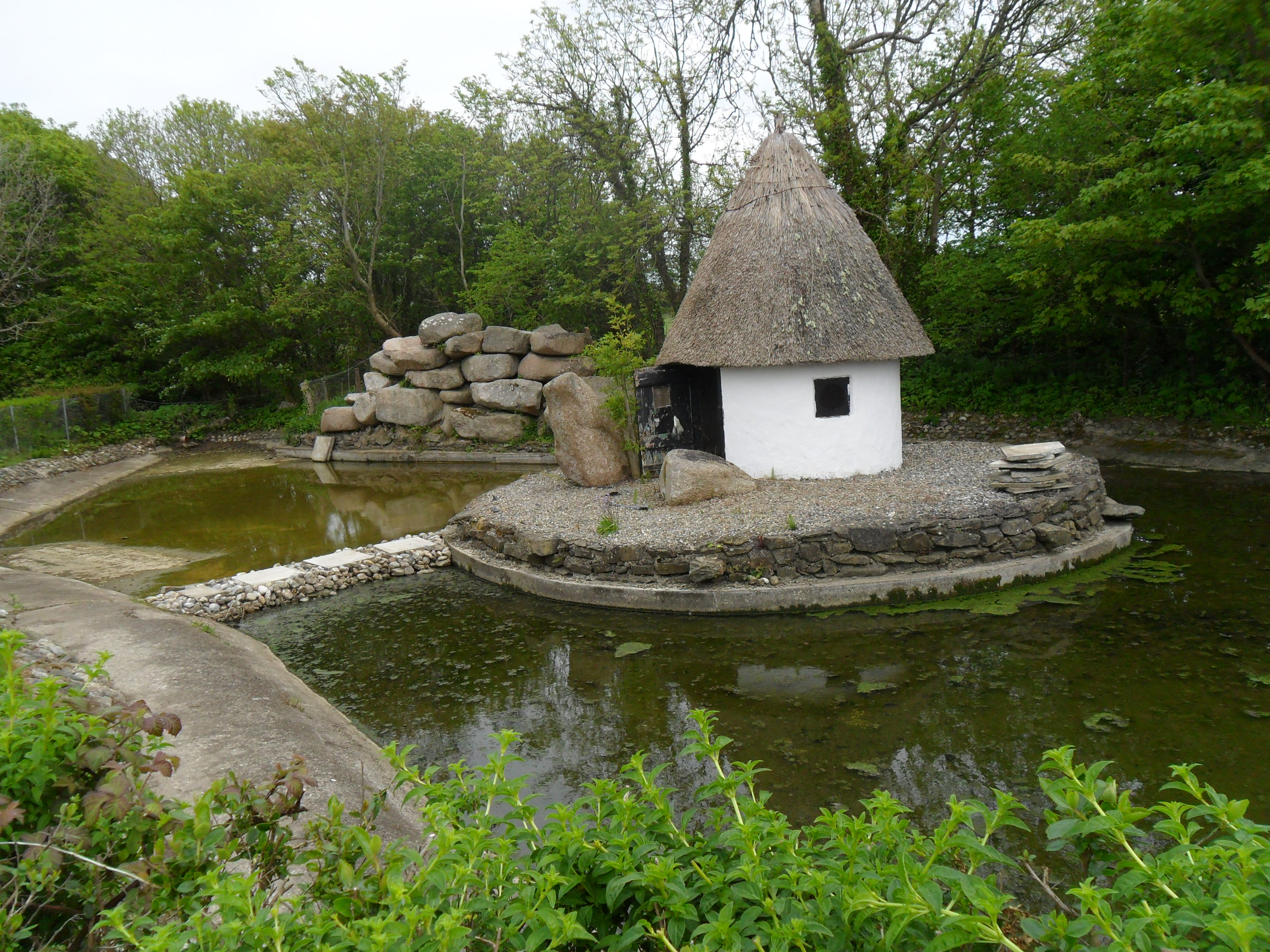
아일랜드 웩스퍼드주 타고아의 욜라 오두막
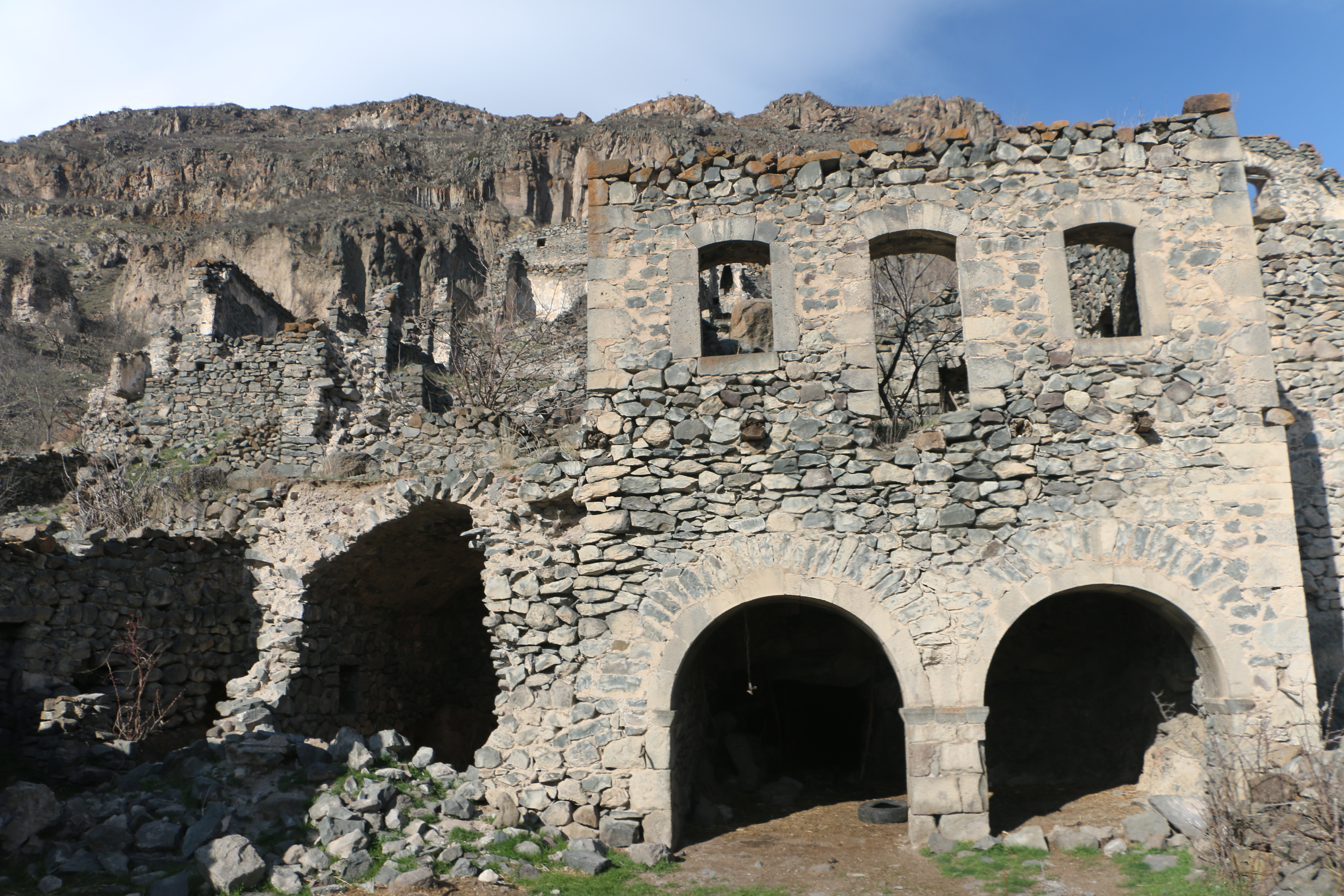
아르메니아 슈니크주 코트 (아르메니아) 마을의 옛 가옥
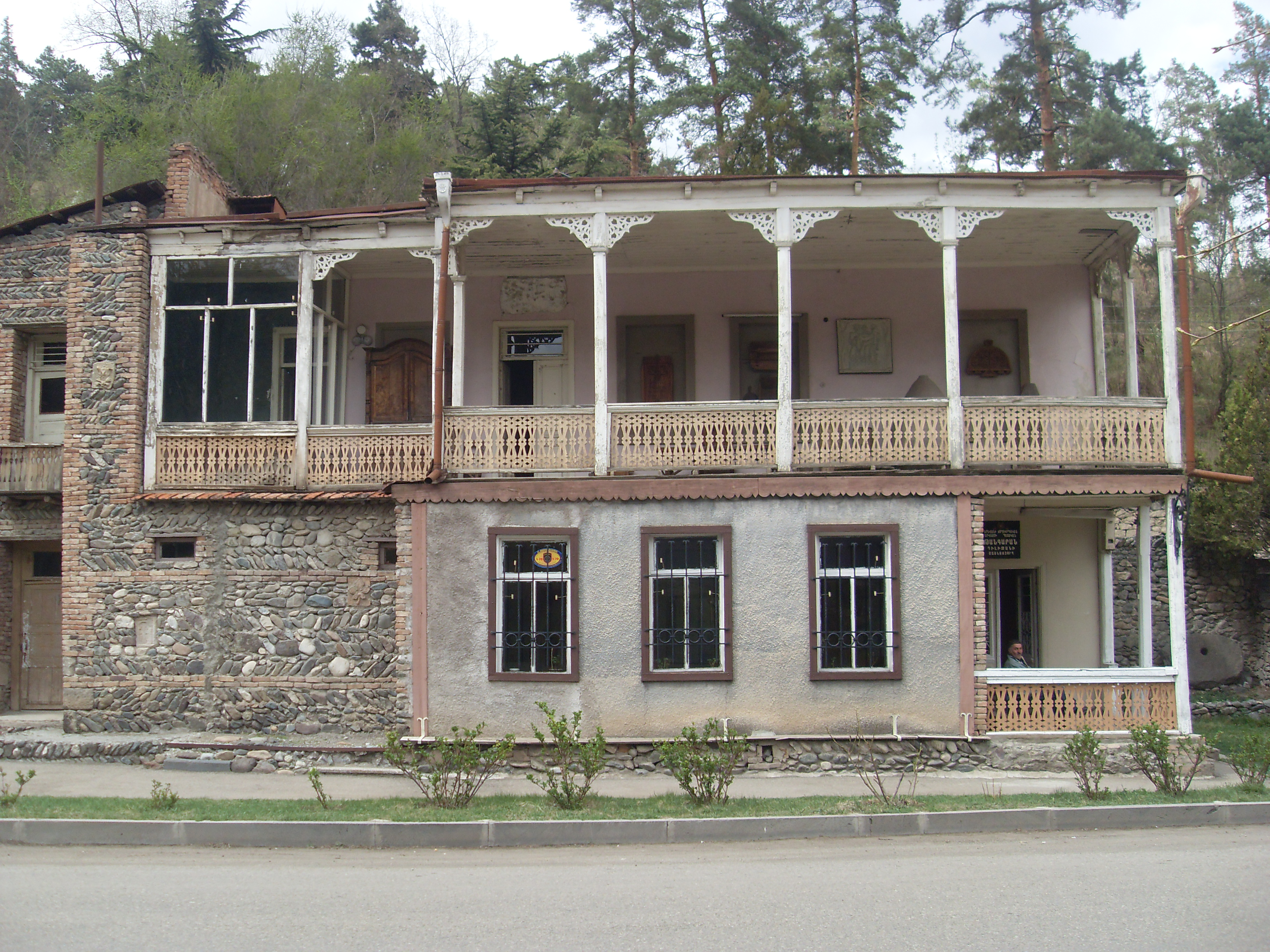
아르메니아 타부시주에 있는 전통 예술 딜리잔 박물관
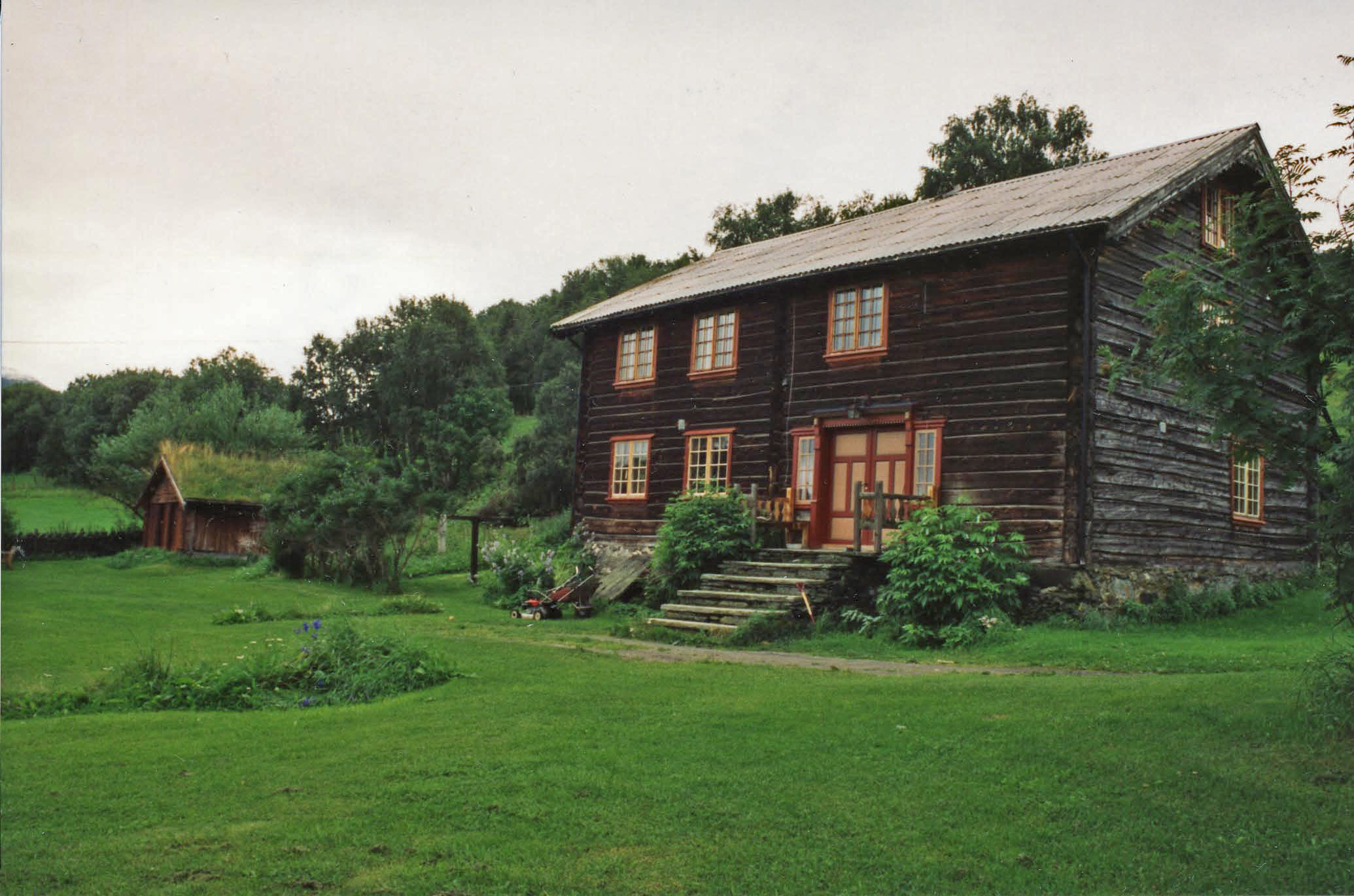
트뢰네르라네가 오프달 자치체에 있다. 노르웨이
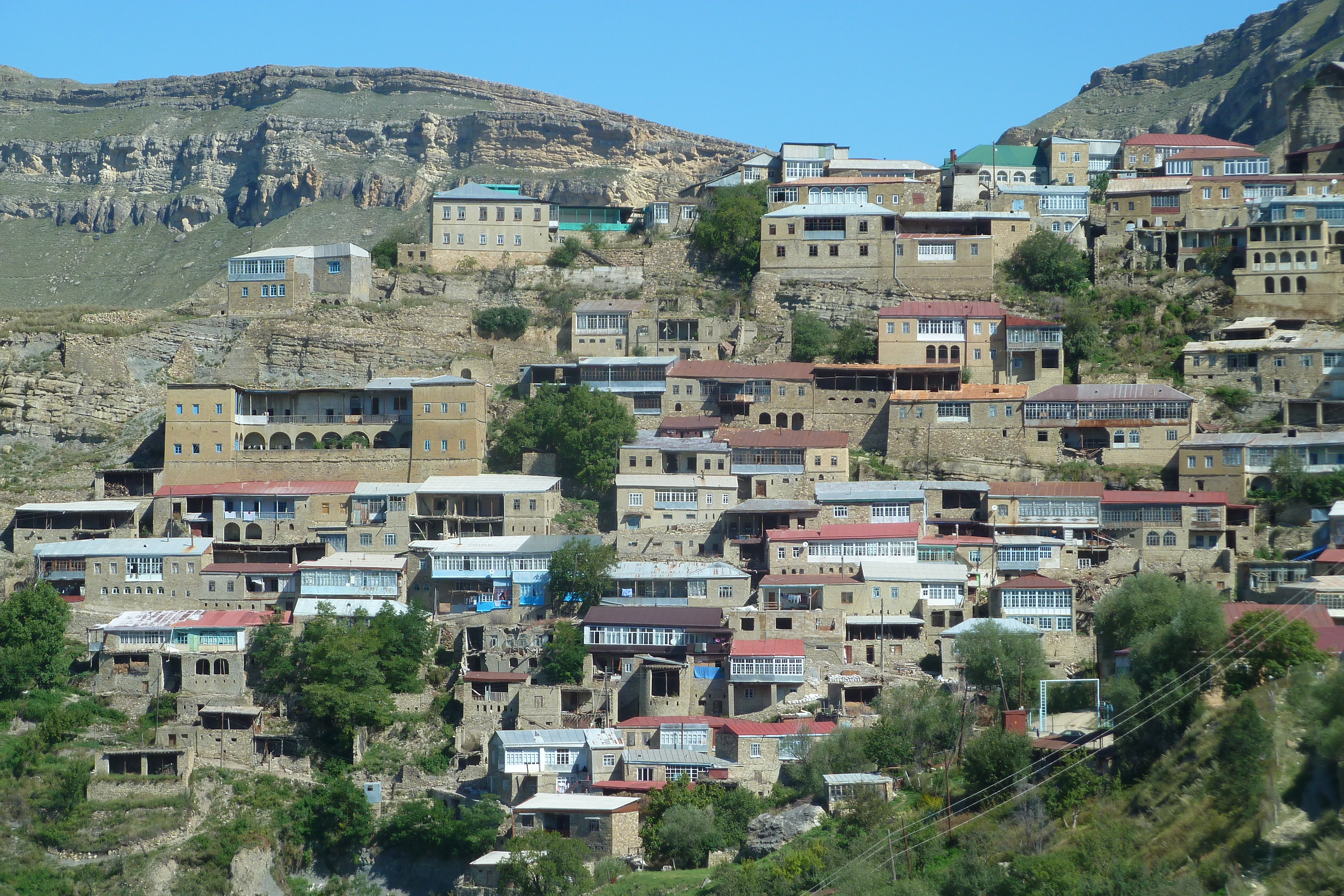
초흐 (다게스탄) 아울의 다게스탄 사클랴스

### 북아메리카

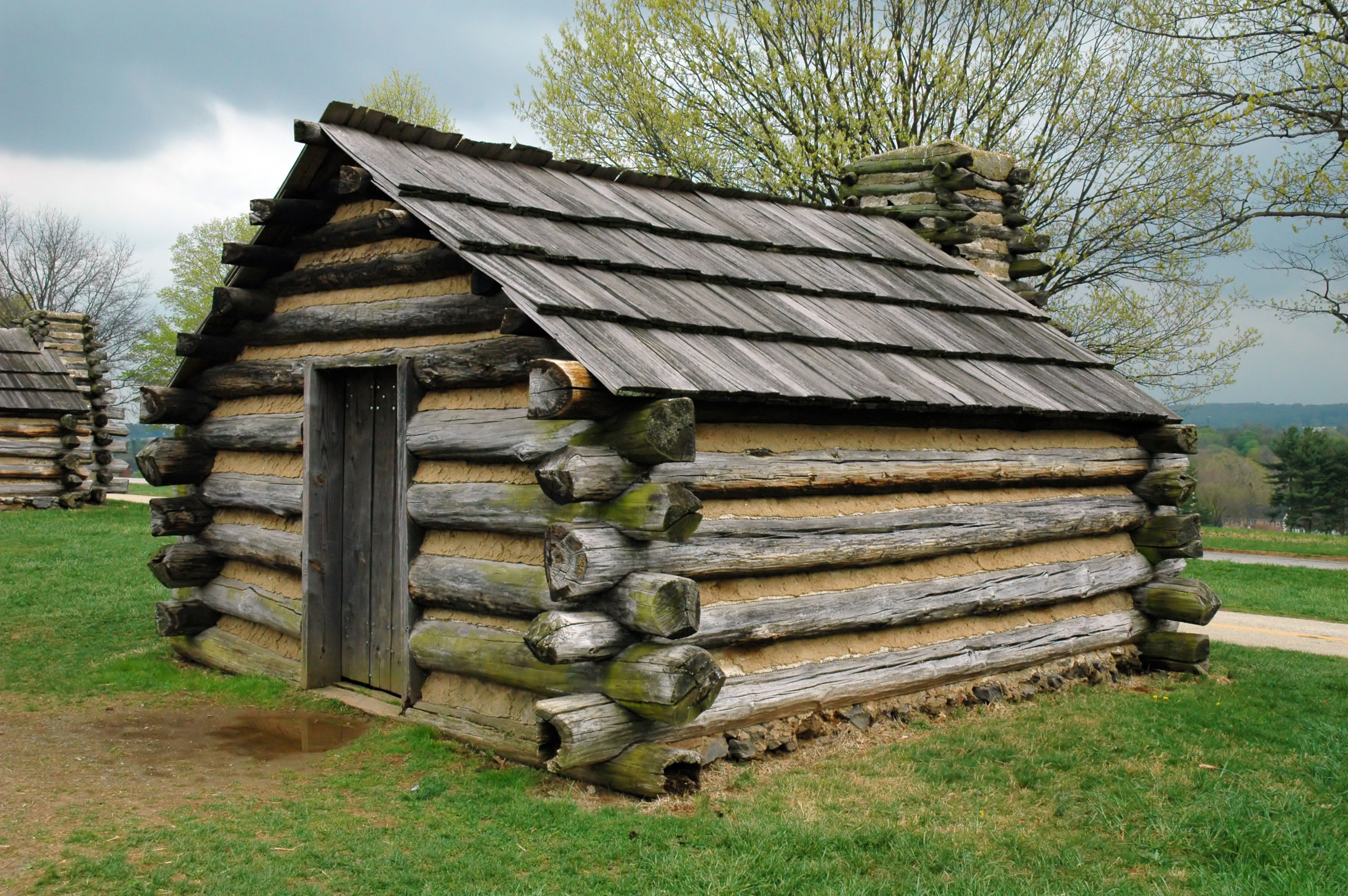
밸리 포지 복제 통나무집
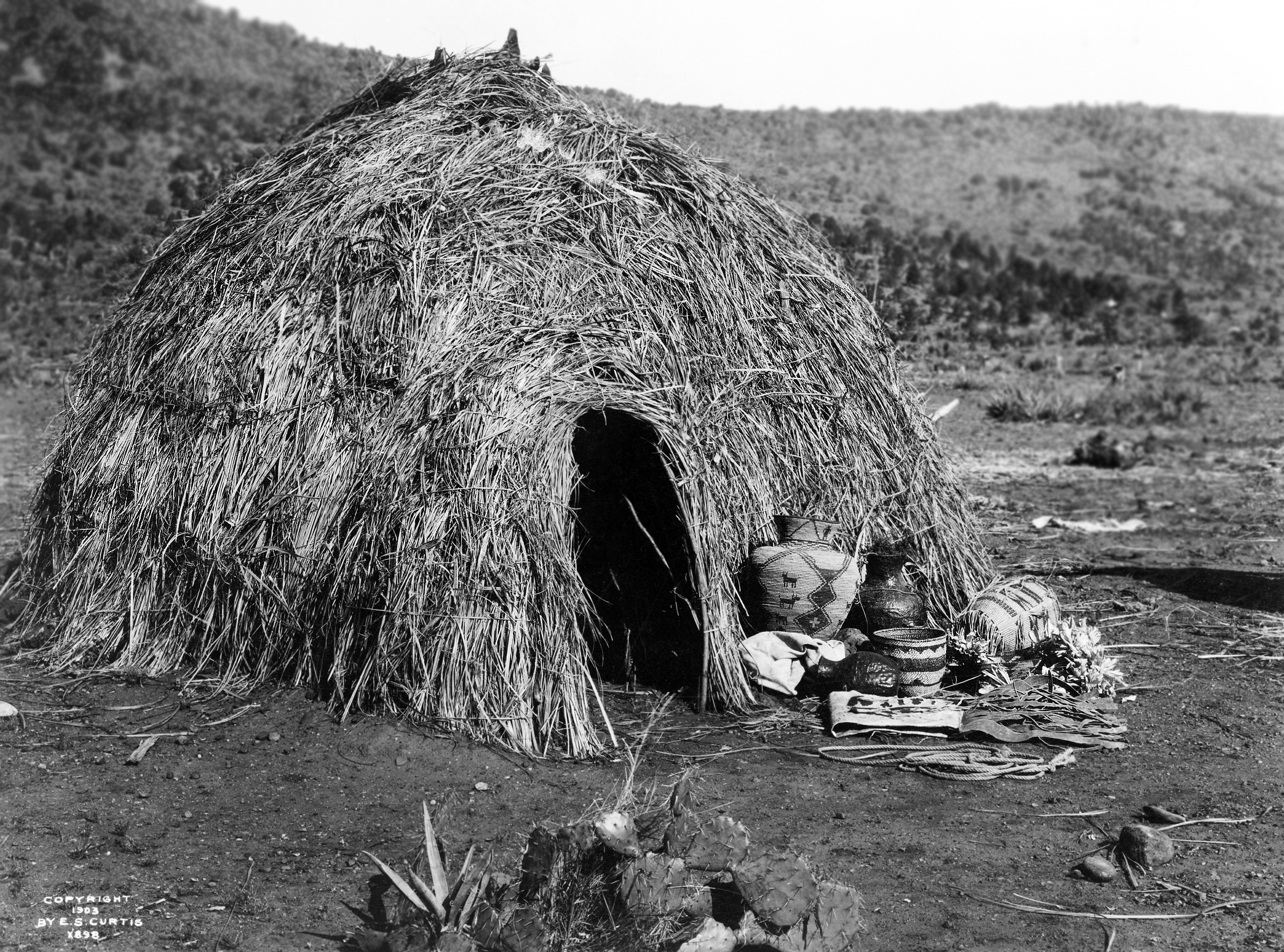
아파치 위키업
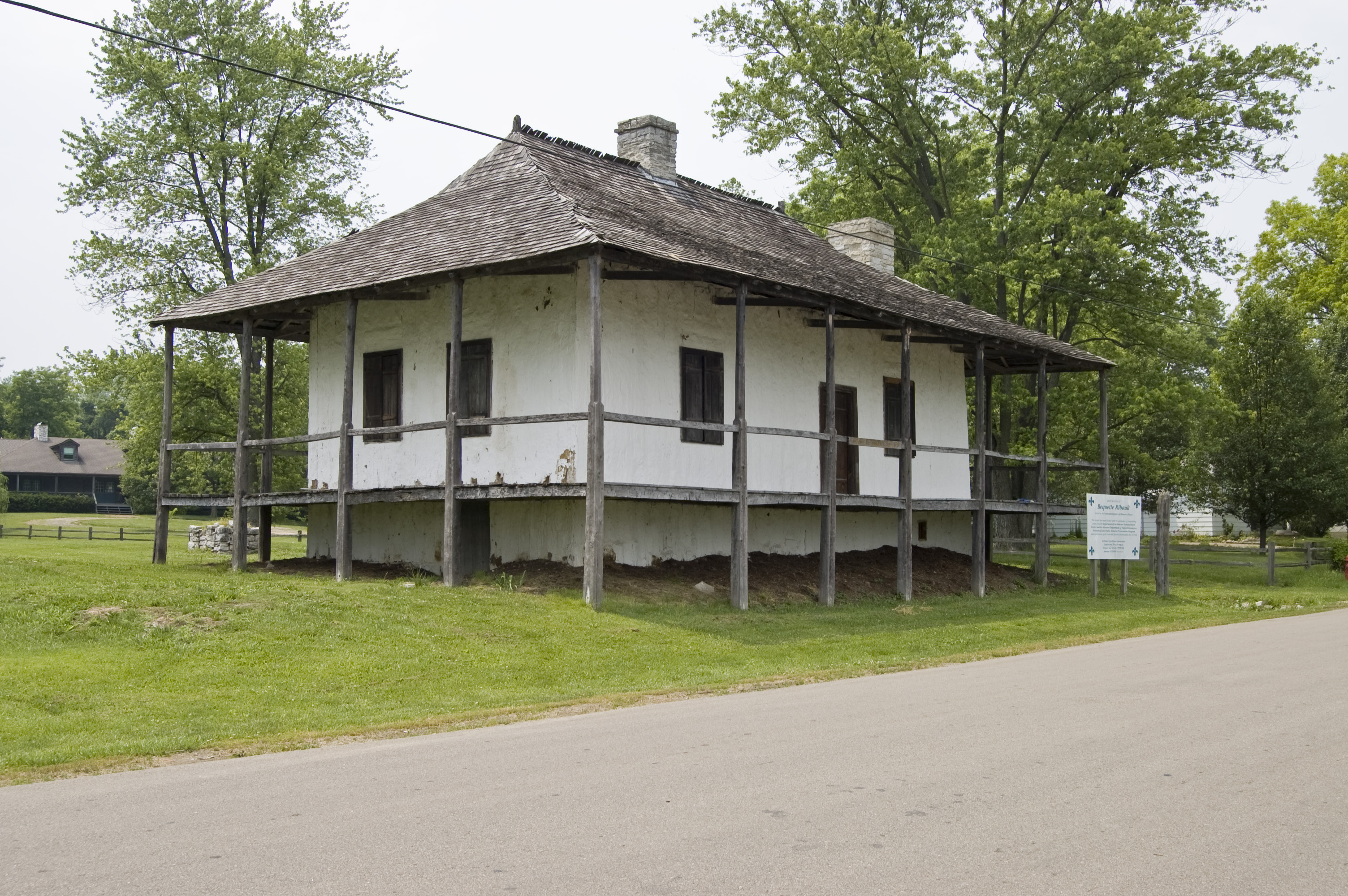
미주리주 세인트주네비에브의 프랑스 양식 건물인 베케트-리보 하우스
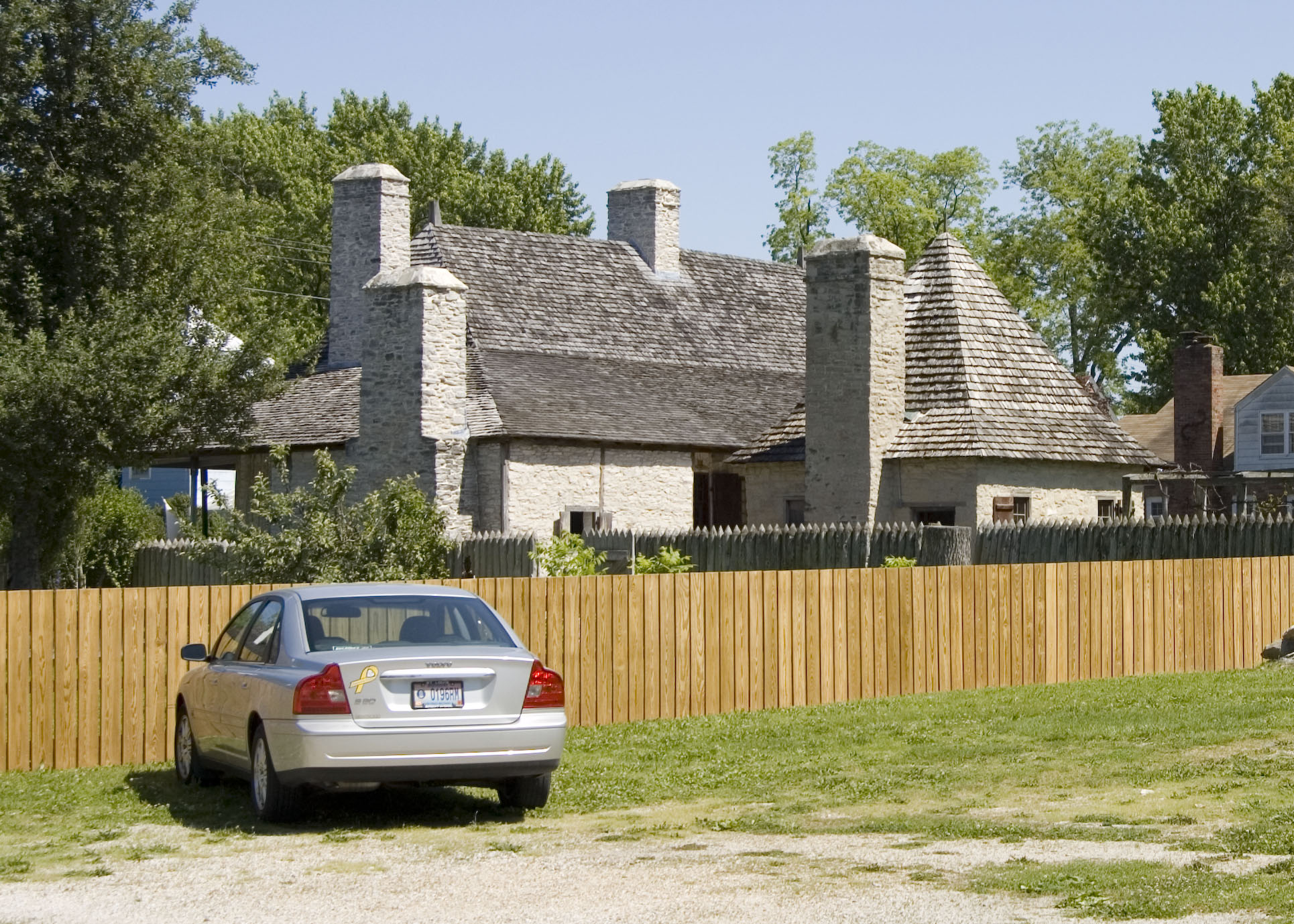
미주리주 세인트주네비에브의 메종 볼뒤크는 베케트-리보 하우스와 같은 양식의 더 큰 건물이다.
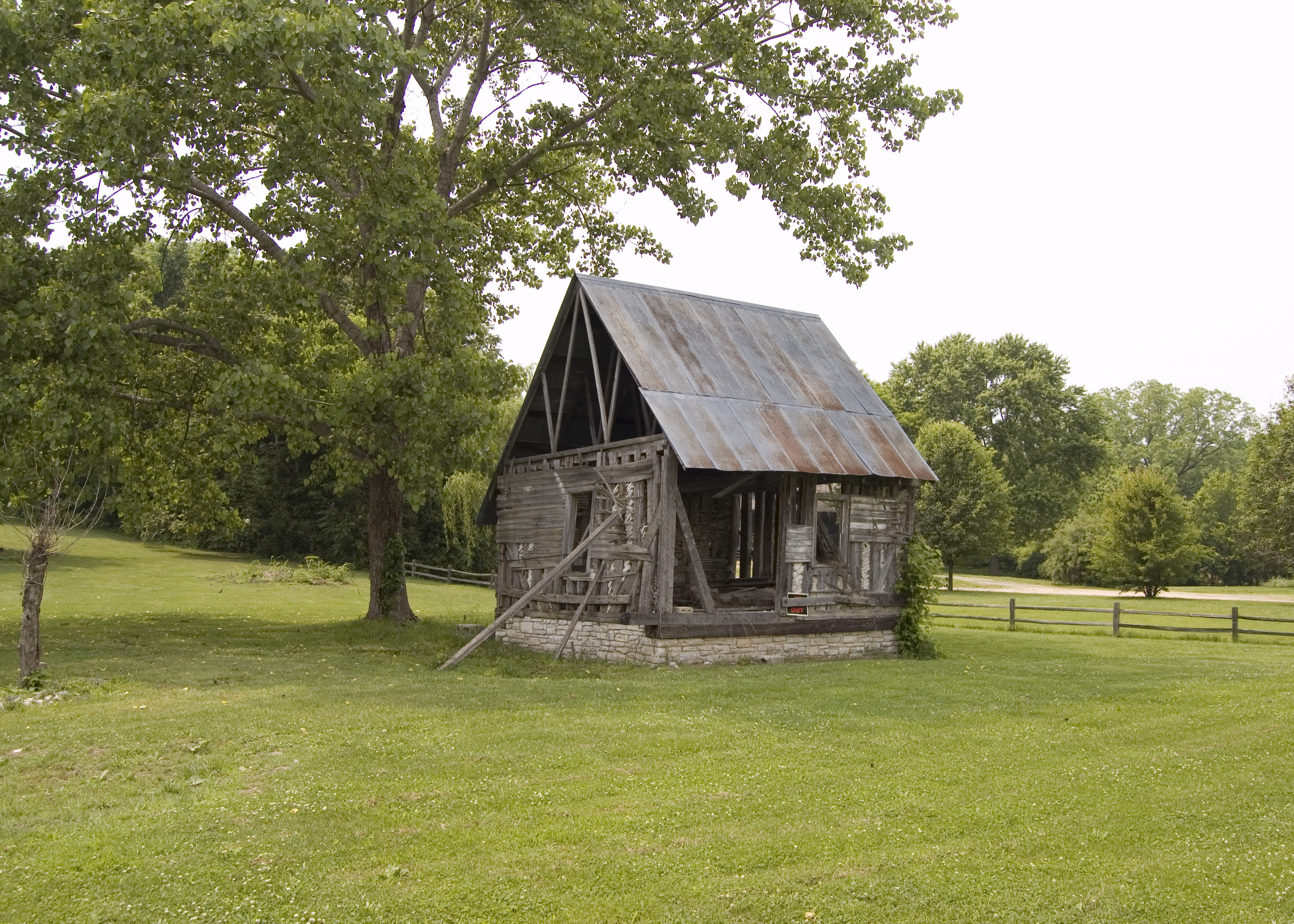
미주리주 세인트주네비에브의 라수르-듀란 하우스
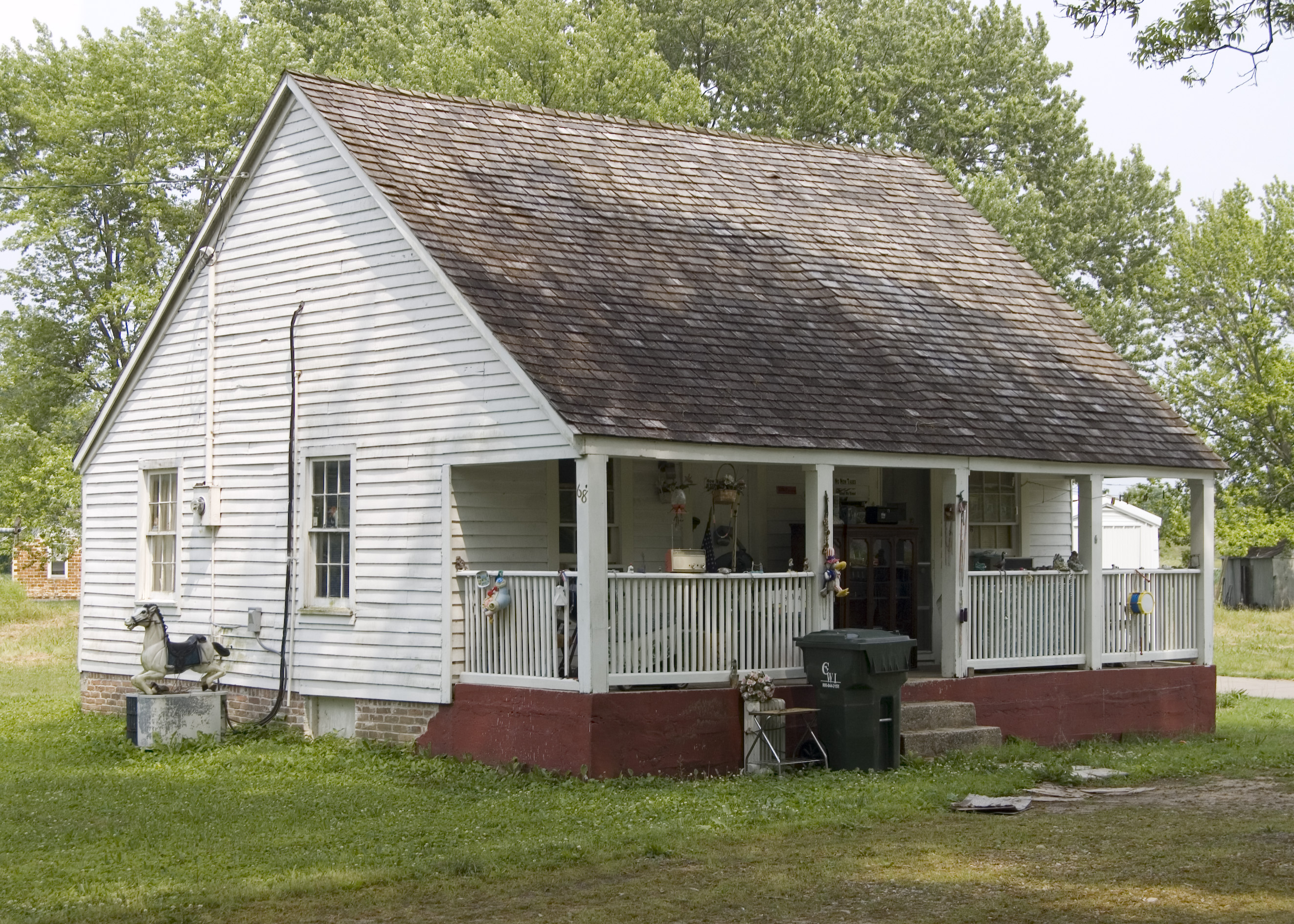
미주리주 세인트주네비에브의 가부리 크릭에 있는 집
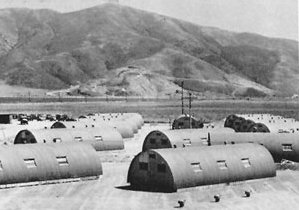
1946년 포인트 무구 (캘리포니아)의 쿼셋 오두막(배경에 라구나 봉이 보인다)
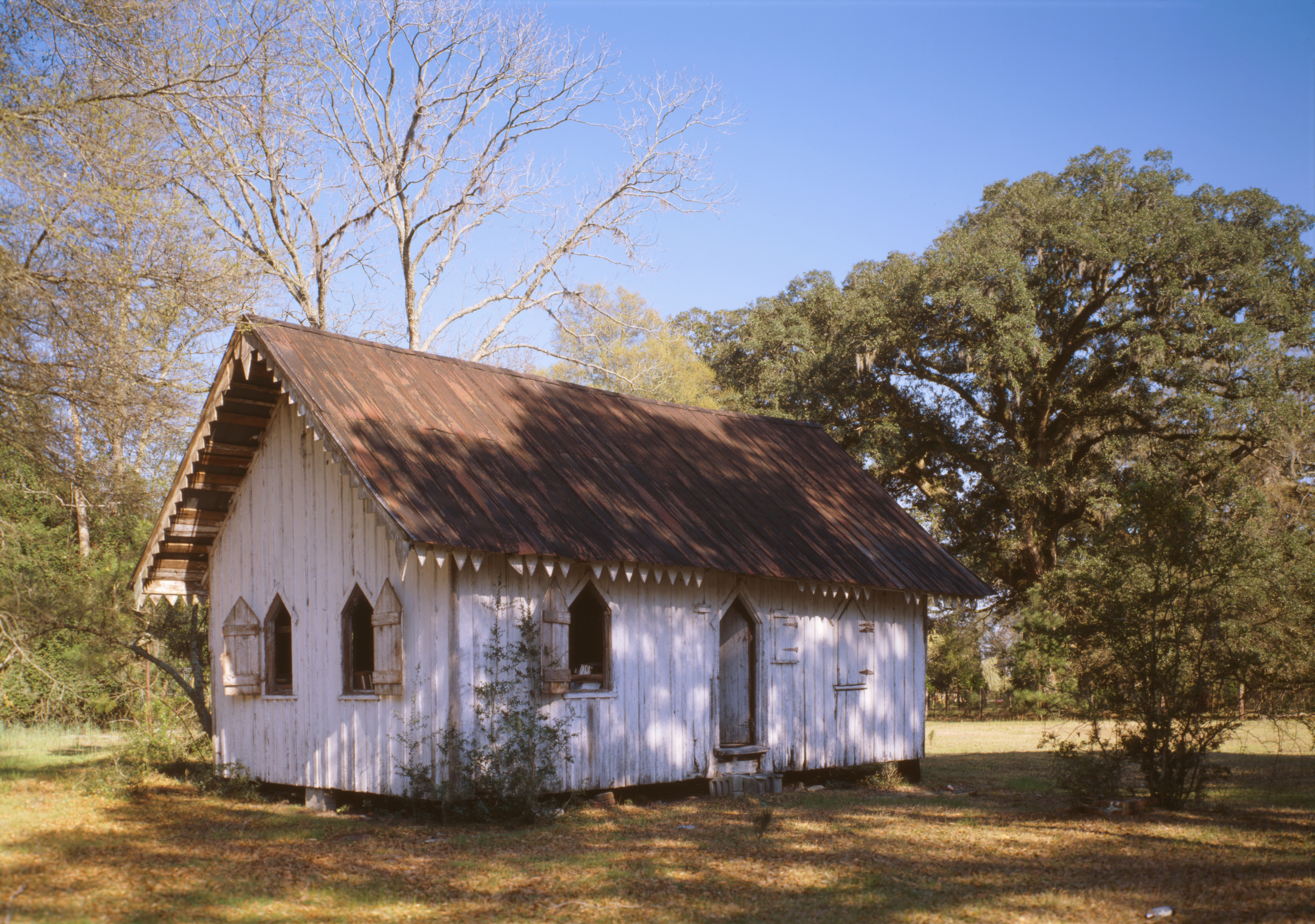
사우스캐롤라이나주 조지타운군 아룬델 플랜테이션의 노예 오두막
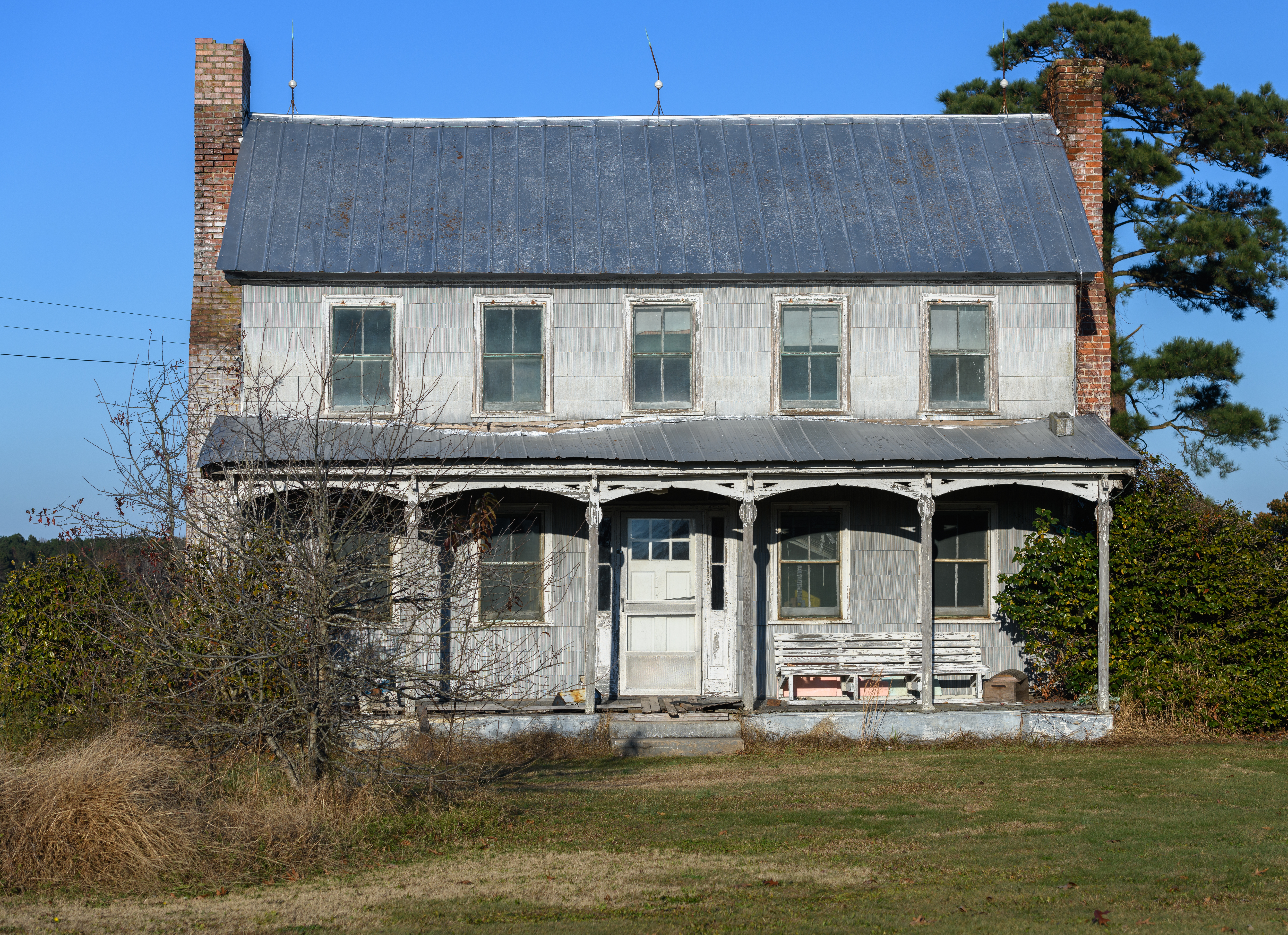
1800년대와 1900년대에 흔히 볼 수 있었고 21세기까지 잘 보존된 남부 미국 농촌 토속건축의 버려지고  decaying된 예

### 남아메리카

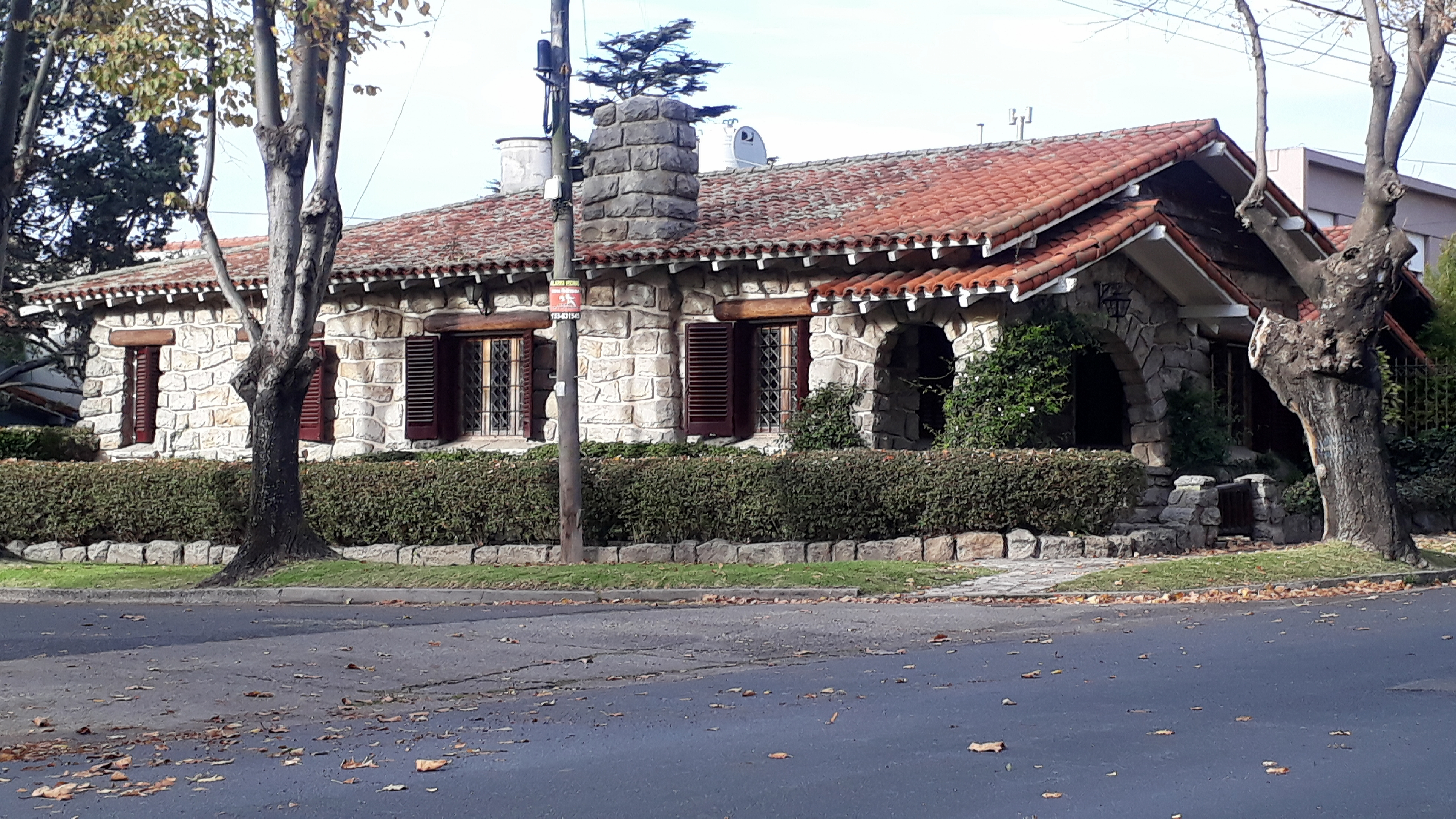
아르헨티나 마르델플라타에 있는 현지에서 채취한 정석영암의 전통적인 코팅을 특징으로 하는 마르델플라타 양식 샬레
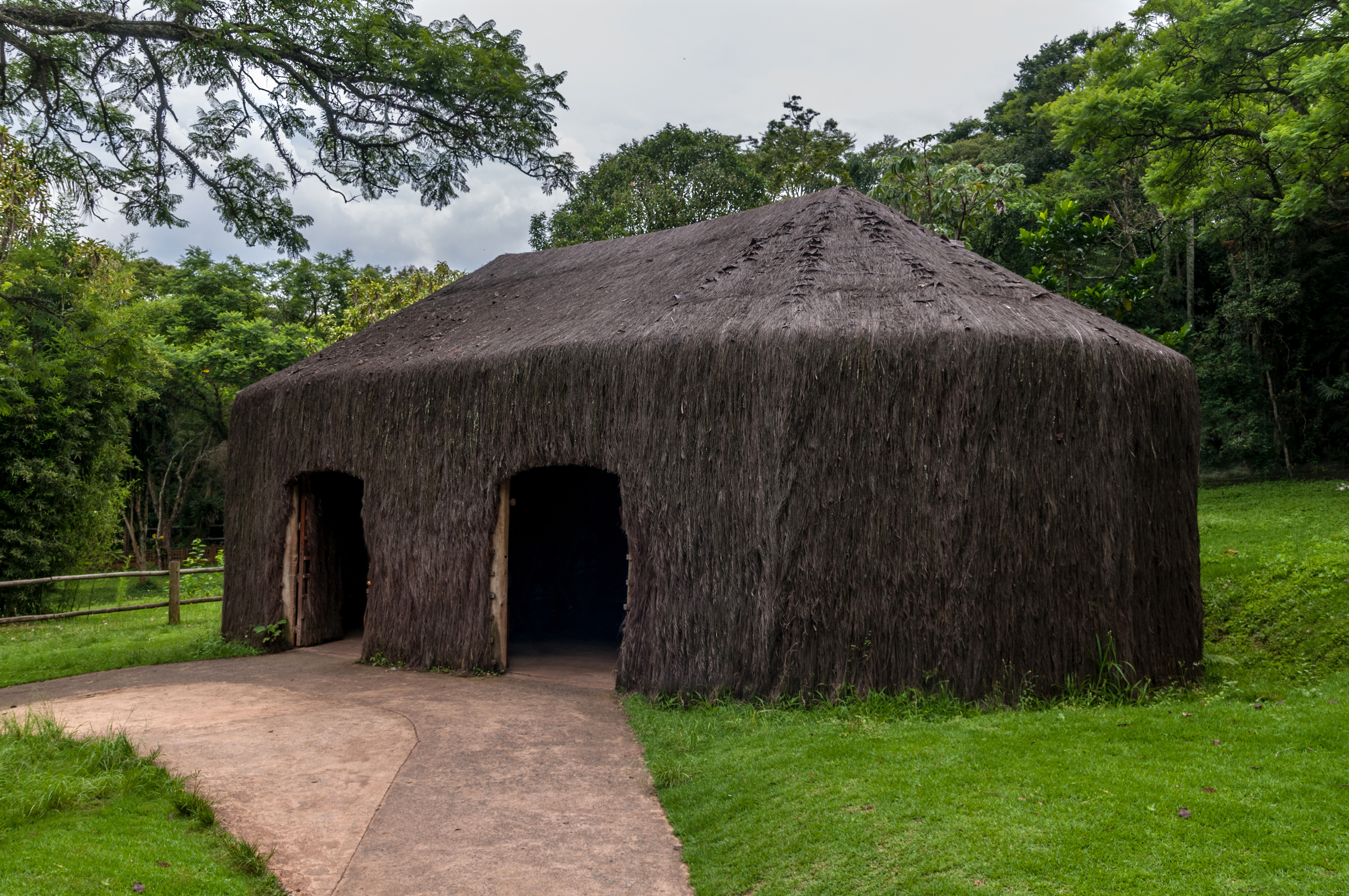
브라질 원주민에게 전형적인 공동 주택인 오카
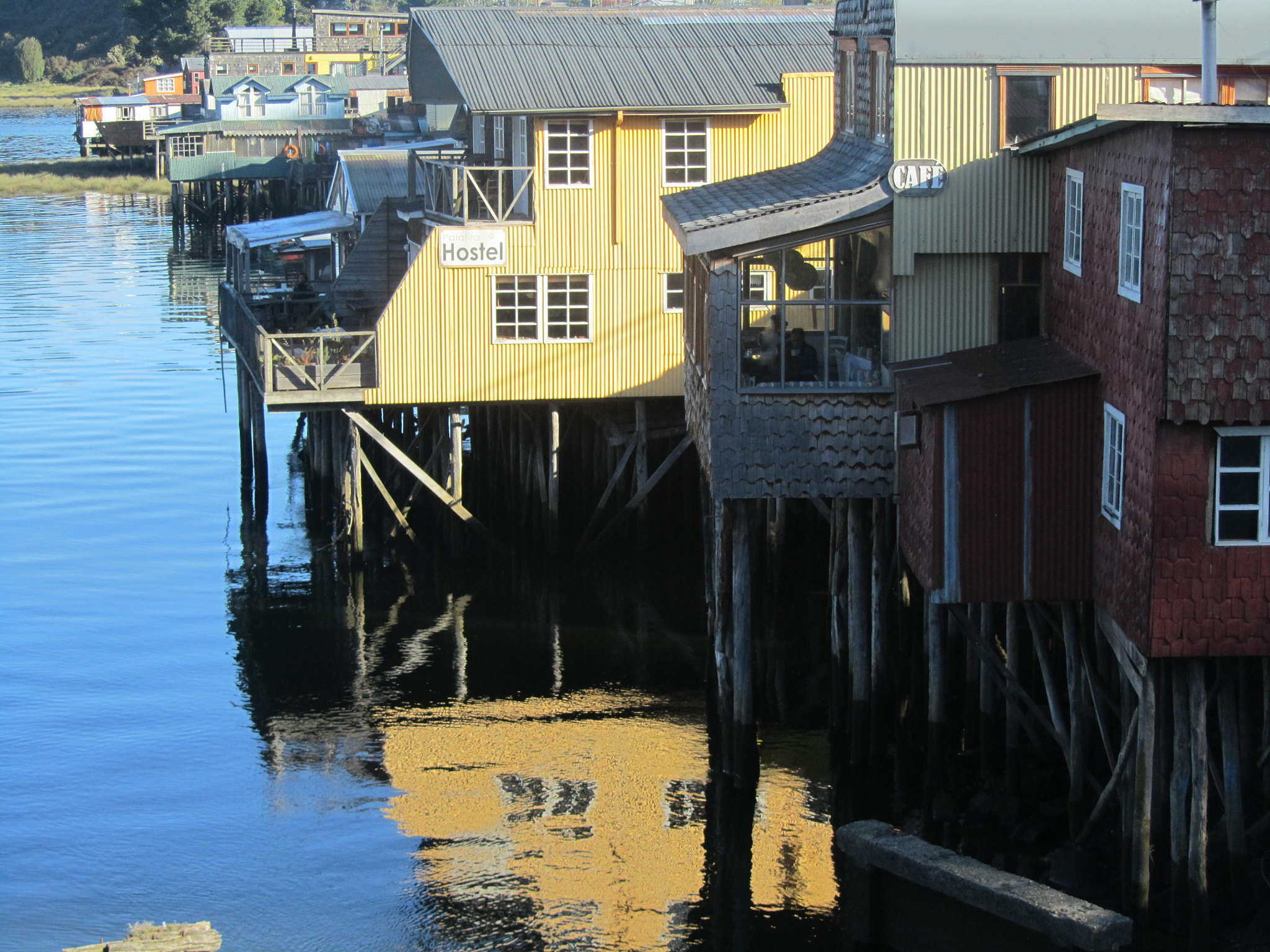
칠레 칠로에 섬 카스트로의 팔라피토스
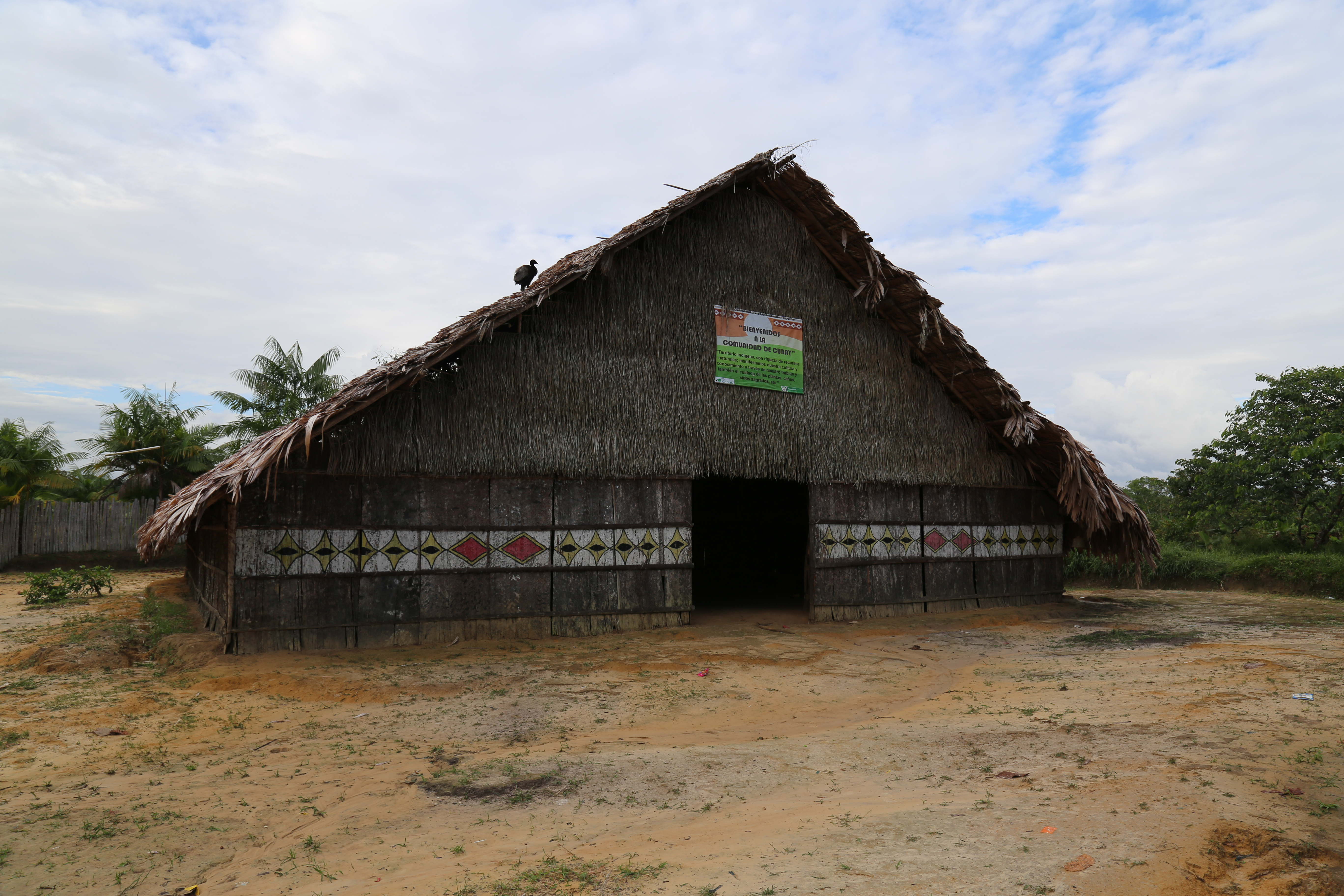
아마존 우림의 남아메리카의 원주민에게 전형적인 말로카
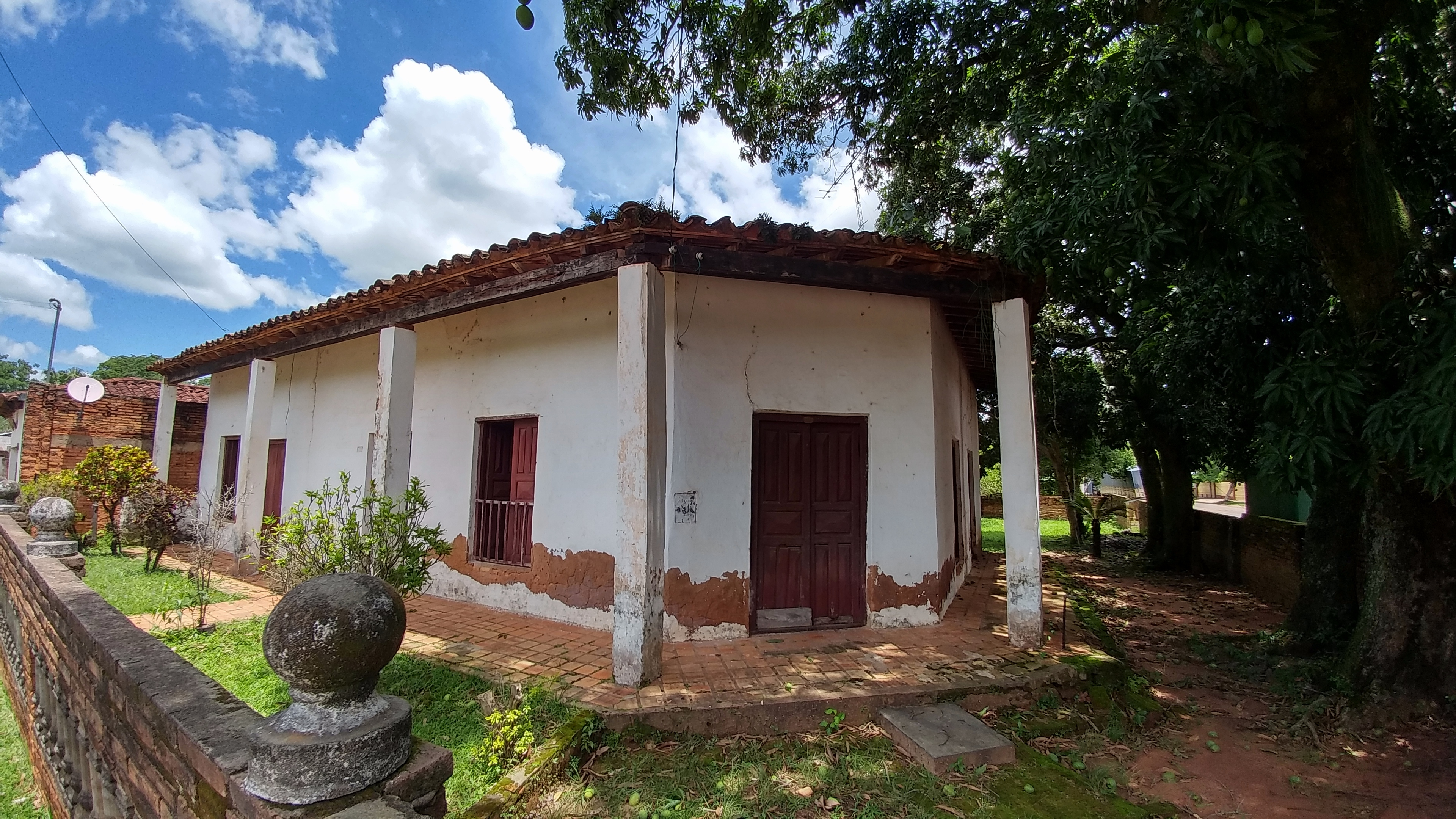
엘살바도르 산살바도르의 옛 가옥

## 지역별 유형 및 예시
지역 간

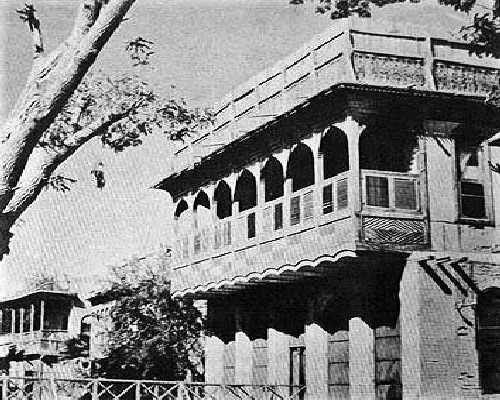
1954년 바스라 구시가지의 마슈라비야(또는 샤나숄 창문)

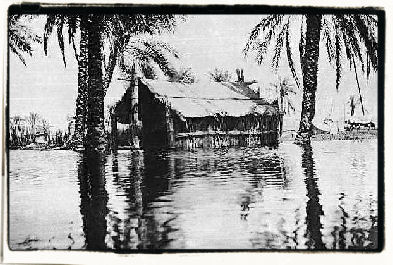
무디프, 거트루드 벨 촬영 1918년 또는 1920년

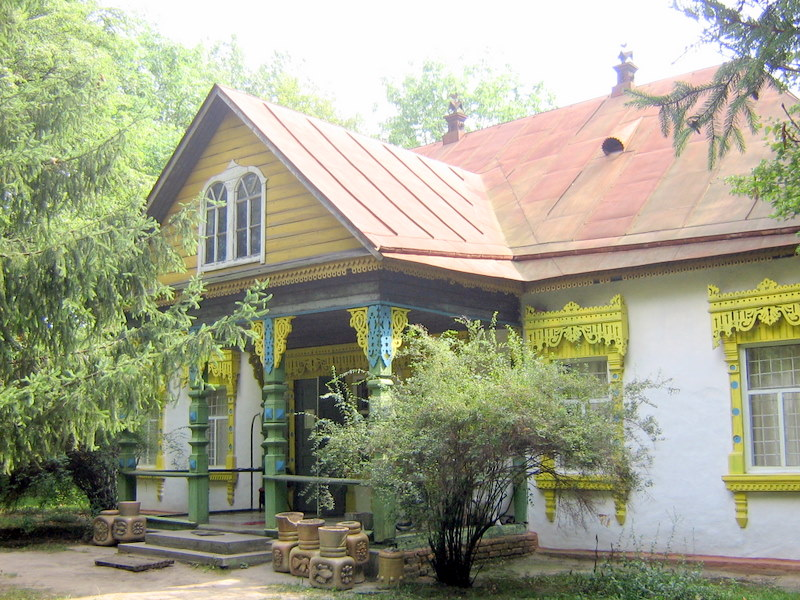
페레야슬라우의 장식 마감 박물관

- 벤더 텐트 – 유목민이 사용하는 임시 거주지
- 호상 가옥 – 몬순 지역, 특히 남아시아의 몬순 또는 홍수에 취약한 지역에서 발견되는 높은 집

브라질
- 부스티 – 폐기물로 만든 주거지로, 종종 인도의 슬럼 또는 브라질의 파벨라와 관련이 있다.

캐나다
- 캐나다 철도 양식 – 19세기와 20세기 초 캐나다에서 지어진 철도역은 종종 장식 특징이 부족한 단순한 목조 구조물이었다. 이러한 역 중 일부는 오늘날에도 남아 있지만 활성 철도역은 아니다.

이라크
- 사막 성채 – (아랍어로는 q'sar) 우마이야 시대에 건설된 요새화된 궁전 또는 성으로, 현재 잔해가 북동부 요르단, 시리아, 이스라엘, 팔레스타인 (지역) 및 이라크의 반건조 지역에 흩어져 있다. 이들은 종종 귀족 가족의 사냥 별장 역할을 했다.[33]
- 무디프 – 남부 이라크의 마쉬 아랍인들에게 흔하며 갈대로만 건설된 전통 건물. 많은 건물들이 사담 후세인에 의해 파괴되었지만, 2003년 이후 아랍 공동체는 전통적인 집과 생활 방식으로 돌아오고 있다.[34]

독일
- 걸프 하우스
- 저지 독일 주택
- 중부 독일 주택
- 고대 프리슬란트 농가

인도네시아
이스라엘
- 수카 – 유대인 명절인 초막절 기간에 사용되는 임시 거주지. 수카는 유기 재료로 만들어야 하며, 세 개의 벽을 가지고 있어야 하고, 하늘에 부분적으로 개방된 지붕을 가져야 한다. 지붕은 일반적으로 나뭇가지나 짚으로 만들어진다.
- 네 방 집 – 흙과 돌로 지어진 철기 시대 구조물.[35]
- 와일드 바우 외장 스타일 – 전쟁과 테러 공격으로 파괴된 이스라엘 구조물의 잔해를 석조 건축에 재활용하는 관행, 특히 카타몬에서.[36]

이탈리아
- 알프스 '헛간' 집 – 겨울 동안 소를 수용한 지상층 위층에 지어진 주거지
- 담무소(Dammusu) – 판텔레리아의 건식 석조 주택
- 사시 디 마테라 – 동굴 주거지
- 트룰로 – 원뿔형 지붕이 있는 건식 석조 오두막 형태의 집

노르웨이
필리핀
- 필리핀 민다나오섬의 토로간 침실

스코틀랜드
- 배슬 하우스 – 스코틀랜드 국경을 따라 자주 발생하는 약탈대에 대한 방어를 제공하기 위해 설계된 정교한 보안 조치를 갖춘 여러 층의 요새화된 농가.[37]
- 블랙하우스 – 전통적인 마른 돌벽 건물로, 잔디로 이은 지붕, 판석 바닥, 중앙 난로가 있으며, 가축과 사람을 수용하기 위해 칸막이로 분리되어 있다.[38]
- 크로프터 오두막 – 단열을 위해 흙으로 채워진 돌벽과 짚 또는 잔디 지붕, 그리고 난방의 일부 형태를 제공하는 이탄 난로를 위해 방 중앙에 돌판을 설치한 간단한 구조. 특이한 크로프트 하우스인 더넷의 브로치 스티딩은 고래 뼈 쌍으로 지어졌다.[39]
- 크럭 하우스 – 긴 스팬 목재 부족에 대처하기 위해 설계된 중세 구조물. 구조물의 프레임은 끝벽에 "siles" 또는 "couples"(일종의 포크)를 사용한다. 벽은 지붕을 지지하지 않으며, 대신 크럭 프레임에 실린다. 이 유형의 건물은 잉글랜드, 스코틀랜드, 웨일스 전역에서 흔하지만, 몇 개의 온전한 예만 남아 있다.[40]
- 쉴링 – 하이랜드 사람들이 새로운 초지를 찾아 고지대로 가축을 데리고 갈 때 여름 동안 거주지로 사용되는 돌, 잔디, 잔디로 만든 임시 오두막(또는 오두막 모음).[41]
- 타워 하우스 또는 필 타워 – 중세 건물로, 일반적으로 돌로 지어졌으며, 귀족 계급이 방어 가능한 거주지로 건설했다.[42]
- 잔디집 – 예를 들어 이스트 에어셔, 중세 잔디집

스페인
- 어도비 하우스 – 스페인과 스페인 식민지에서 발견되는 진흙 벽돌 건물

미국
- 미국의 크리올 건축 – 걸프 해안과 관련 강을 따라, 특히 남부 루이지애나와 미시시피에서 흔히 볼 수 있는 집 또는 오두막 유형.[43][44]
- 흙집 – 미국 원주민이 사용하는 지하 주거지
- 호건 – 나바호족의 전통 주거지
- 얼 영 (1889년 3월 31일 ~ 1975년 5월 24일)은 미국의 건축가, 부동산 중개인 및 보험 대리인이었다. 52년 동안 그는 미시간주 샤를부아에 31개의 구조물을 설계하고 건설했지만 정식 건축가는 아니었다.[45][46] 그는 주로 암석으로 작업했으며, 석회암, 밭돌,[47] 북부 미시간 전역에서 발견한 바위를 사용했다. 그의 집은 흔히 놈 (요정) 집, 버섯 하우스, 또는 호빗 구멍으로 불린다.[45][46] 그의 문, 창문, 지붕 및 벽난로 디자인은 곡선 사용 때문에 매우 독특했다. 영의 목표는 작은 석조 주택이 성처럼 인상적일 수 있다는 것을 보여주는 것이었다. 영은 또한 샤를부아를 오늘날과 같은 활기 넘치는 여름 휴양지로 만드는 데 도움을 주었다.[46][48]

우크라이나
우크라이나의 여러 지역에는 각자의 토속건축의 예가 있다. 예를 들어, 카르파티아산맥과 주변 구릉지에서는 목재와 점토가 주요 전통 건축 자재이다. 우크라이나 건축은 우크라이나 페레야슬라우에 위치한 중앙 드니프로 강 연안의 민속 건축 및 생활 박물관에 보존되어 있다.

## 같이 보기
| - 원주민 건축 주택 유형: - A-프레임 하우스 - 바라바라 (알류트) - 배슬 하우스 (잉글랜드, 스코틀랜드) - 벌집 집 (반투, 아프리카) - 벤더 텐트 - 블랙하우스 - 보티 (영국) - 방갈로 - 부르데이 (루마니아, 우크라이나) - 카바나 - 샬레 (유럽 알프스 지역) - 클로찬 (아일랜드) - 크럭 하우스 - 흙집 (아메리카 원주민) - 네 방 집 (고대 이스라엘 왕국) - 걸프 하우스 (동프리슬란트와 북독일) - 홀하우스 - 반목조 구조 - 오두막 - 아이슬란드 토르프 하우스 - 이글루 - 크메르 하우스 - 주택 유형 목록 - 인간 거주 형태 목록 - 통나무집 - 롱하우스 - 저지 독일 주택 - 마치야 – 일본 - 말레이 주택 – 말라야 바하사족의 전통 가옥 - 미타토 (그리스) - 산장 - 무디프 - 나카말 (바누아투) - 니파 오두막 (필리핀) - 오스트 하우스 - 오카 (브라질) - 고대 프리슬란트 농가 (네덜란드와 북독일 평야) - 오리 (프랑스) - 필 타워 (잉글랜드, 스코틀랜드) - 퀸즐랜더 (오스트레일리아) - 론다벨 (중앙 및 남부 아프리카) - 루모 아체 – 인도네시아 아체의 토착 건축 - 쉴링 - 샷건 하우스 - 흙집 - 호상 가옥 - 티피 - 토로간 (필리핀) - 타워 하우스 (스코틀랜드, 스페인 및 산악 지역) - 트룰로 - 와레누이 – 마오리족 롱하우스 (뉴질랜드) - 위그왐 - 야랑가 - 유르트 (중앙아시아) 건축 요소 - 도머 창 - 마슈라비야 (이라크에서는 샤나숄이라고도 함) - 돌출 창 - 윈드캐처 (아랍어로는 bad girs) | 건축 기술 및 재료: - 분트베르크 – 오스트리아, 티롤, 바이에른에서 사용되는 건설 방법 - 코브 - 그라우트 지붕 - 피에로타주 (프랑스 충전재) - 떼 지붕 - 기둥 - 이엉 - 베란다 (오스트레일리아) - 초벽 단체: - 토속건축 포럼 - 건축, SUST - 전통 건축, 건축 및 도시주의 국제 네트워크 지역 토속건축: - 초기 근대 스코틀랜드의 건축#초기 근대 스코틀랜드의 토속건축 - 바이타 (건축) – 유럽 알프스 지역 - 발리 건축 – 인도네시아 발리 - 바타크 건축 – 인도네시아 수마트라 사람들의 토착 건축 - 미국의 크리올 건축 - 에스토니아 토속건축 - 북아메리카의 유럽 중세 건축 - 인도 토속건축 - 카나크 전통 건축 - 마르델플라타 양식 - 스코틀랜드 토속건축 - 상점 주택 (동남아시아) - 엥가노의 전통 건축 (인도네시아) - 인도네시아의 토속건축 - 미국의 소박한 건축 - 카르파티아산맥의 토속건축 - 구 리야드의 토속건축 (사우디아라비아) - 노르웨이의 토속건축 - 우크라이나 토속건축 - 서부 쓰촨의 토속 주거 건축 - 스페인 토속건축 예시: - 알마슈라비야 건물 - 브로큰 에인절 하우스 - 에셀 S. 로이 하우스 - 마치야 – 전통적인 일본 목조 마을 주택 - 폰헨지 웨스트 - 느린 건축 - 와츠 타워 - 마녀 창문 사람: - 로리 베이커 - 제프리 바와 - 리파트 카다르지 - 바시룰 하크 - 사이풀 하크 - 프리덴스라이히 훈데르트바서 - 하워드 모핏 - 무데하르 - 댄 필립스 - 키아 타와나 |